# Sacro Convento
Il Sacro Convento di San Francesco in Assisi, sorge nella città serafica accanto all'omonima basilica la cui costruzione fu inaugurata da papa Gregorio IX il 17 luglio 1228, all'indomani della canonizzazione del Poverello. L'accesso principale è dalla piazza inferiore di San Francesco.
Una fonte quattrocentesca motiva l'attributo "sacro" al fatto che il convento - cosa certamente singolare - sarebbe stato consacrato insieme alla basilica da papa Innocenzo IV nel 1253.
Nell'anno 2000, insieme ad altri siti francescani del circondario, il complesso monumentale costituito dalla Basilica e dal Sacro Convento è stato inserito nella Lista del patrimonio dell'umanità dell'UNESCO.

## Origini, evoluzione strutturale e restauri del complesso

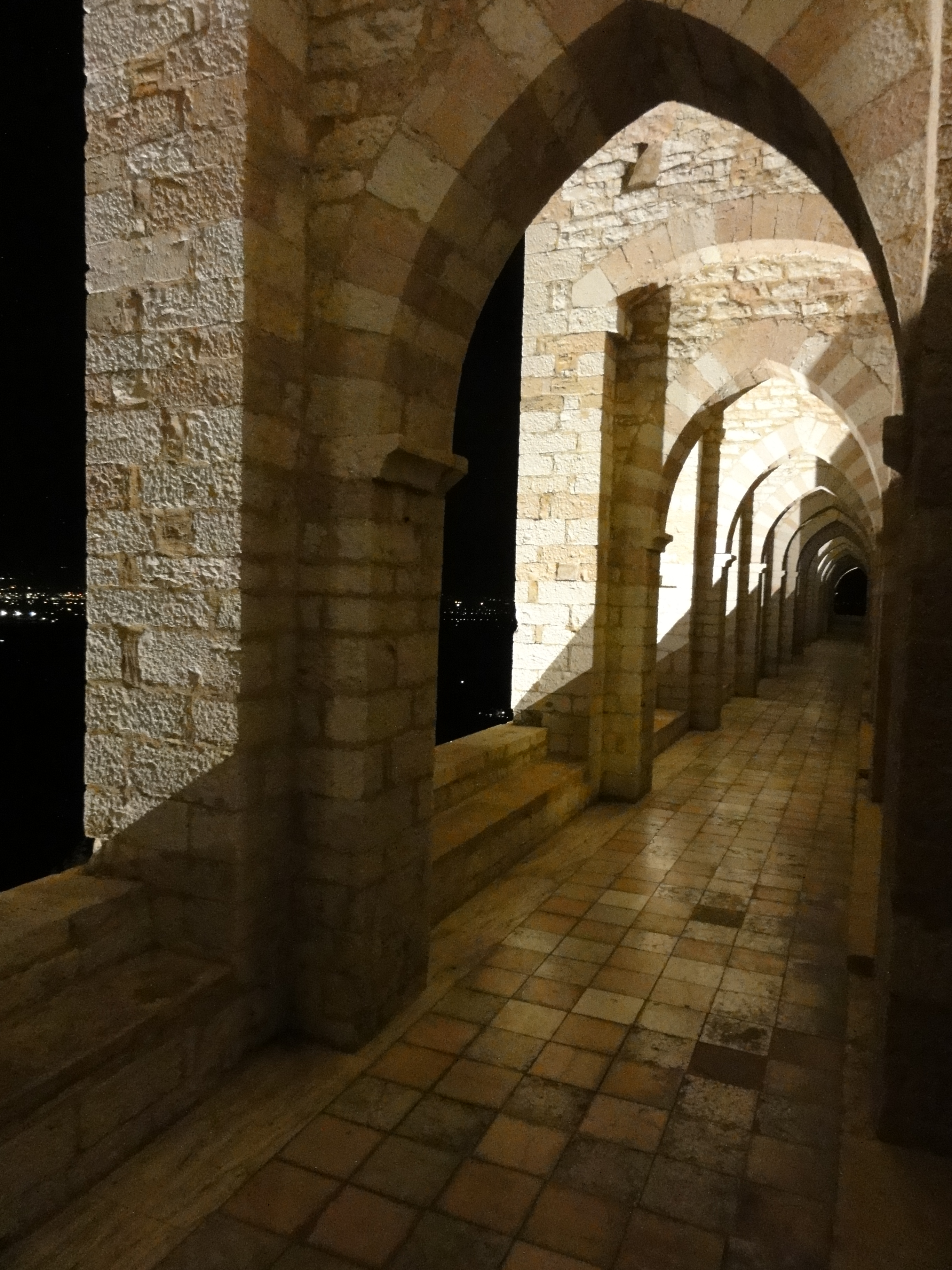
Immagine notturna del portico "del Calzo" che affianca il lato meridionale del refettorio "grande" (secolo XIII)

Dopo la morte di san Francesco fu papa Gregorio IX, già cardinale vescovo di Ostia (che lo stesso Francesco aveva ottenuto da papa Onorio III come "protettore" dell'Ordine) a voler la costruzione in Assisi di una specialis ecclesia dove custodire il corpo del Santo già sepolto nella chiesa di San Giorgio, entro le mura della città.
È frate Elia da Cortona, per conto dello stesso Pontefice, a ricevere la donazione da parte di Simone di Puzarello (o Pucciarello) di «unam terre positam in vocabulo collis inferni in comitatu Assisiensi» perché vi sia costruito un luogo, oratorio o chiesa «pro beatissimo corpore sancti Francisci».
Collis inferni (volgarizzato in Colle dell'inferno), forse per il suo aspetto selvaggio, ma più probabilmente inferius perché posto in basso rispetto alla città. Lì erano erette le forche per l'impiccagione dei condannati a morte ed è probabile che vi trovassero rifugio i lebbrosi. Una tradizione fa risalire la scelta del luogo al desiderio dello stesso Francesco di essere sepolto «Dove sonno le forche deli malfactori», mentre qualcuno vi indica uno dei luoghi dove Francesco si ritirava in solitudine e preghiera.
Il 17 luglio 1228, papa Gregorio IX - dopo che il giorno precedente aveva solennemente iscritto Francesco nell'albo dei santi - diede avvio alla costruzione della nuova chiesa accanto alla quale vennero contemporaneamente edificati i primitivi spazi (i loca della Regola non bollata o domus in quella del 1223) per i frati, con ogni probabilità sul terreno donato il 31 luglio successivo - questa volta direttamente alla chiesa di San Francesco - sito nella piaggia del colle della medesima chiesa, sopra il Tescio.
Il primo riferimento esplicito al convento è in un documento del 27 maggio 1239: una promessa di risarcimento fatta da frate Elia dominus et custos della chiesa di S. Francesco di Assisi e frate Giacomo da Bevagna, sindaco e procuratore della detta chiesa et conventus ipsius, atto redatto - scrive il notaio - apud dictam ecclesiam Sancti Francisci, in quadam camera ipsius ecclesie.
Il primo nucleo abitativo sorse sul retro della costruenda basilica e costituiva il lato nord e, per la parte inferiore, quello ovest dell'attuale chiostro maggiore (detto di Sisto IV). La cosiddetta domus Gregoriana doveva far parte di questi ambienti come spazio che, all'occorrenza, veniva destinato all'ospitalità del pontefice.
Di un palatio Gregoriano, un grande palazzo «in loco fratrum Minorum de Assisio» fatto costruire da Gregorio IX sia per onorare san Francesco che per alloggiarvi nelle sue visite alla sua tomba, parla frate Salimbene de Adam nella Cronica, nel contesto della undicesima colpa di cui accusa frate Elia. Si tratta con ogni probabilità di un corpo fatto aggiungere, accanto alla dimora dei frati, non da papa Gregorio (morto nel 1241), ma da Innocenzo IV, e che Salimbene vide, verosimilmente finito, nel 1265, quando è documentata la sua presenza ad Assisi. A tale residenza papale si accedeva dal convento, attraverso il cortile interno, ma probabilmente anche da un ingresso autonomo, a nord est, tramite un terrapieno ricavato tra la chiesa e la selva a cui si poteva giungere attraversando il transetto d'ingresso - una sorta di nartece - alla chiesa inferiore che allora iniziava dalla prima campata della navata.
Gli studiosi sono concordi nell'affermare che comunque «seguire le vicende costruttive e, talora, parzialmente distruttive del convento francescano è arduo e perfino impossibile» per la scarsità delle fonti documentarie sull'argomento. Nulla rimane dell'ente (in antico "Opera") che prese in carico la fabbrica dopo che frate Elia (nel 1232 eletto generale dell'Ordine e poi deposto nel 1239 e scomunicato con l'accusa di eresia), dovette lasciare la direzione dell'impresa.
Nella prima metà del secolo XIII il primitivo convento doveva probabilmente occupare l'area «immediatamente dietro la zona absidale e dal profilo della chiesa, che ancora non era arricchita dalla cappelle laterali, sporgeva appena e in modo simmetrico da entrambi i lati, occupando un'area pressoché quadrata». L'ingresso era a sud, all'altezza dell'abside della Basilica, lasciando perciò libero l'intero lato della stessa. 
Nel 1282 viene edificato sul lato sud il refettorio "maggiore" (o "grande"), con copertura in legno e portico gotico esterno (detto "del Calzo"), mentre è nel 1360 che il complesso si svilupperà a ovest con l'edificazione del cosiddetto "Palazzo Albornoz" in cui verrà collocata l'infermeria, poi detta "antica".
Un ulteriore ampliamento interesserà nel 1441 il lato sud con la costruzione (a est, a fianco del refettorio) di un dormitorio, sostenuto all'esterno da tredici archi.
Durante il pontificato del papa minorita Sisto IV (1471-1484) diversi furono gli interventi sul complesso conventuale: nel 1472 il fabbricato ovest fu rinforzato sul lato a valle da una "scarpa" in cui (verso Santa Maria degli Angeli) fu collocata la statua dello stesso pontefice; qualche anno dopo, nel 1476, lo stesso palazzo verrà completato e vi troverà nuova sistemazione la residenza papale che lasciò così posto al noviziato che venne poi detto "antico"; si provvide in quel periodo anche alla sistemazione della zona absidale della Basilica con la realizzazione di un chiostro rinascimentale a due ordini - detto appunto "di Sisto IV" - su disegno di Antonio da Como e Ambrogio Lombardo. Al centro del lato ovest, una lapide con lo stemma "parlante" del Pontefice (Francesco della Rovere) indica l'anno 1474.
Pare di quel periodo anche l'avanzamento ad est, verso la città, dell'ingresso al convento (porta della "battaiola") ove si trova tuttora.
L'ultimo grande intervento che definì la struttura del complesso nella sua forma attuale, fu, nei primi anni del secolo XVII, la sopraelevazione del dormitorio quattrocentesco per intervento munifico di Filippo III re di Spagna, così come ricordato da un'iscrizione - senza data - sulla parete esterna dell'ingresso ovest del corridoio superiore. Lì fu trasferito il noviziato, detto per questo "nuovo".
Tra il 1745 e il 1748 viene restaurato il refettorio "grande" su progetto dell'architetto Giovanni Fontana: le capriate in legno vengono sostituite da una volta a botte con lunette. Probabilmente sono di quel periodo i ventidue grandi medaglioni ovali, appesi entro cornici in stucco sulle due pareti longitudinali, con i ritratti dei pontefici (da Onorio III a Clemente XIV) benemeriti dell'Ordine francescano e del santuario assisano.
Nel 1929 - dopo la restituzione all'Ordine del Sacro Convento - fu ristrutturato l'ampio salone (oggi "papale", ma già detto "sala dei musici" perché vi si conservavano gli strumenti della Cappella musicale della basilica) all'ultimo piano del fabbricato ovest. Il lavoro fu curato dall'architetto Arnaldo Foschini, per volere del Ministro generale Alfonso Orlich (italianizzato Orlini), e dedicato a papa Pio IX, l'ultimo pontefice ad aver dimorato al Sacro Convento il 7 e 8 maggio 1857, in occasione del cinquantesimo della sua ordinazione presbiterale. Fu posato un pavimento in maiolica di Giuliano Aretini di Deruta mentre la pittrice romana Maria Biseo realizzò la decorazione pittorica su programma iconografico di frate Bonaventura Marinangeli.
Non tanto per la significatività dell'intervento, quanto per quella del rinvenimento, si segnala il rifacimento del pavimento del refettorio "grande" del 1968. In quell'occasione, sotto la vecchia pavimentazione, fu rinvenuta la più antica collezione di ceramiche medievali umbre, ora conservata, e in parte esposta, presso il Museo del Tesoro.

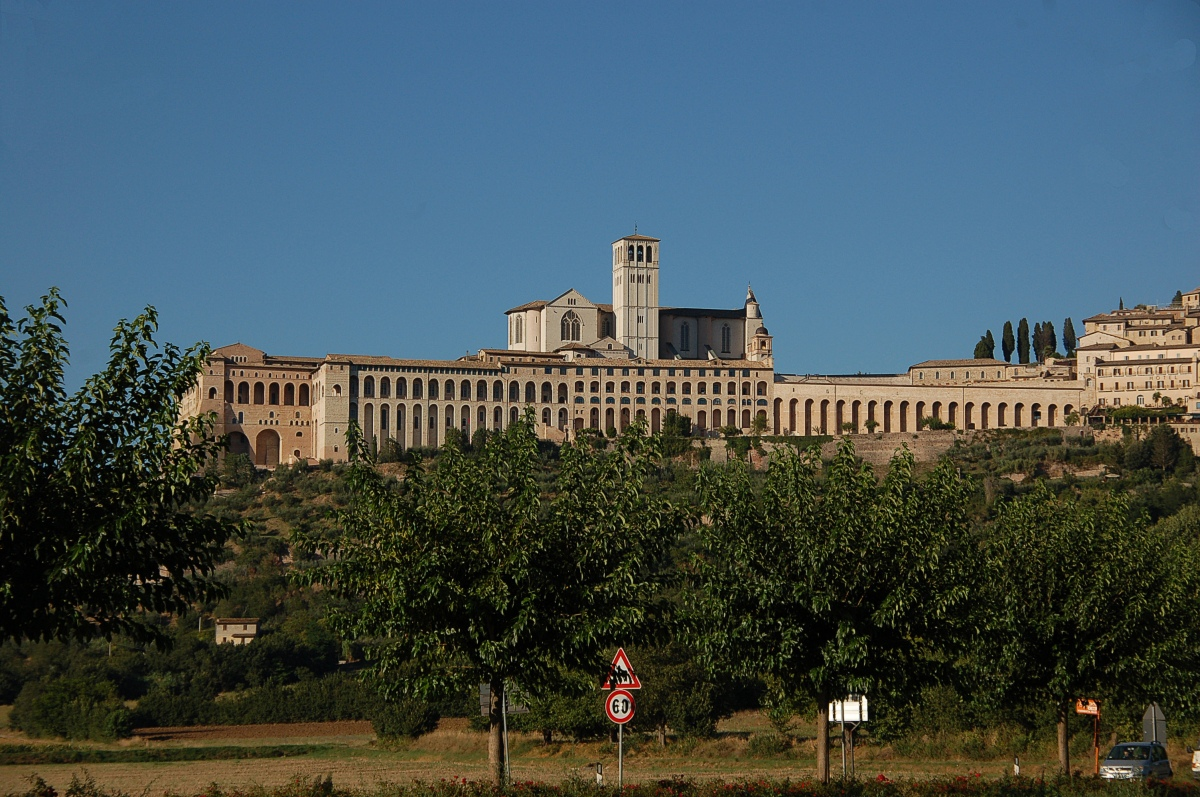
Assisi, Sacro Convento, fronte sud con il caratteristico porticato (il "calce") sul lato del refettorio "grande" e le arcate che sorreggono il dormitorio e la piazza.
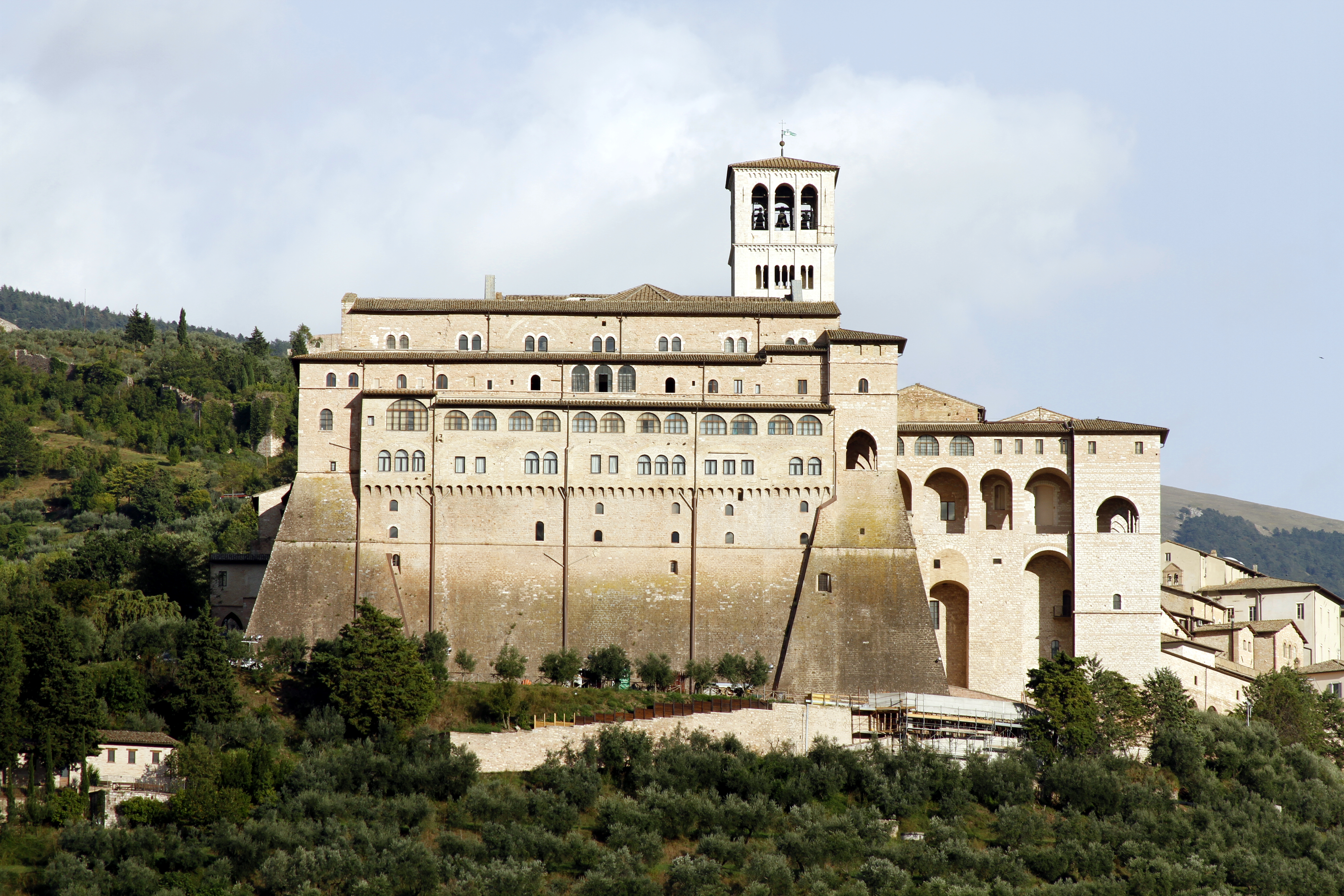
Assisi, Sacro Convento, fronte ovest con, in primo piano, il cosiddetto "Palazzo Albornoz".
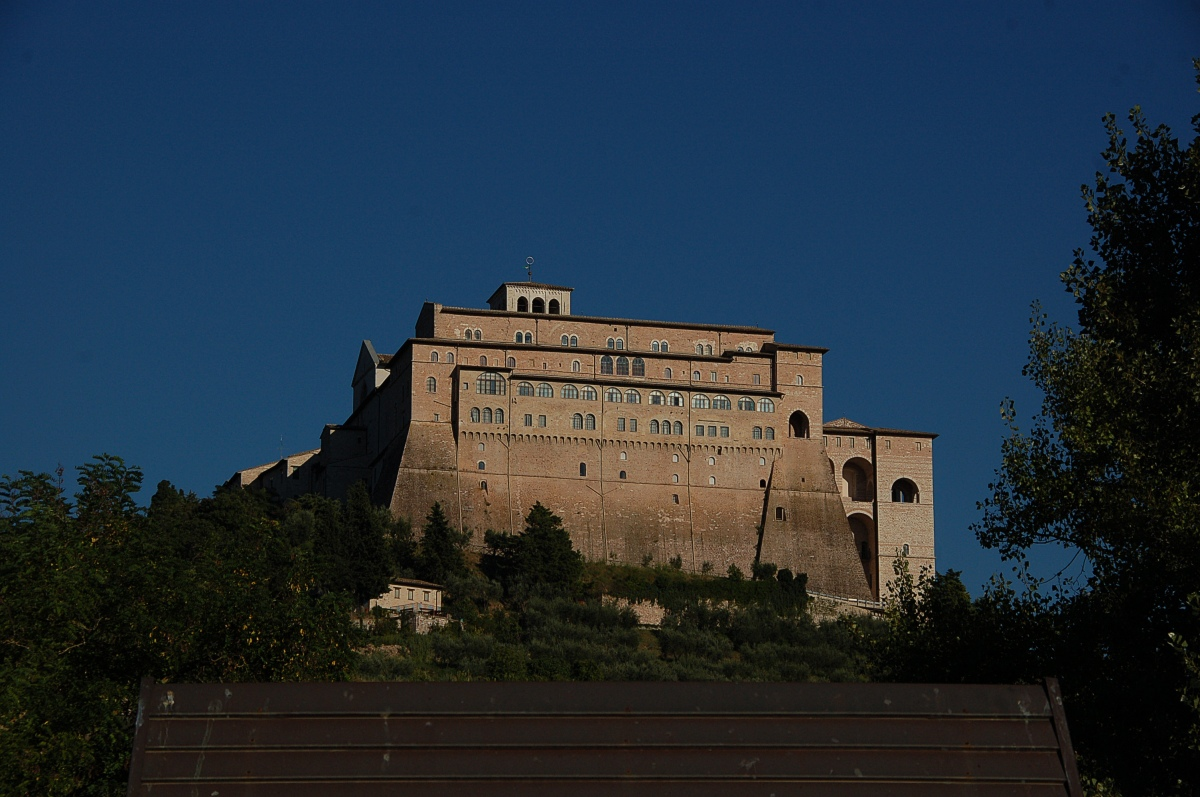
Assisi, Sacro Convento, fronte ovest.
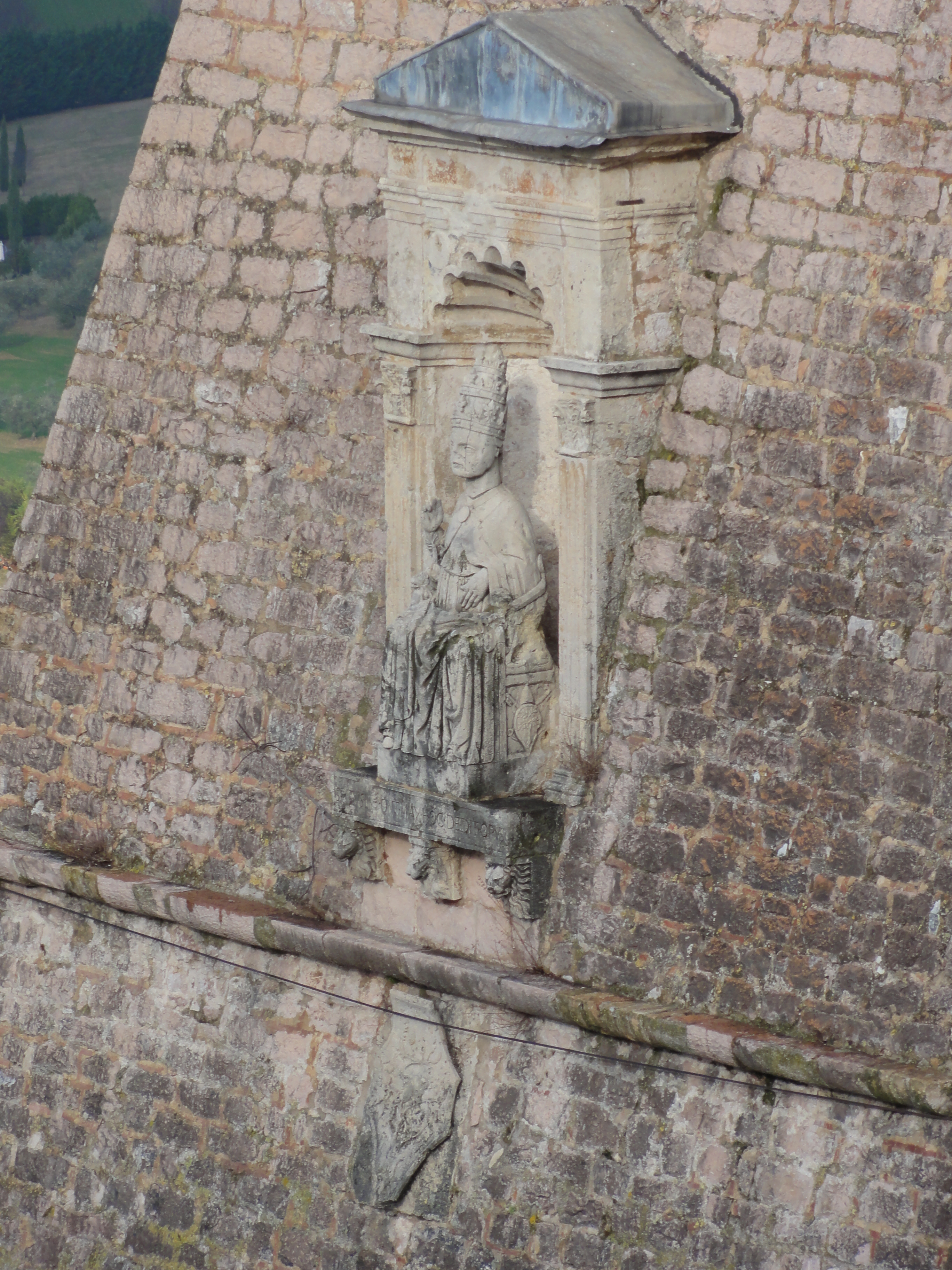
Assisi, Sacro Convento, palazzo Albornoz, particolare della statua di Sisto IV (1472?) posta sul lato sud della "scarpa" di sostegno.
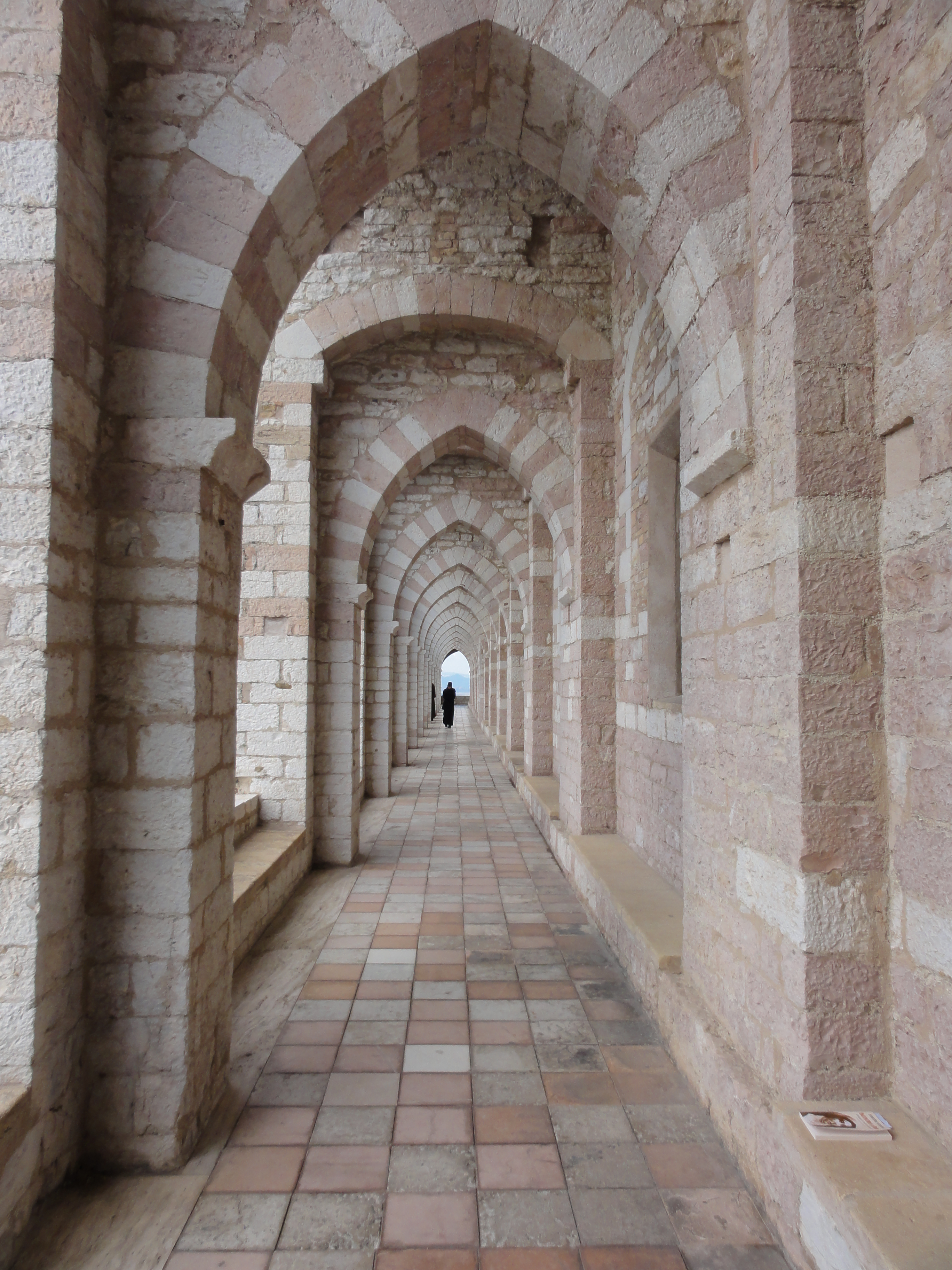
Assisi, Sacro Convento, lato sud con il porticato "del Calzo" che fiancheggia il refettorio "grande".
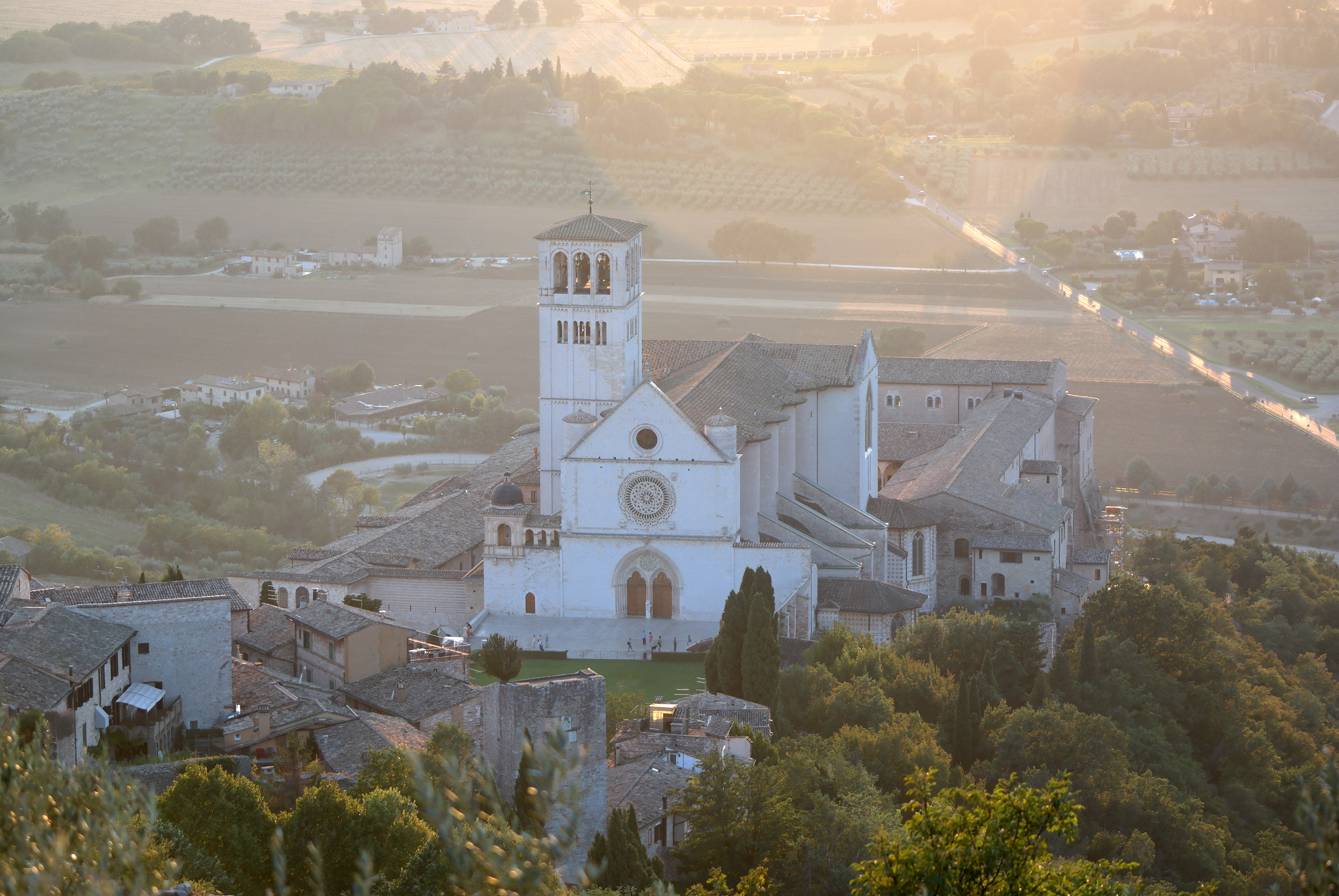
Assisi, Basilica superiore di San Francesco, facciata con il fronte nord del Sacro Convento.
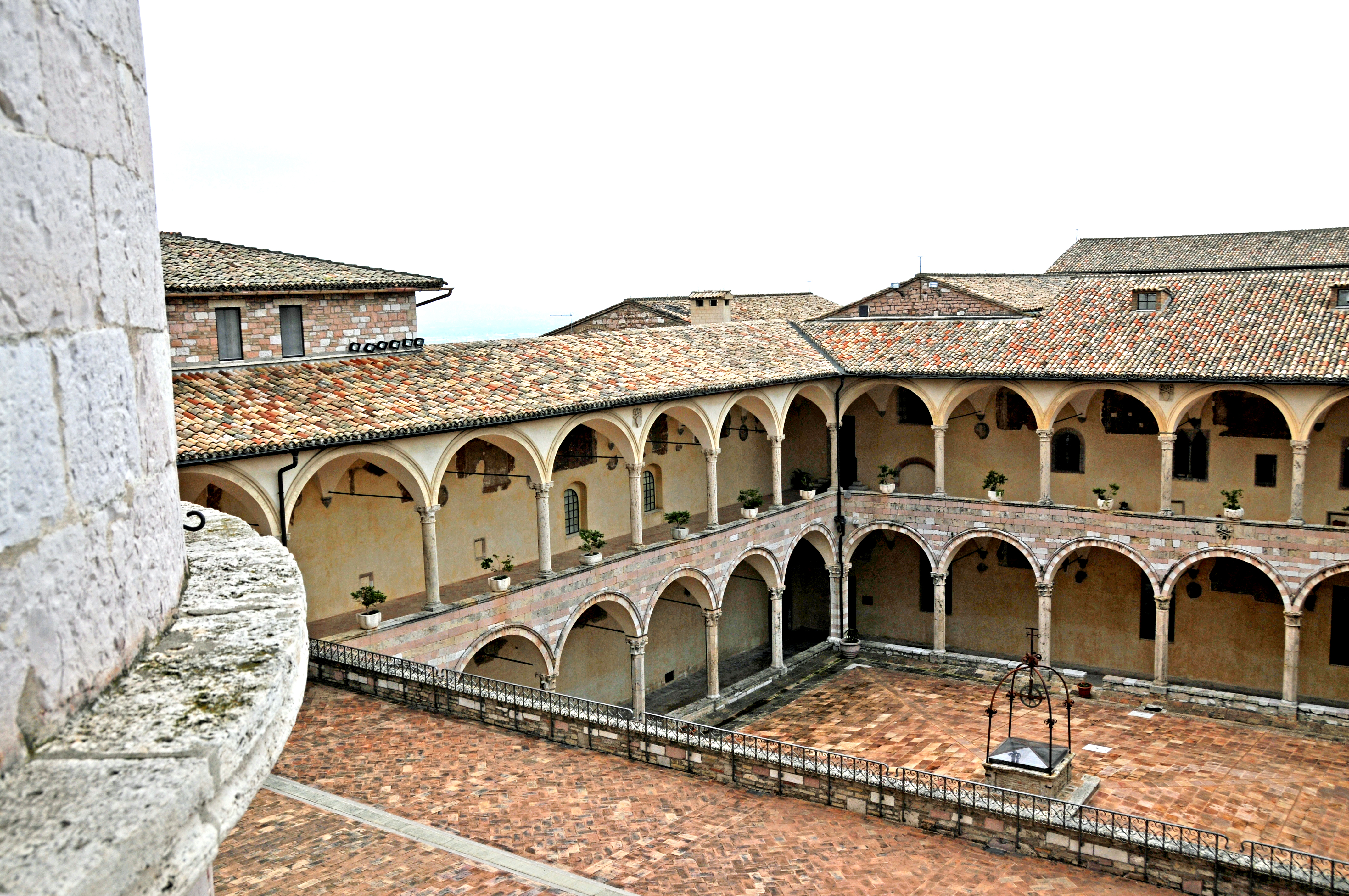
Assisi, Sacro Convento, chiostro di Sisto IV (lati sud e ovest).
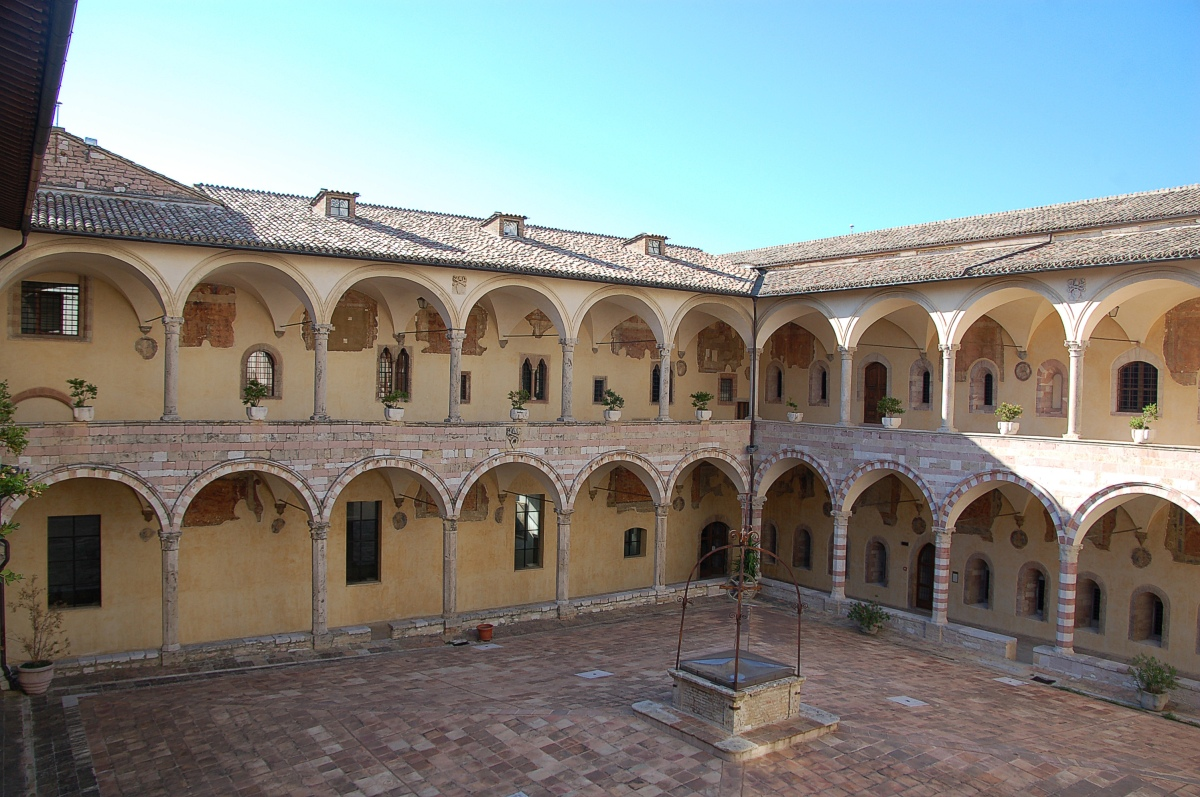
Assisi, Sacro Convento, chiostro di Sisto IV (lati ovest e nord).
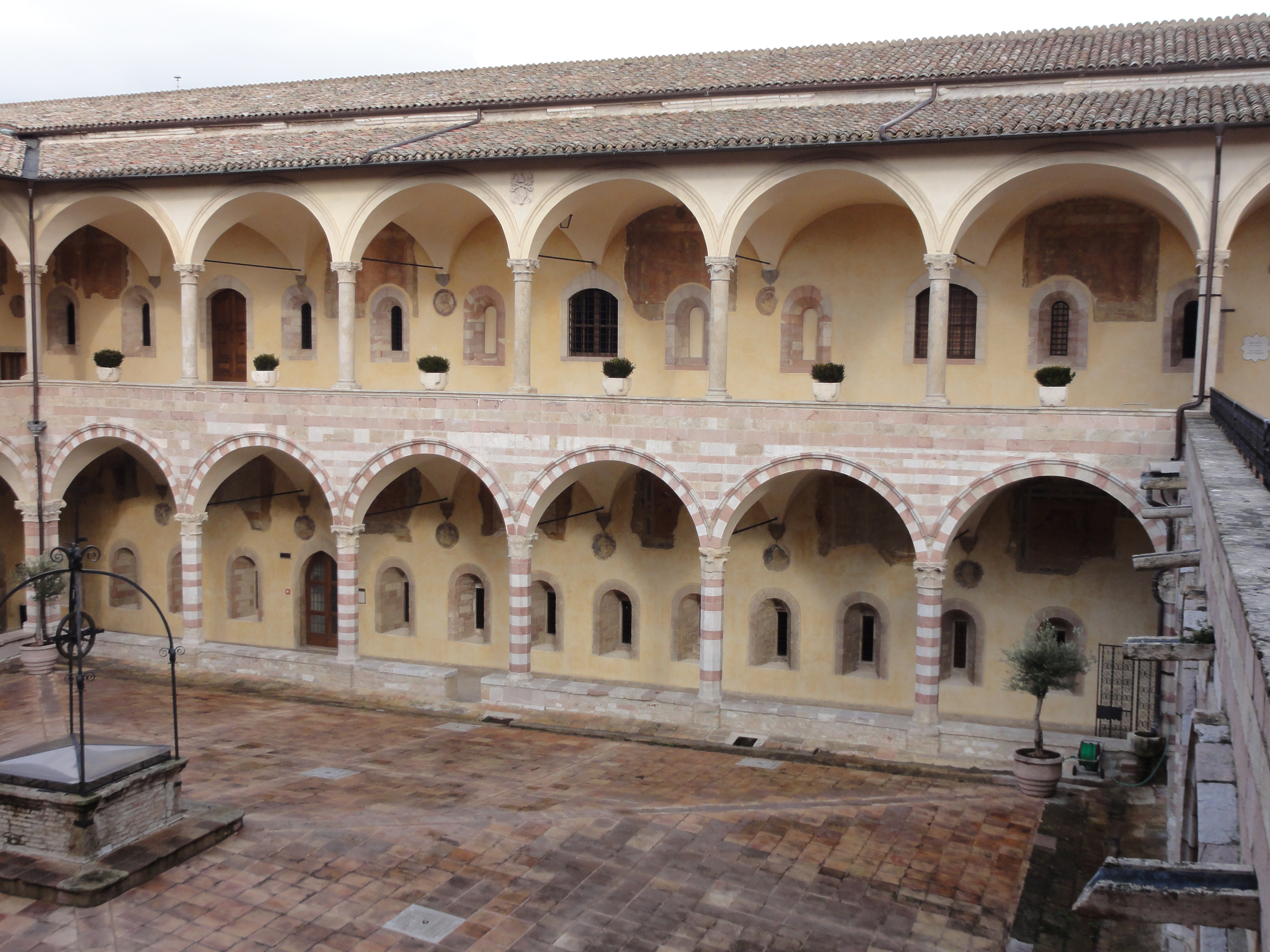
Assisi, Sacro Convento, chiostro di Sisto IV con, su entrambi gli ordini, le finestrelle romaniche dell'antico fabbricato (secolo XIII) e ciò che rimane degli affreschi cinquecenteschi di Dono Doni e del figlio Lorenzo.
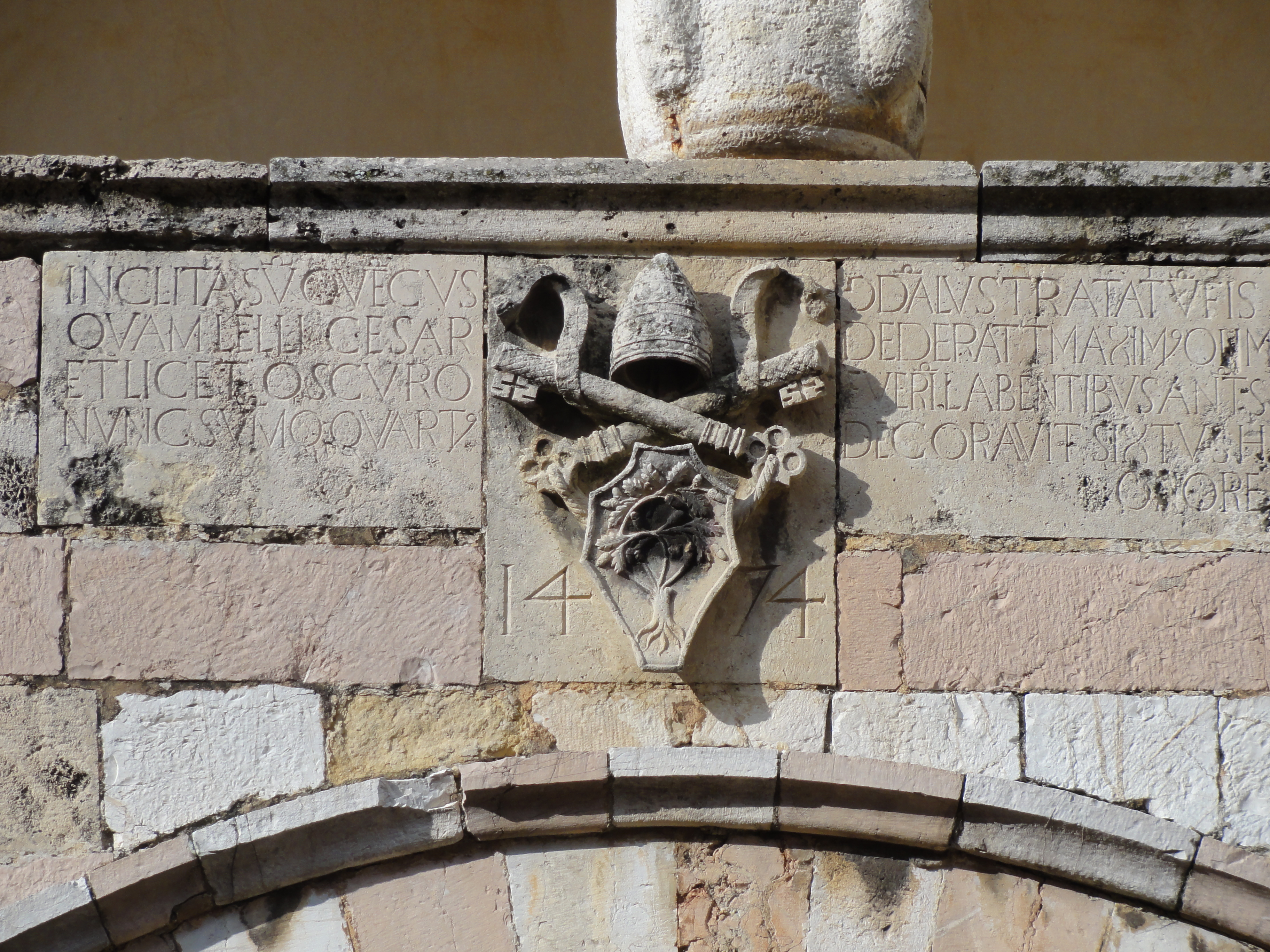
Assisi, Sacro Conventi, chiostro di Sisto IV, particolare del lato est con lo stemma "parlante" del Pontefice (Francesco della Rovere) e iscrizione con la data 1474.
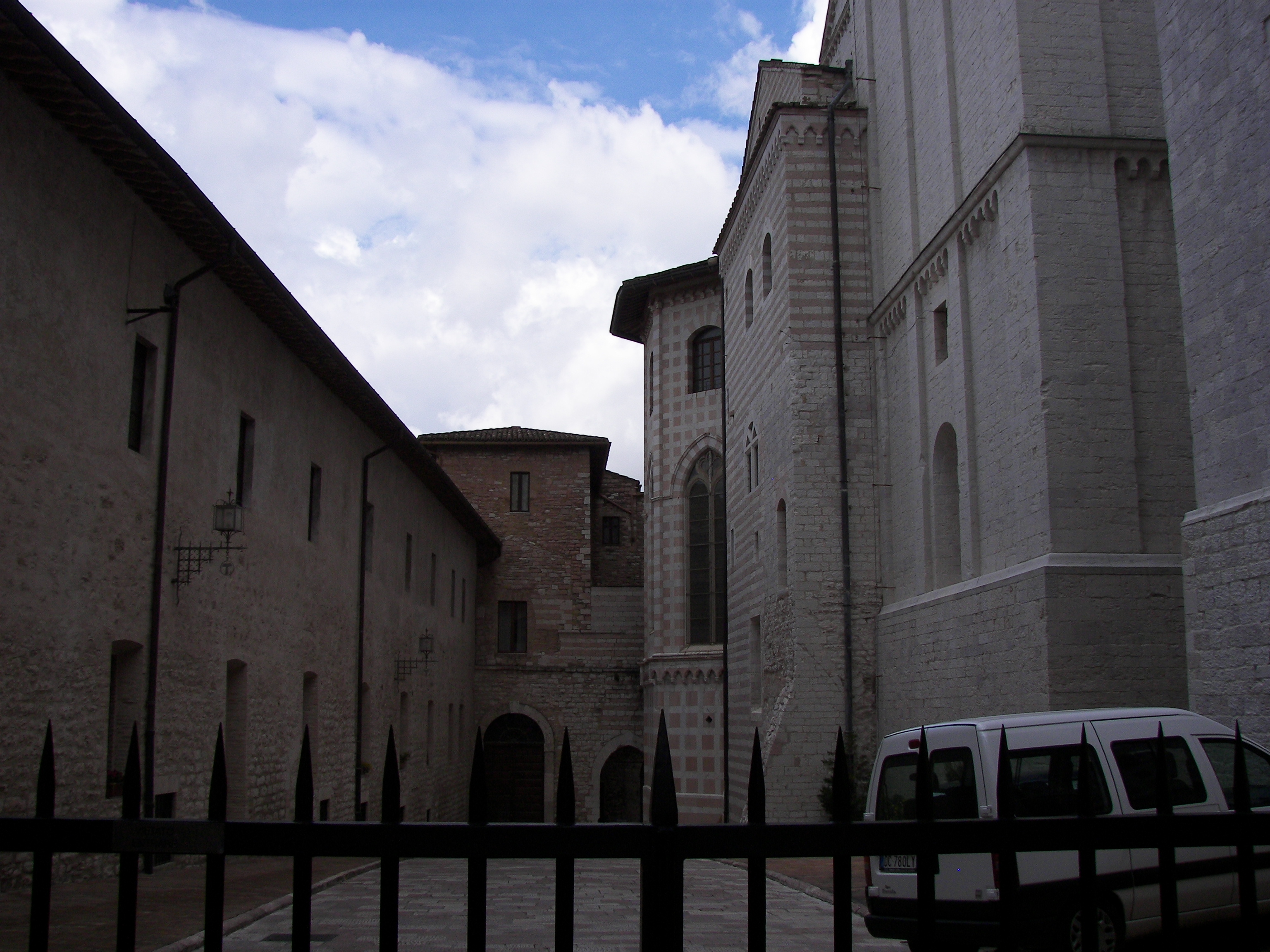
Assisi, Sacro Convento, cortile d'ingresso a est.
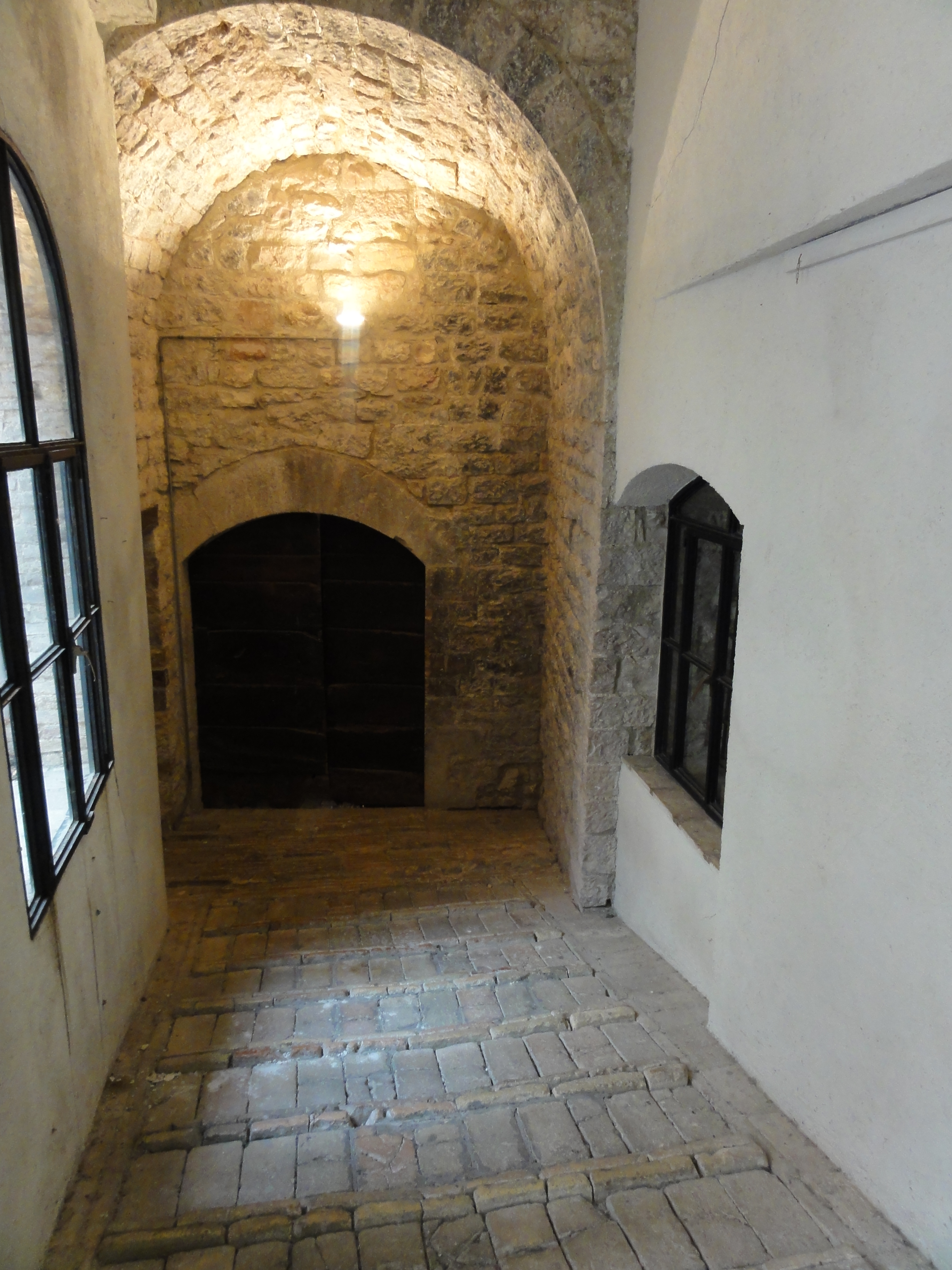
Assisi, Sacro Convento, accesso alla cosiddetta cappella di frate Elia, uno degli ambienti del convento duecentesco.

## Elementi decorativi

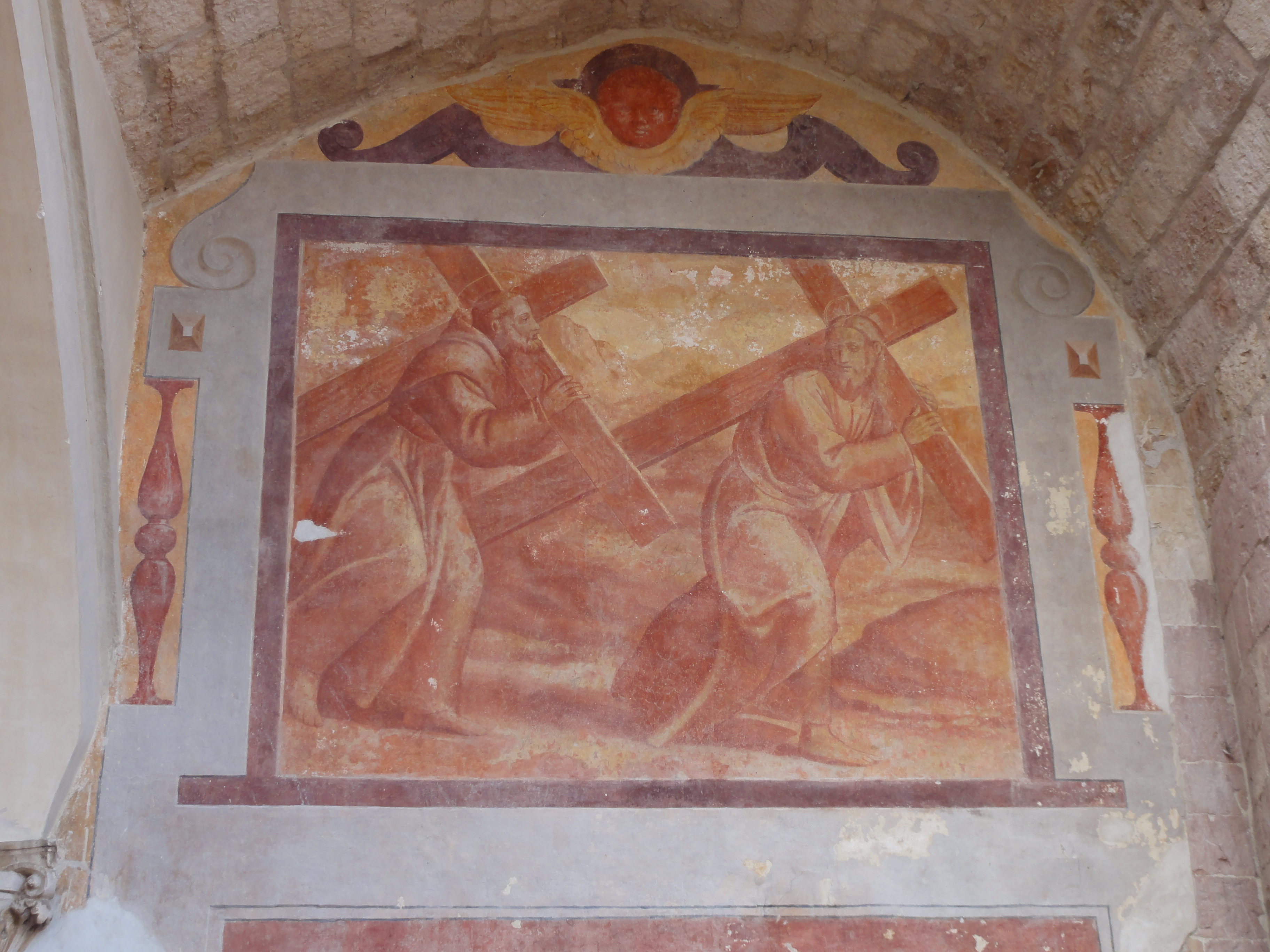
La sequela di Francesco, affresco di Dono Doni del 1564, sopra la porta nord che dal terrazzo absidale, al piano superiore del Chiostro di Sisto IV, conduce alla Basilica inferiore.

A differenza dell'attigua Basilica il complesso conventuale non presenta - salvo qualche eccezione che - particolari elementi di tipo decorativo. 
Nell'estrema essenzialità degli ambienti primitivi (ancor oggi detti "di frate Elia") fa notizia il capitello della colonna al centro della sala del Capitolo, che sì può giustificare con il fatto che quell'ambiente sia nato insieme al cosiddetto palazzo papale, all'epoca di papa Innocenzo IV.
Da un punto di vista architettonico qualche elemento decorativo comincia a comparire nel secolo XV nel porticato (chiamato "il calce"), sul lato sud del refettorio grande, e nel chiostro della zona absidale che fu rinnovato per volere di Sisto IV, di cui porta ancora il nome.
Sul fronte della pittura c'è da segnalare il Cristo crocifisso con angeli e santi affrescata nella sala del Capitolo da Puccio Capanna (circa 1330) e, di qualche anno dopo, la pittura del refettorio di fra Martino di Assisi (per la quale il 17 maggio 1344 riceve 15 once di colore azzurro) della quale però non rimane che uno scarno riferimento d'archivio. Nel chiostro di Sisto IV invece l'assisano Dono Doni, insieme al figlio Lorenzo, nel 1564 realizza degli affreschi monocromi con episodi della vita di san Francesco e santa Chiara e, tra i quadri, tondi con il ritratto di illustri minoriti. Lo stesso Dono Doni realizzò per il refettorio "d'inverno" un'Ultima Cena (datata 1573) e, nel refettorio "grande", «un grande Crocifisso con, sullo sfondo, Gerusalemme e Assisi con il Sacro Convento». Quest'ultima opera fu sostituita nel 1760 dalla finta architettura con la scena della Conferma della Regola di Pietro Carattoli che disegnò anche la decorazione a stucco, poi realizzata dal folignate Vincenzo Cenci.
Tra le due ali del fabbricato sud, al piano terra, tra refettorio "grande" e dormitorio, rimane la decorazione settecentesca di quella che probabilmente fu la cappella dei novizi in cui, la presenza del ritratto di san Giuseppe da Copertino, beatificato nel 1753 e canonizzato 1767, offre il termine ad quem di una possibile datazione. Dello stesso periodo scudi con immagini sacre (Gesù, Maria, san Giuseppe e santi francescani) sopra le porte d'ingresso delle "celle" della vecchia infermeria, ora dormitorio inferiore, nello stesso fabbricato sud. 
Dopo l'elezione nel 1769 del francescano conventuale papa Clemente XIV, venne decorata l'entrata ogivale del refettorio "grande", con lo stemma del Pontefice e le allegorie della pace e della giustizia.

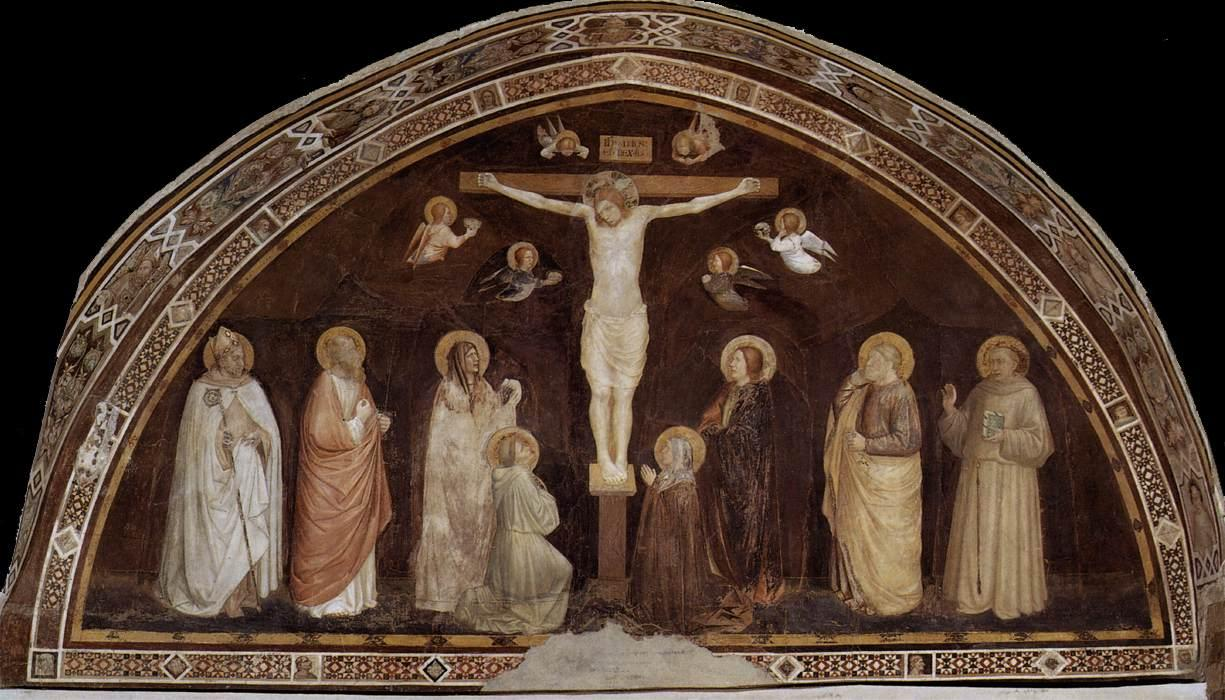
Assisi, Sacro Convento, Sala del Capitolo, Cristo crocifisso con angeli e santi (circa 1330, pittura ad affresco di Puccio Capanna.
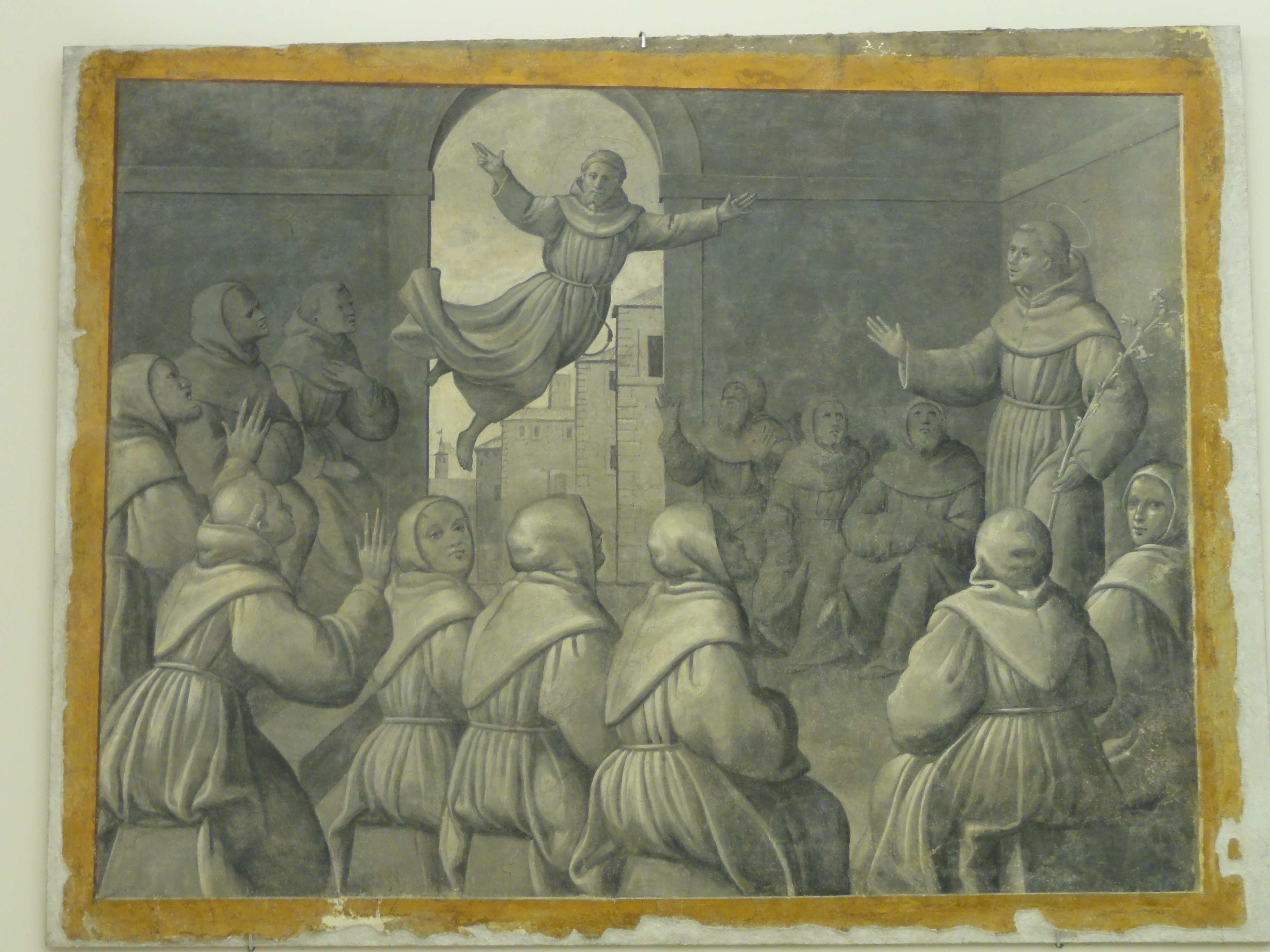
Assisi, Sacro Convento, San Francesco appare al Capitolo di Arles alla presenza di sant'Antonio di Padova (1564), pittura monocroma ad affresco di Dono Doni e figlio Lorenzo, già nel chiostro di Sisto IV.
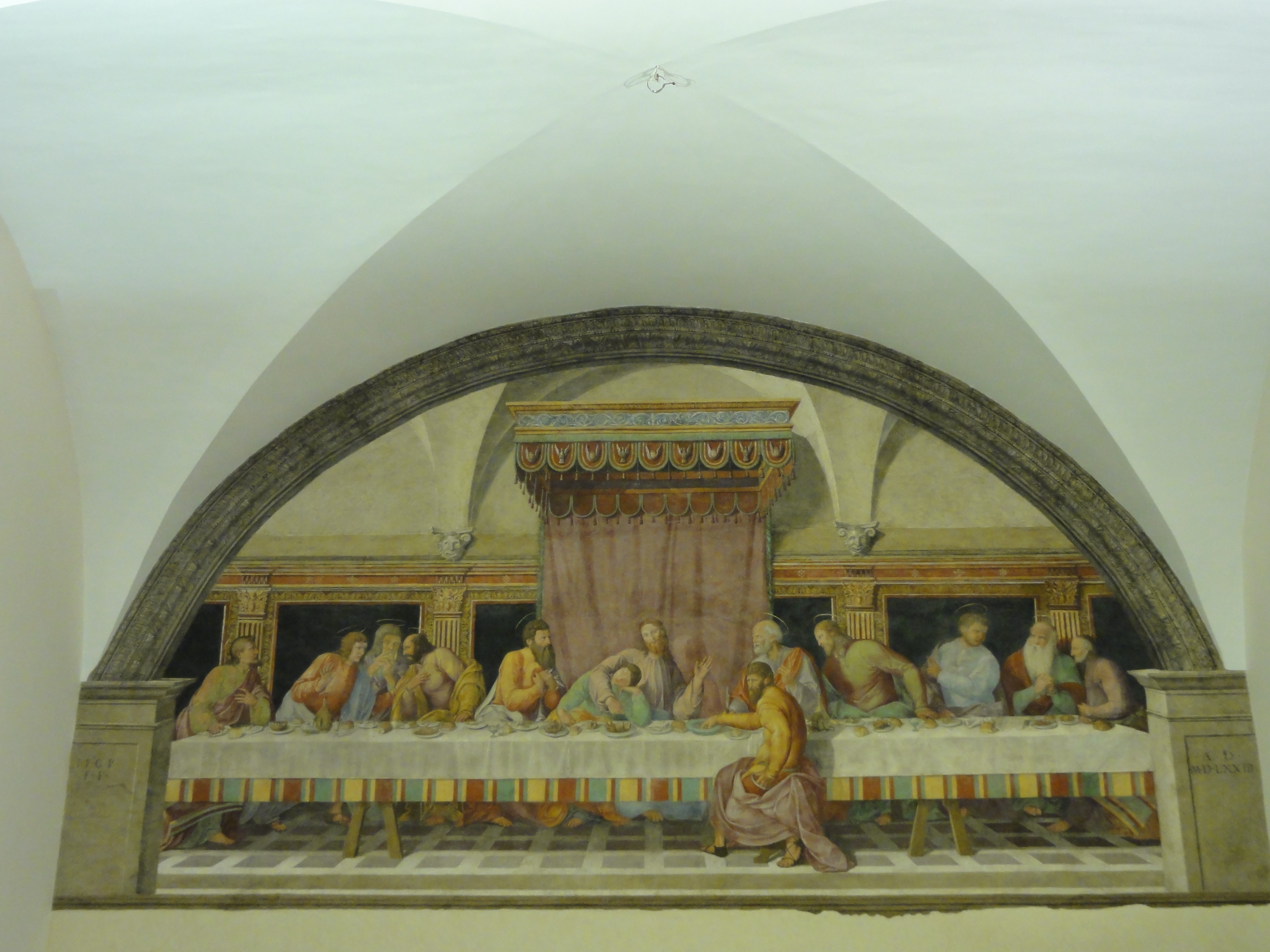
Assisi, Sacro Convento, aula Dono Doni dell'Istituto Teologico di Assisi (già refettorio "d'inverno"), Ultima Cena (1573), dipinto ad affresco di Dono Doni.
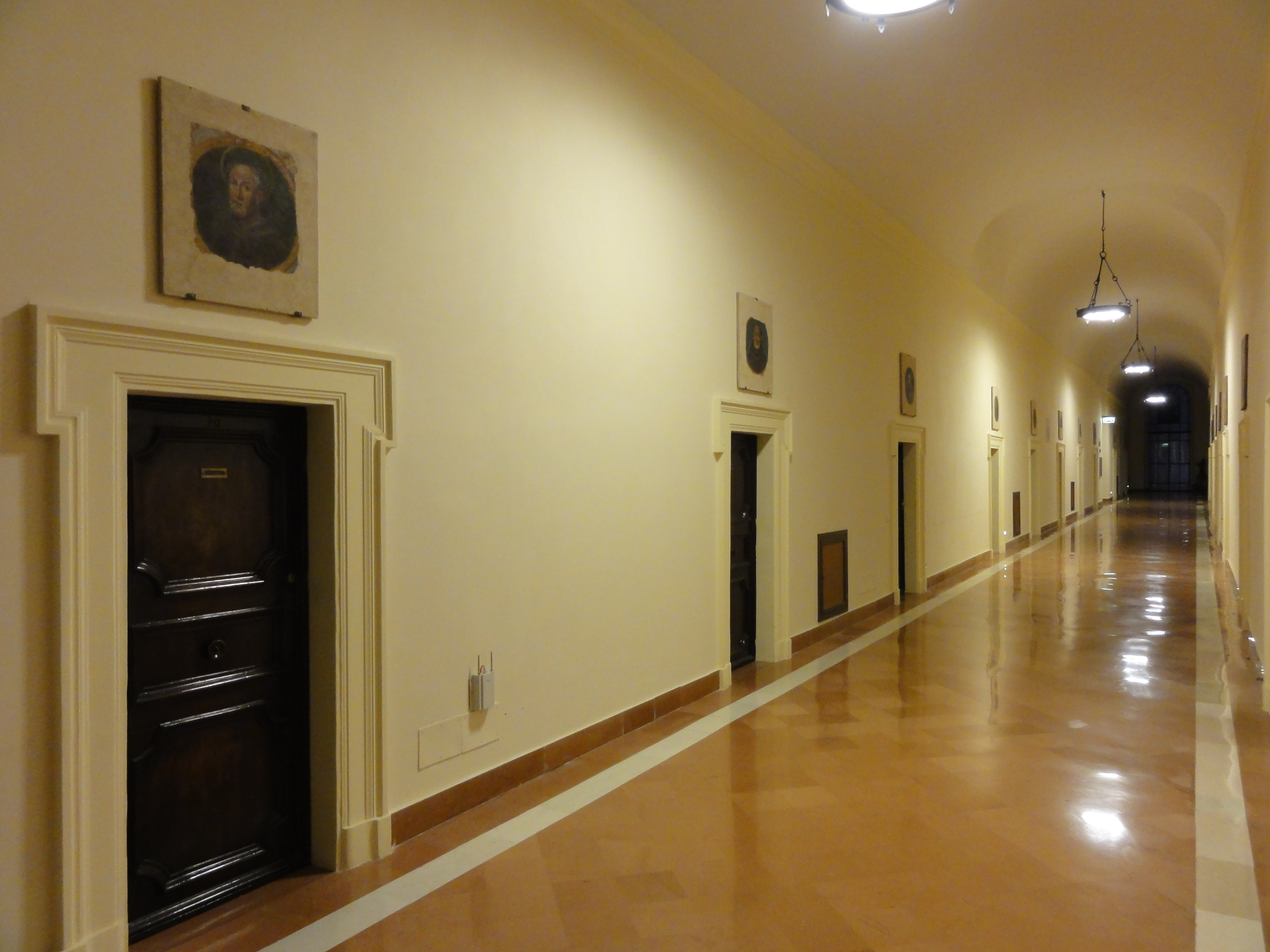
Assisi, Sacro Convento, corridoio del dormitorio "superiore" con i frammenti di affresco con i ritratto dei francescani illustri (1564) opera di Dono Doni e figlio Lorenzo.
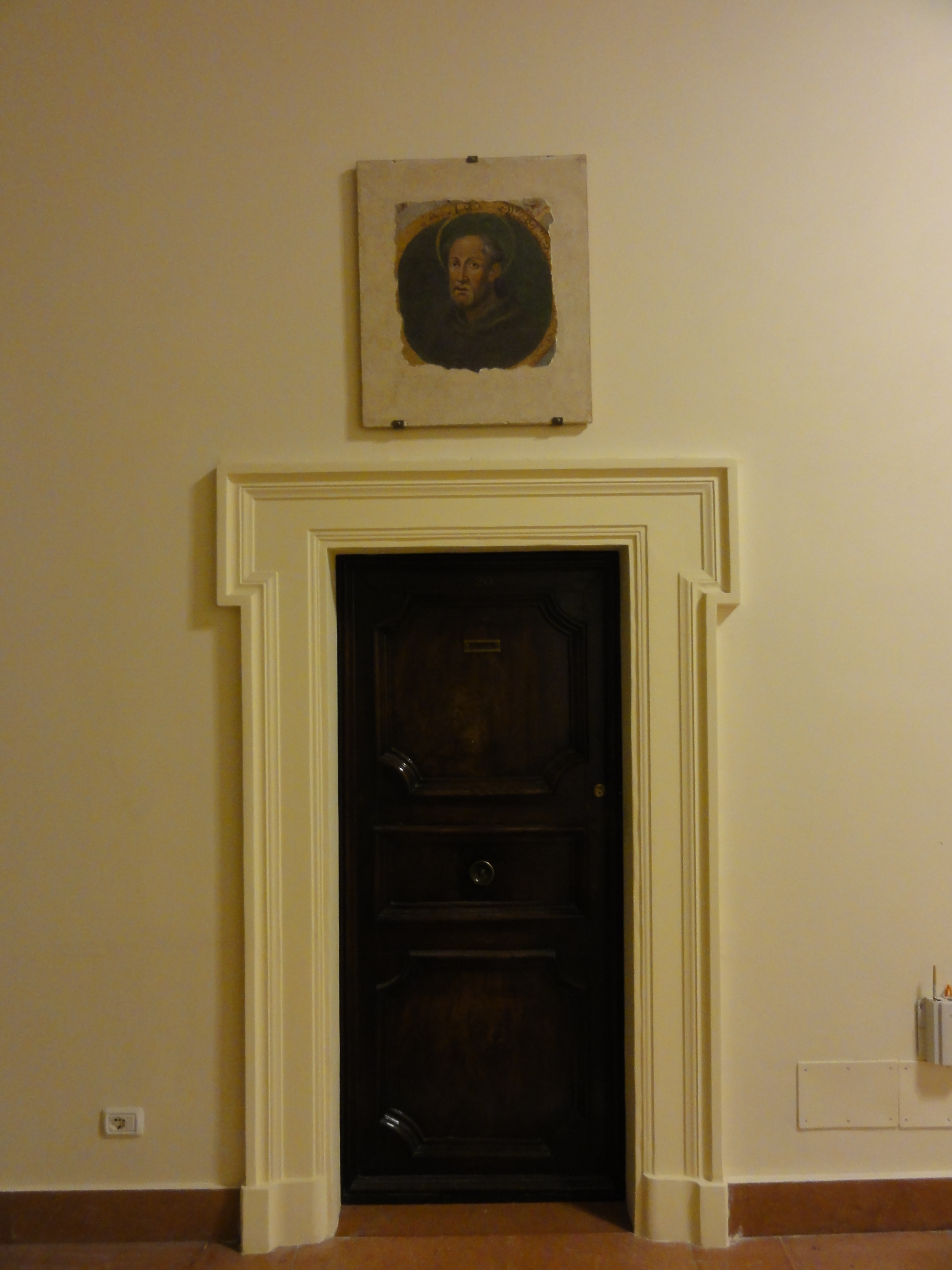
Assisi, Sacro Convento, corridoio del dormitorio "superiore", ritratto di frate (1564), frammento di dipinto ad affresco di Dono Doni e figlio Lorenzo, già nel chiostro di Sisto IV.
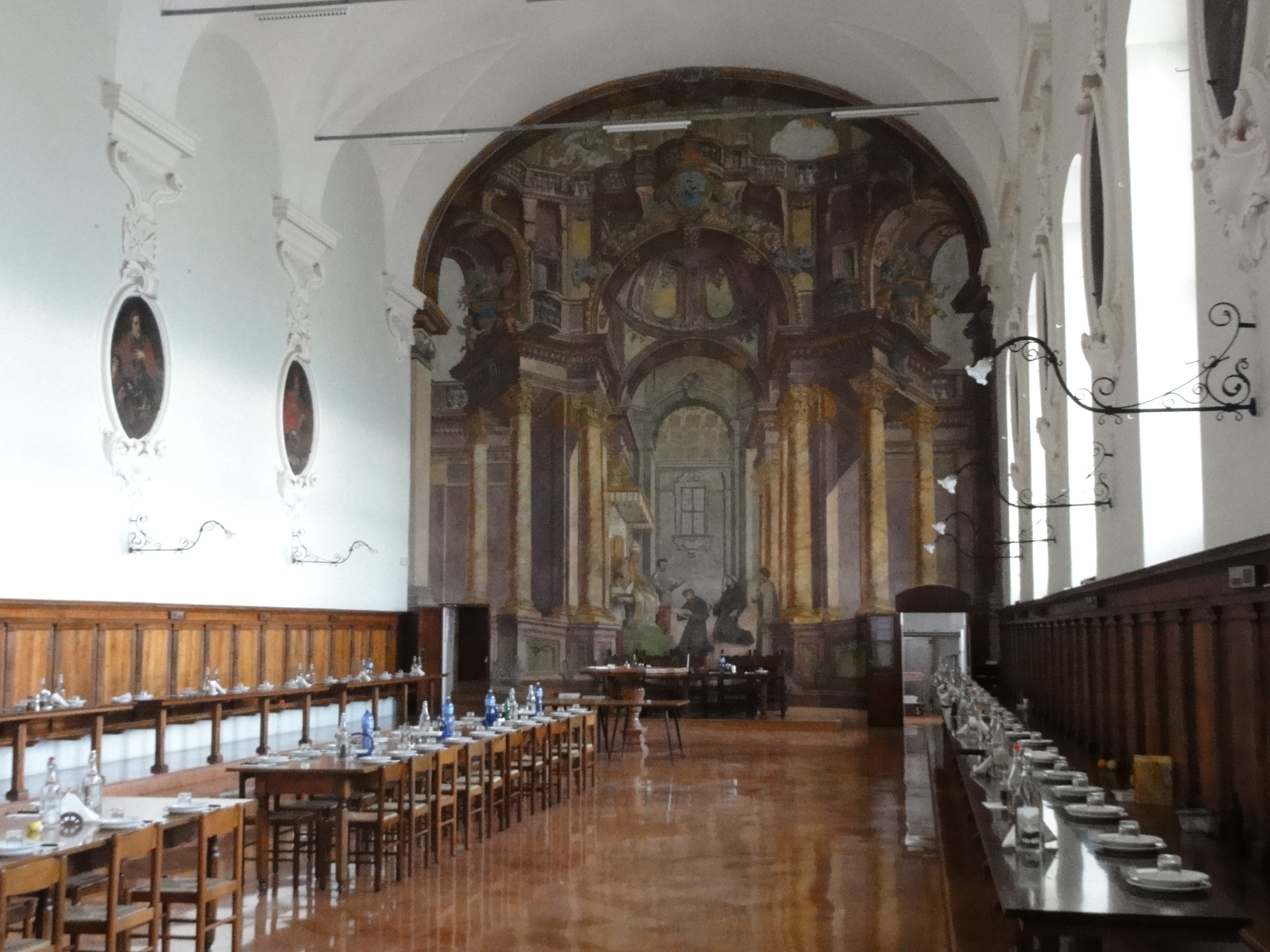
Assisi, Sacro Convento, refettorio "grande", Conferma della Regola (1760), dipinto ad affresco di Pietro Carattoli.
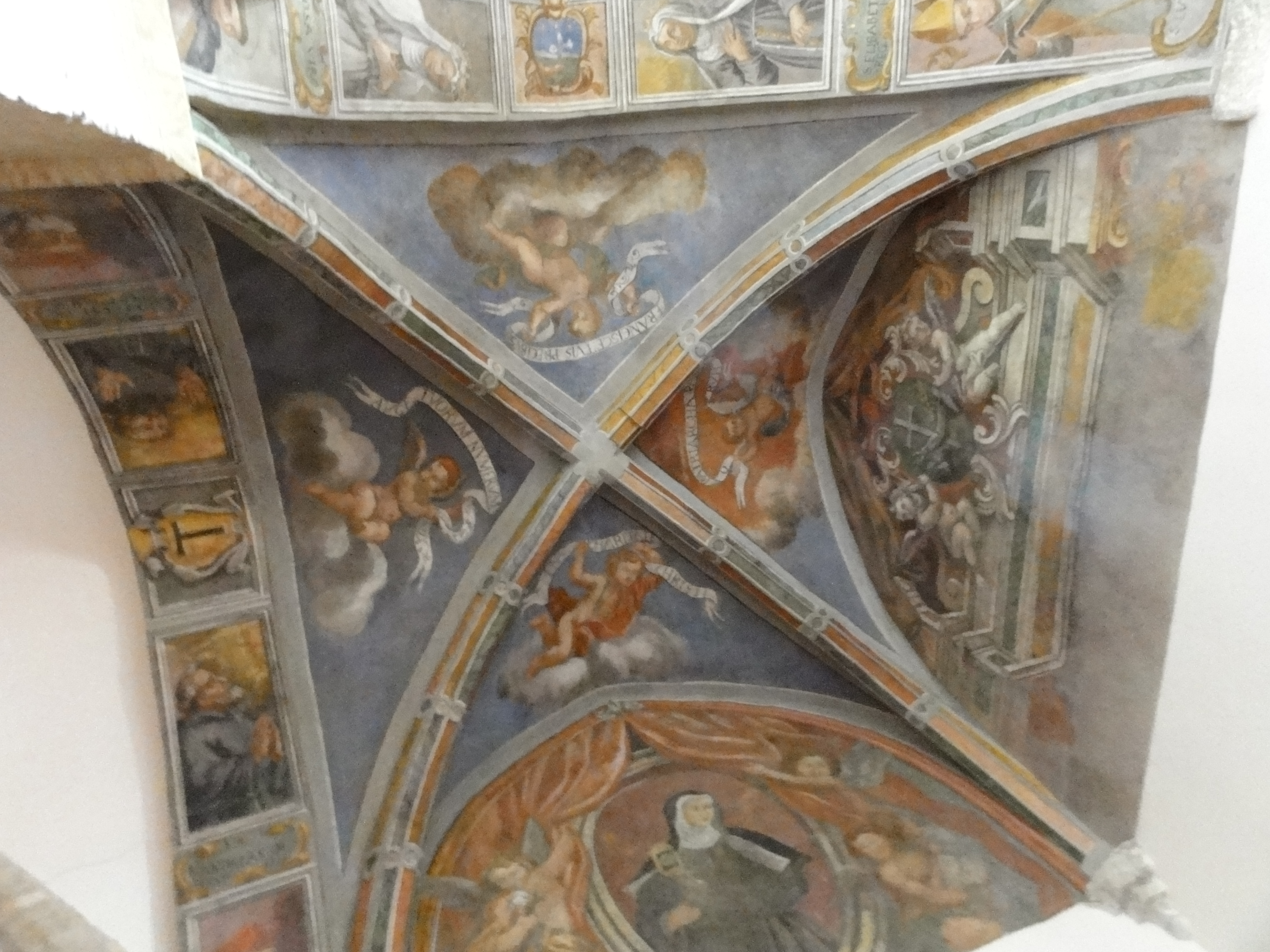
Assisi, Sacro Convento, andito tra refettorio "grande" e dormitorio inferiore, Decorazione ad affresco con figure di santi (dopo il 1753-1767).
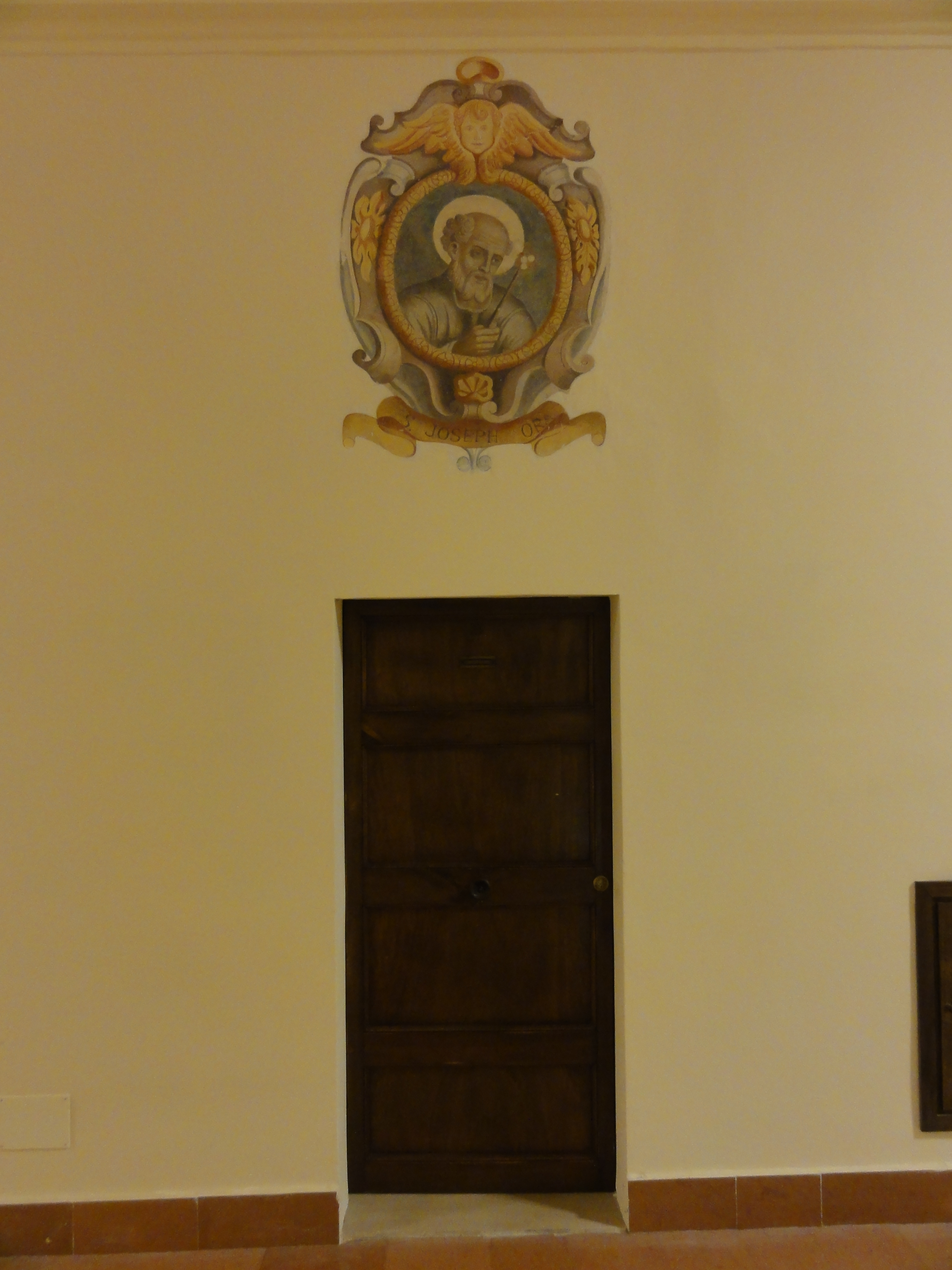
Assisi, Sacro Convento, corridoio del dormitorio "inferiore" (già infermeria nuova), San Giuseppe sposo (seconda metà del XVIII secolo), dipinto ad affresco.
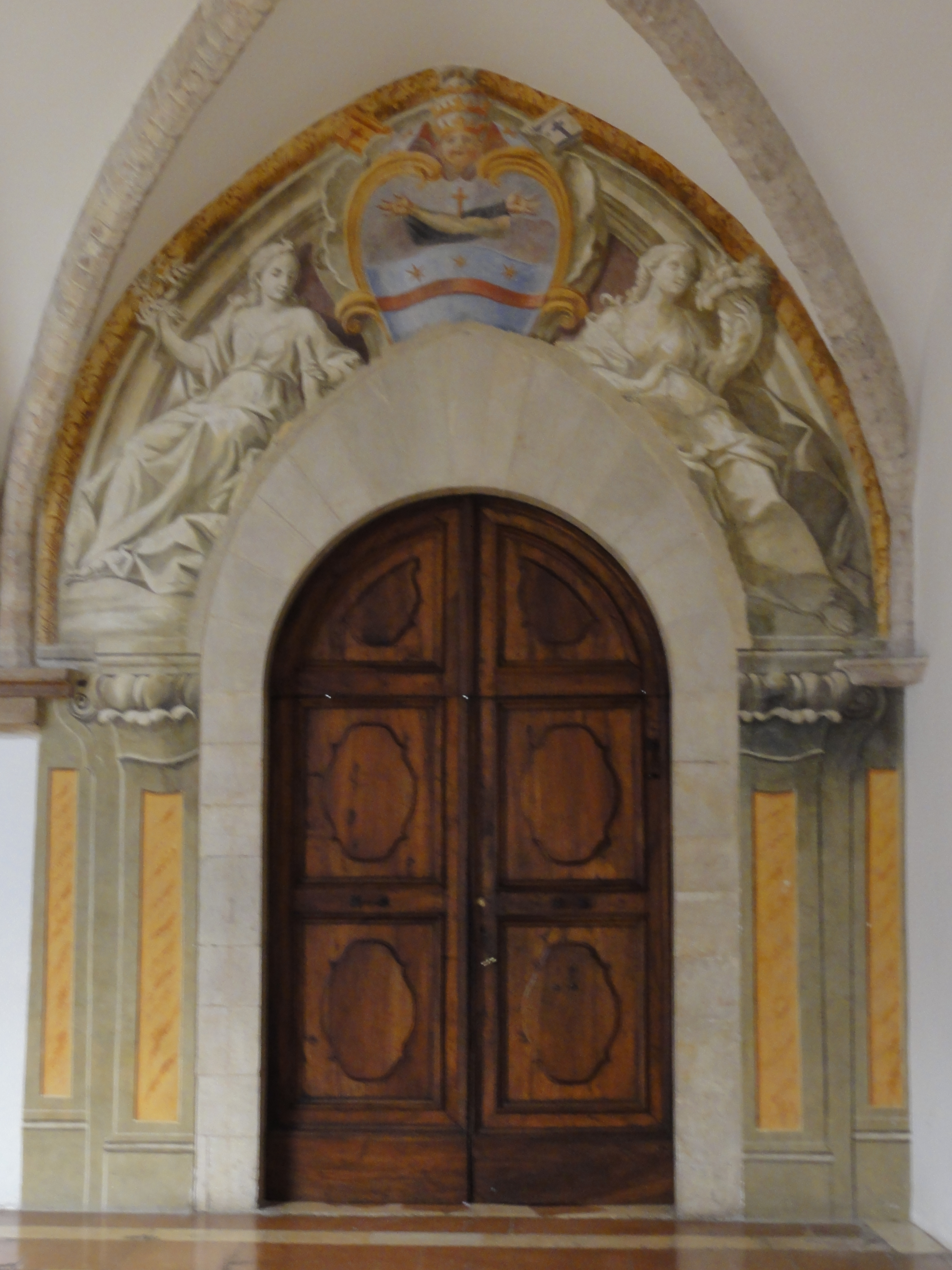
Assisi, Sacro Convento, loggiato dell'Immacolata, portale d'ingresso al refettorio "grande", Stemma di Clemente XIV tra le allegorie della pace e della giustizia (dopo il 1769), dipinto ad affresco.
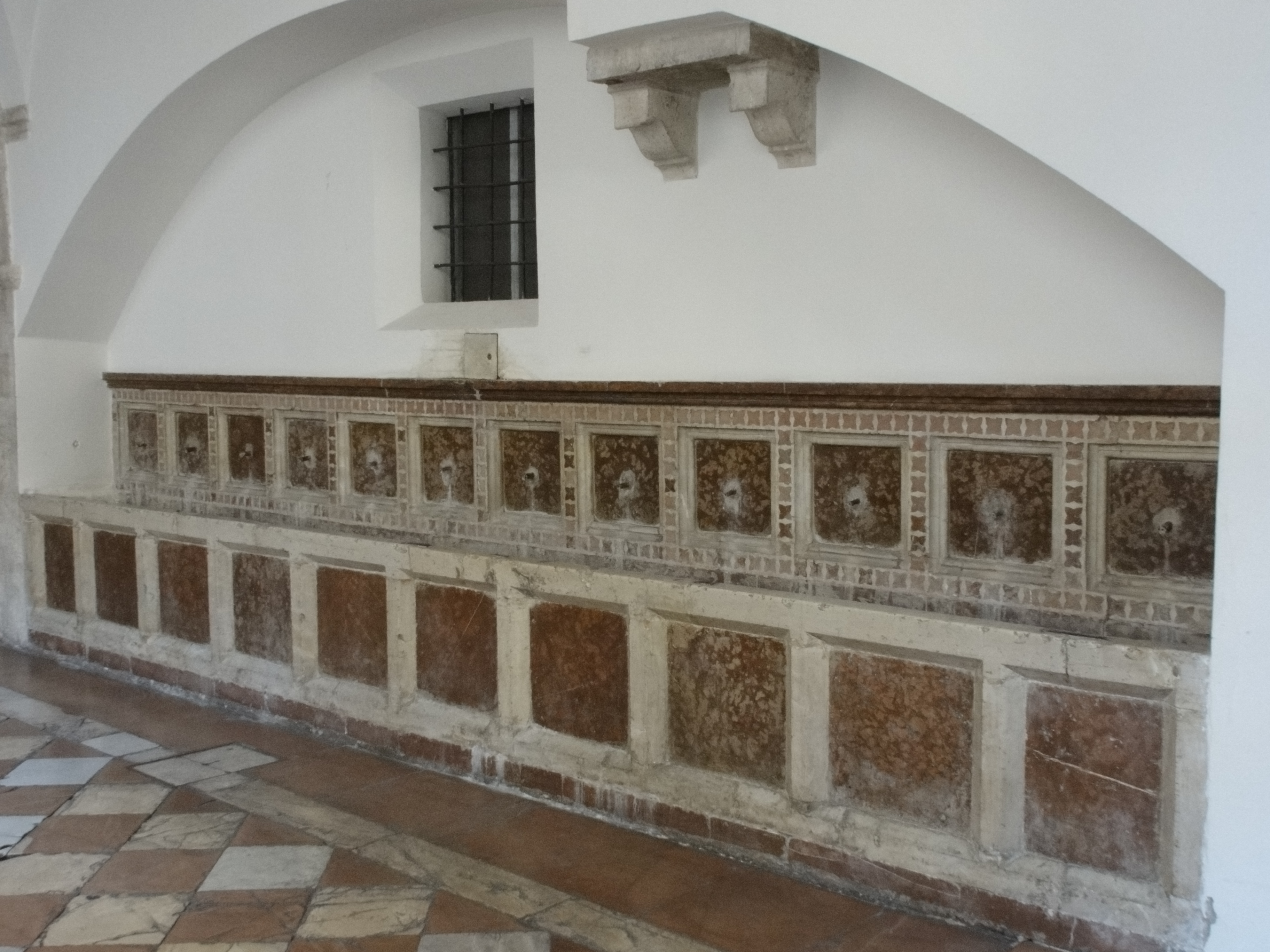
Assisi, Sacro Convento, loggiato dell'Immacolata, antico fonte ripristinato alla fine del XIX secolo

## Opere d'arte
- Ultima Cena (1717), tela di Francesco Solimena sulla parete ovest del refettorio "grande". Fu commissionata dal Ministro generale Andrea Borghesi[36].
- Beato Bonaventura da Potenza, (1776)[37].
- Estasi di san Giuseppe da Copertino (dopo il 1753-1767), tela dell'imolese Andrea Benedetto Fornioni.
- Martirio di sant'Orsola (fine XVI inizi XVII secolo) del Melosso[35].
- Storie di san Francesco (inizi XVIII secolo), quattro tele di Giuseppe Nicola Nasini di Siena[38].
- Immacolata Concezione (1808), dipinto su tela di Andrea Pozzi.
- Pio VII e Pio IX (1855), statue in marmo bianco di Francesco Gianfredi, donate da papa Pio IX (che fu terziario francescano) dopo il soggiorno al Sacro Convento del 7 e 8 maggio 1857[30]. Originariamente collocate ai lati della scala che portava alla Tomba del Santo sono ora sistemate nell'ordine inferiore del chiostro di Sisto IV, a ridosso della parete est.
- Otto bassorilievi in terracotta rivesta (XIX secolo) di Francesco Gianfredi raffiguranti la vicenda del corpo di san Francesco dalla sua morte alla sepoltura nella basilica a lui dedicata, al ritrovamento della tomba del 1818 e la sua gloria tra i santi dei tre ordini da lui fondati. Originariamente collocati a ornamento della Tomba del Santo sono ora sistemati nell'atrio di ingresso del convento.
- Incontro di Francesco con Madonna Povertà (circa 1926), bassorilievo dell'artista torinese Stefano Vigna realizzato per il VII Centenario della morte di san Francesco. La scena si ispirata al canto XI del Paradiso di Dante, raffigurato insieme a papa Innocenzo III[39].
- San Francesco (secondo decennio del XX secolo), bassorilievo di frate Luigi Sapia.

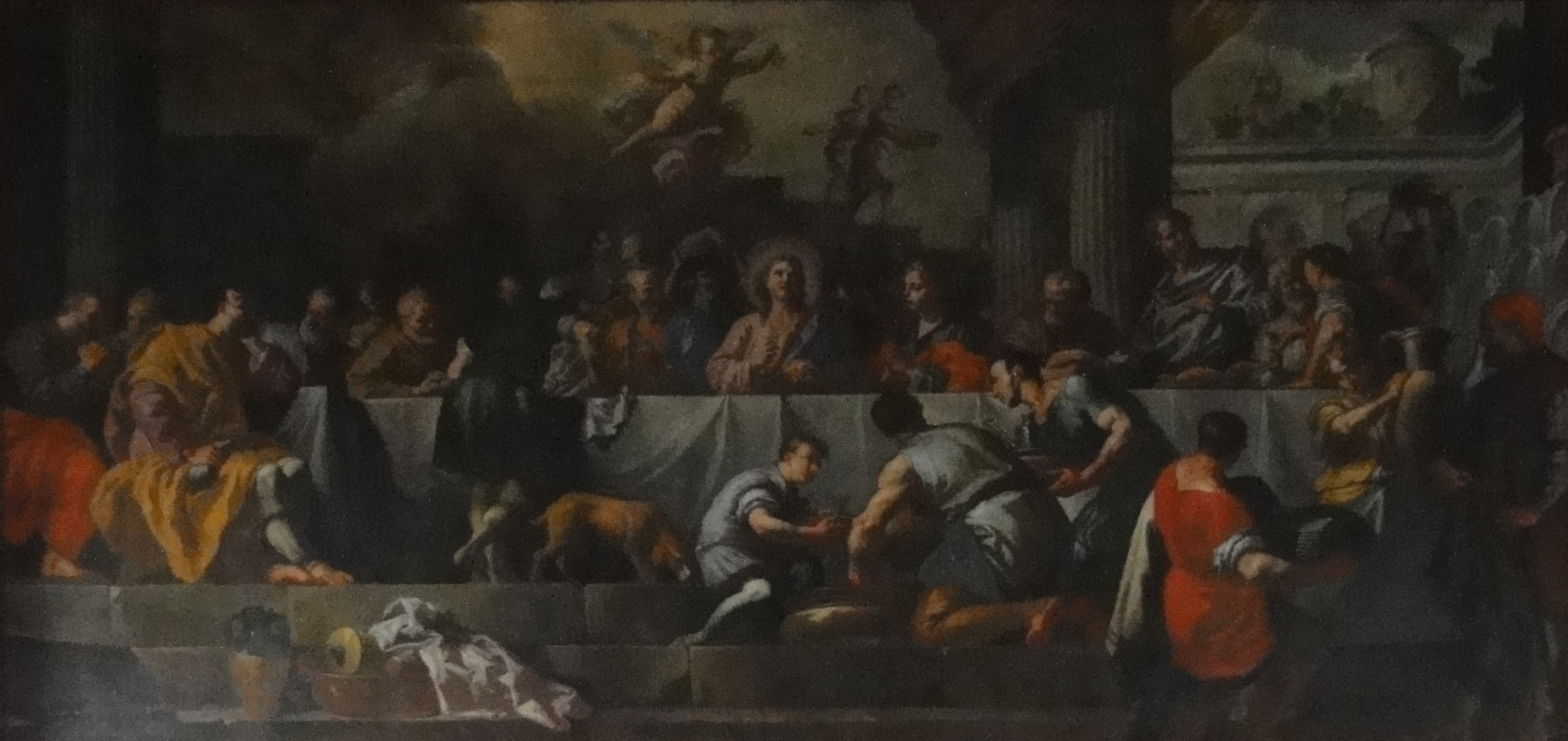
Tela di Francesco Solimena (1717) sul lato ovest del refettorio "grande".
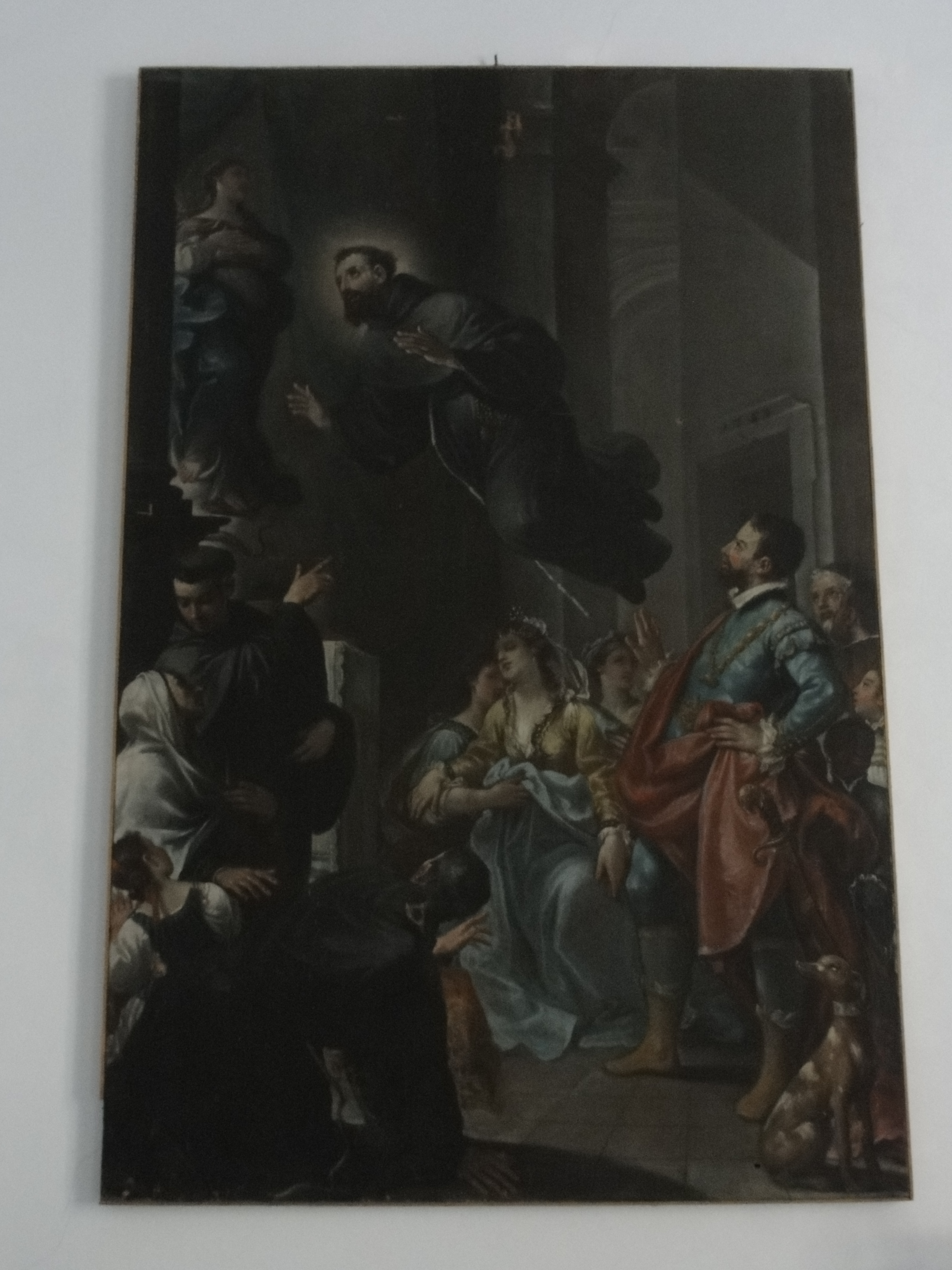
Estasi di san Giuseppe da Copertino, tela di Andrea Benedetto Fornioni di Imola.
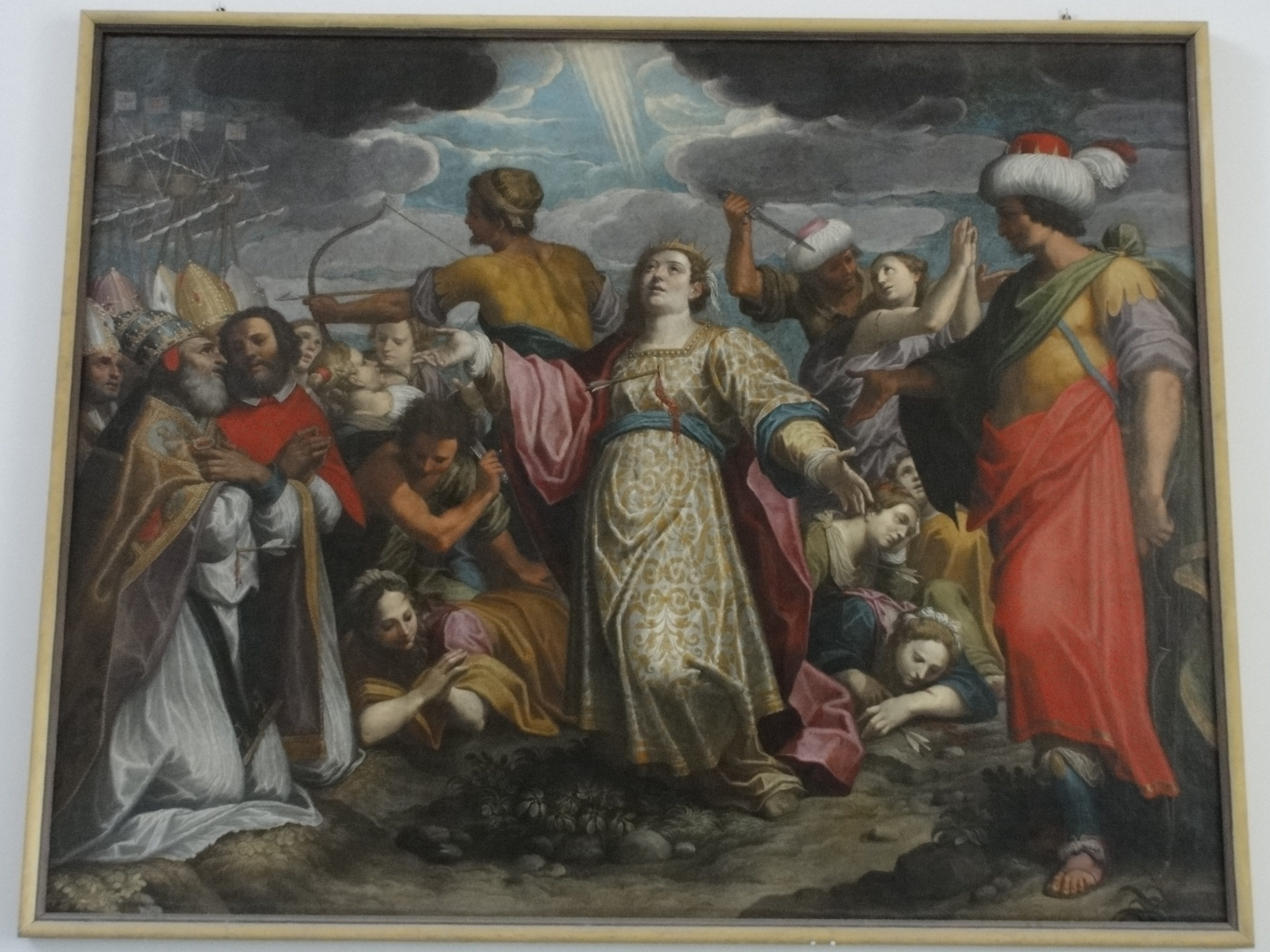
Assisi, Sacro Convento, Martirio di sant'Orsola, dipinto su tela di Giovanni Battista Trotti, detto il Malosso (1555-1619), già nella Basilica inferiore di San Francesco.
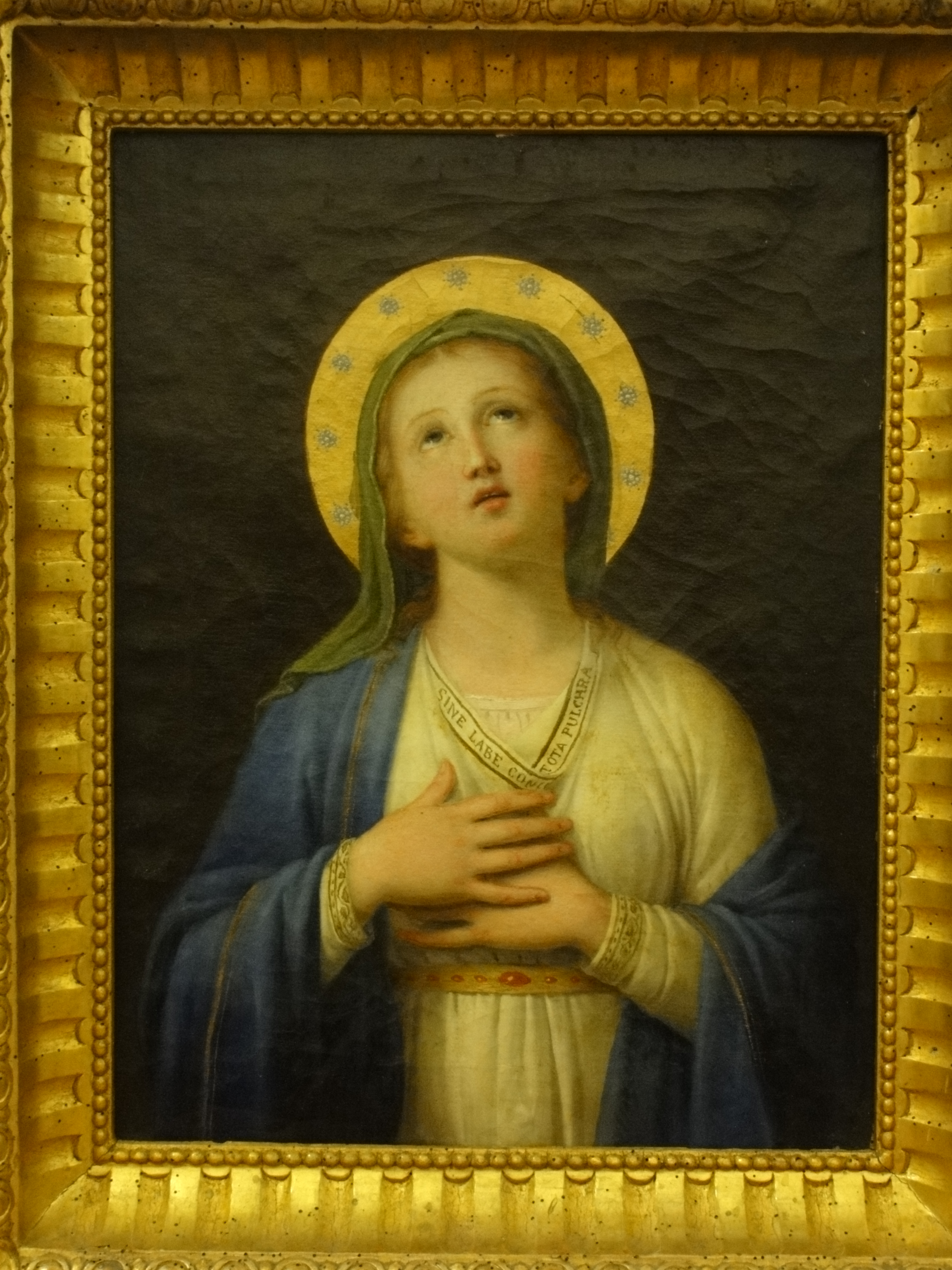
Immacolata Concezione (XVIII secolo), dipinto su tela di Andrea Pozzi.
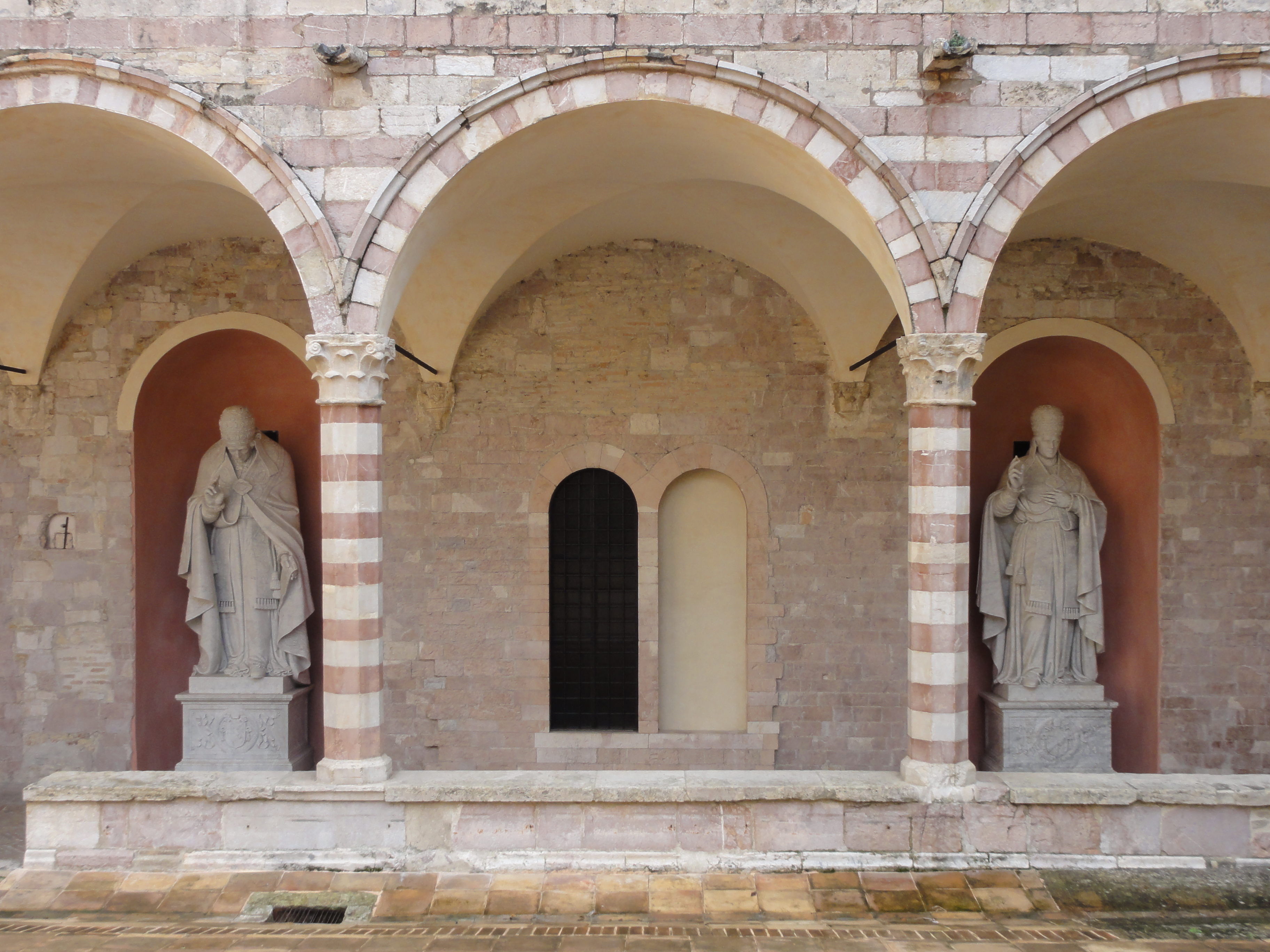
Assisi, Sacro Convento, chiostro di Sisto IV (lato est), statue di Pio VII e Pio IX di Francesco Gianfredi (1855).
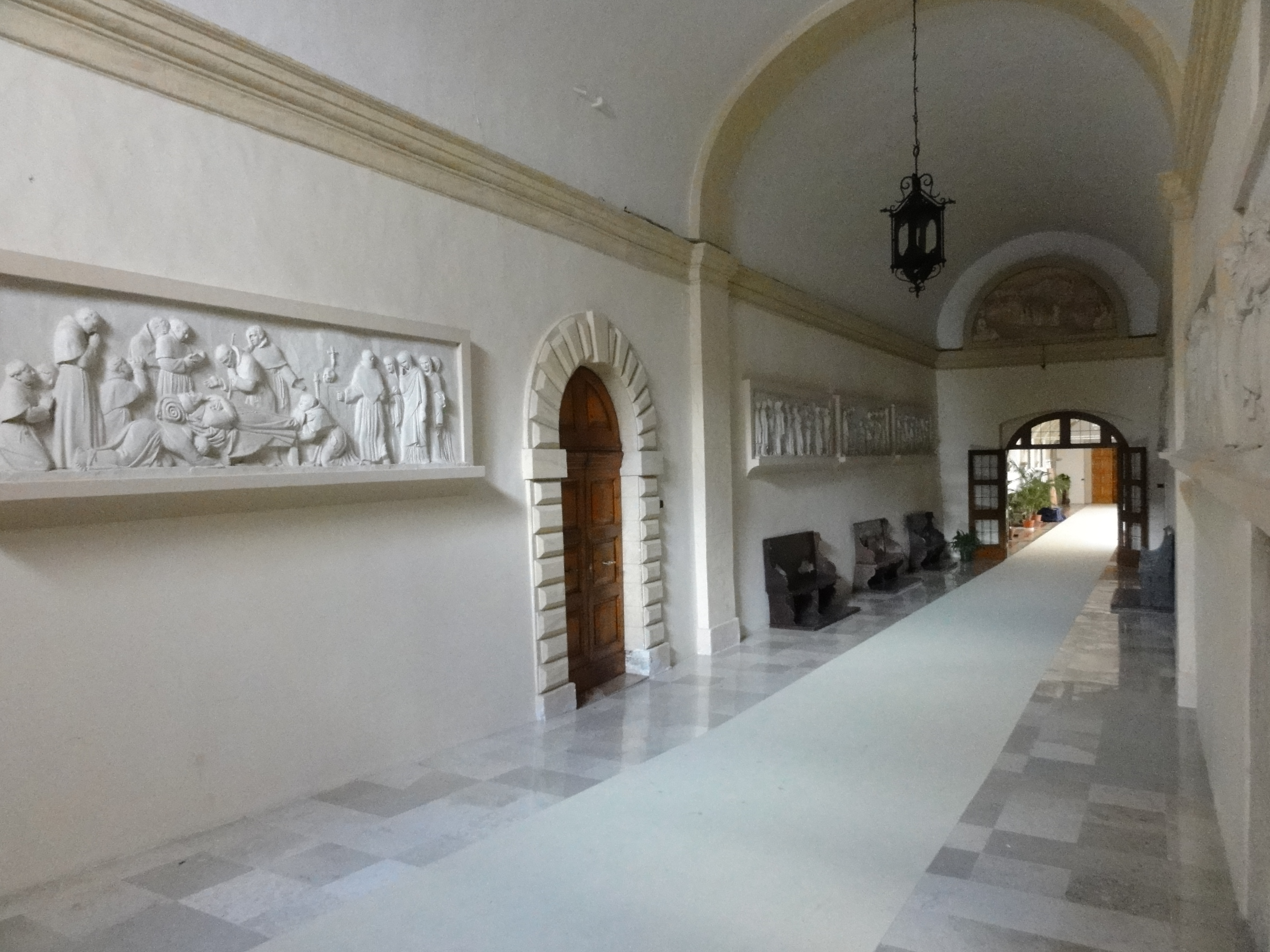
Assisi, Sacro Convento, atrio d'ingresso, bassorilievi di Francesco Gianfredi (1824).
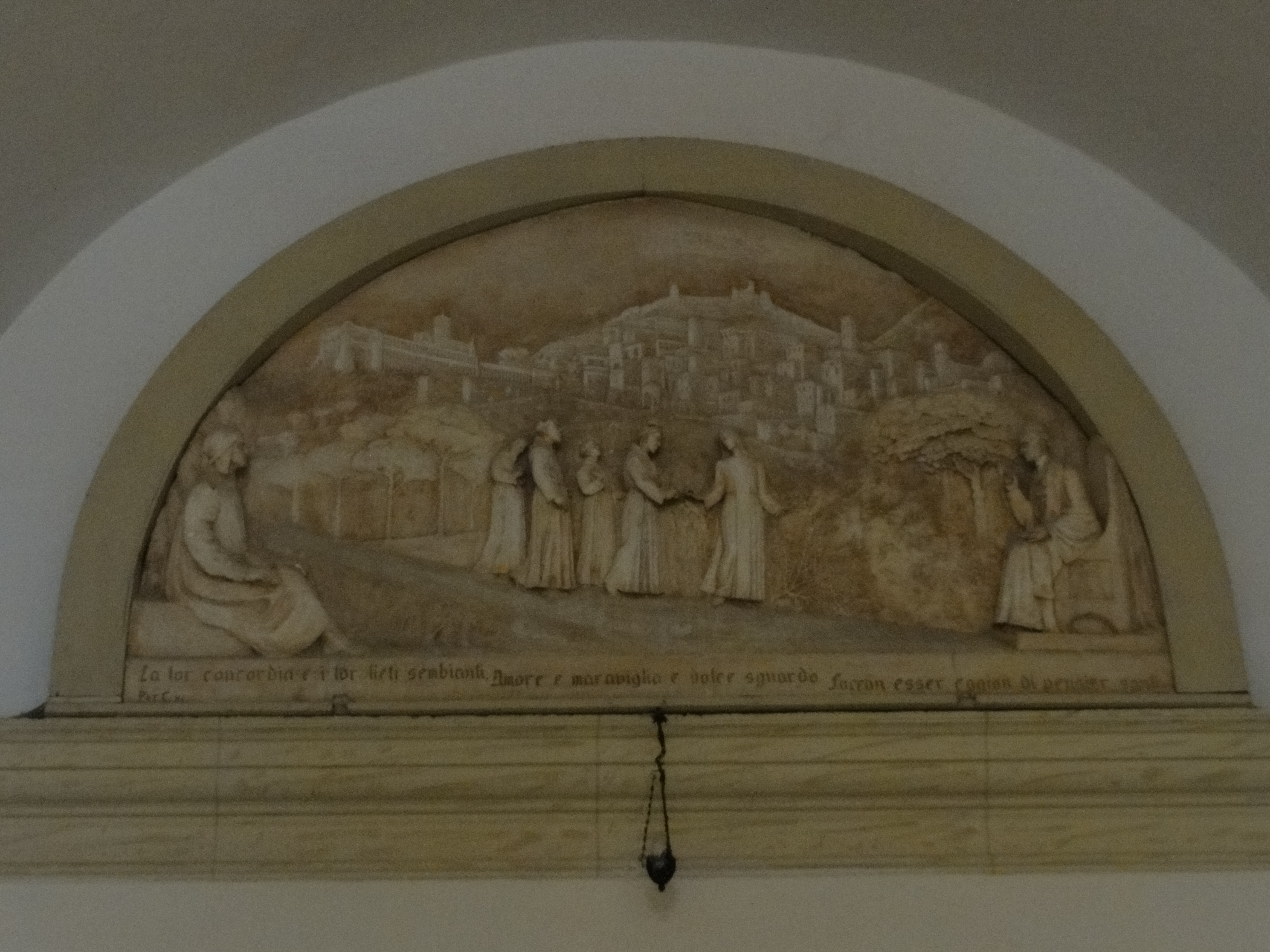
Assisi, Sacro Convento, atrio d'ingresso, Incontro di Francesco con Madonna Povertà (circa 1926), bassorilievo di Stefano Vigna.
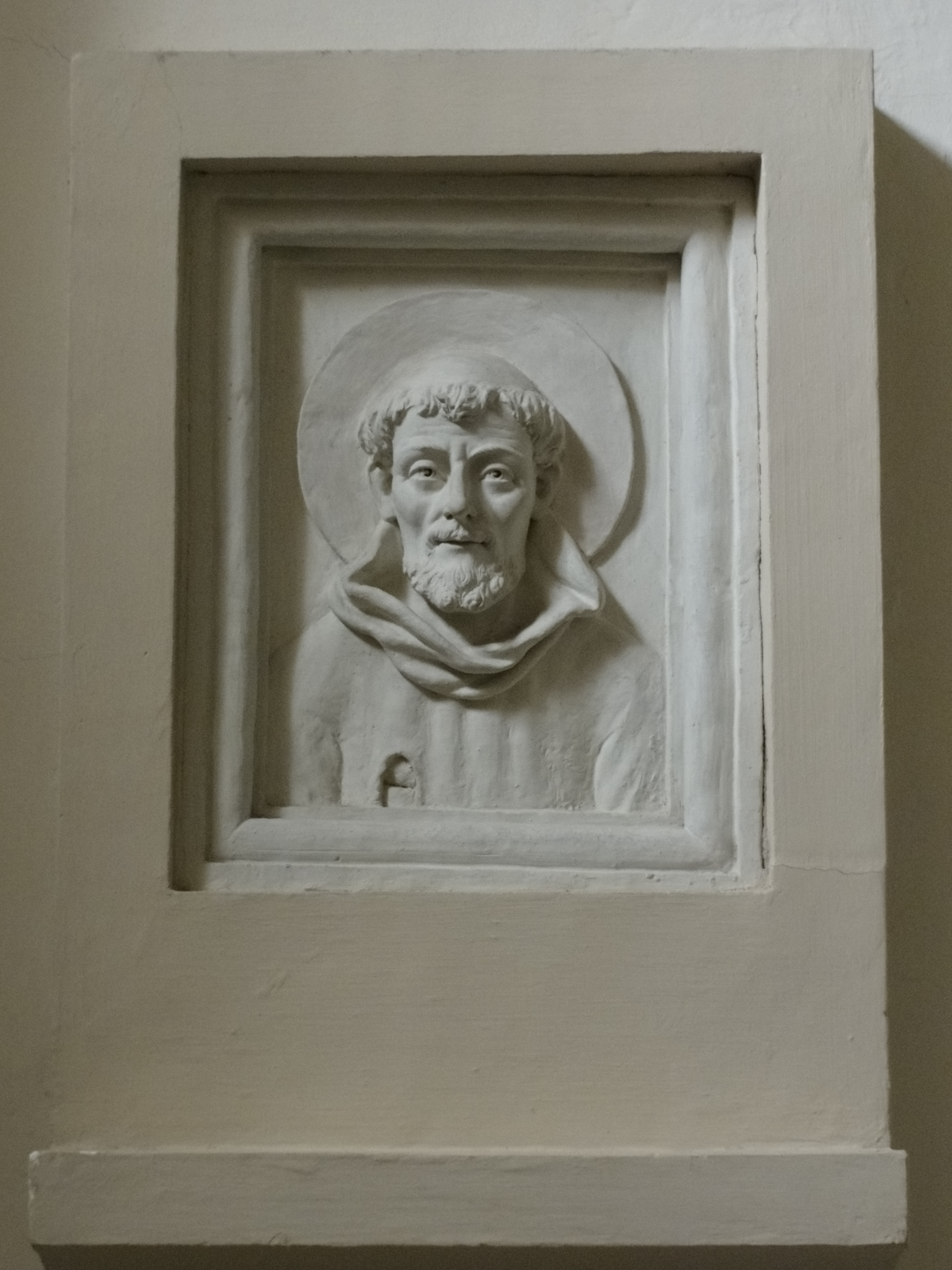
Assisi, Sacro Convento, atrio d'ingresso, San Francesco (secondo decennio del XX secolo), bassorilievo di frate Luigi Sapia.

## Vicende storiche

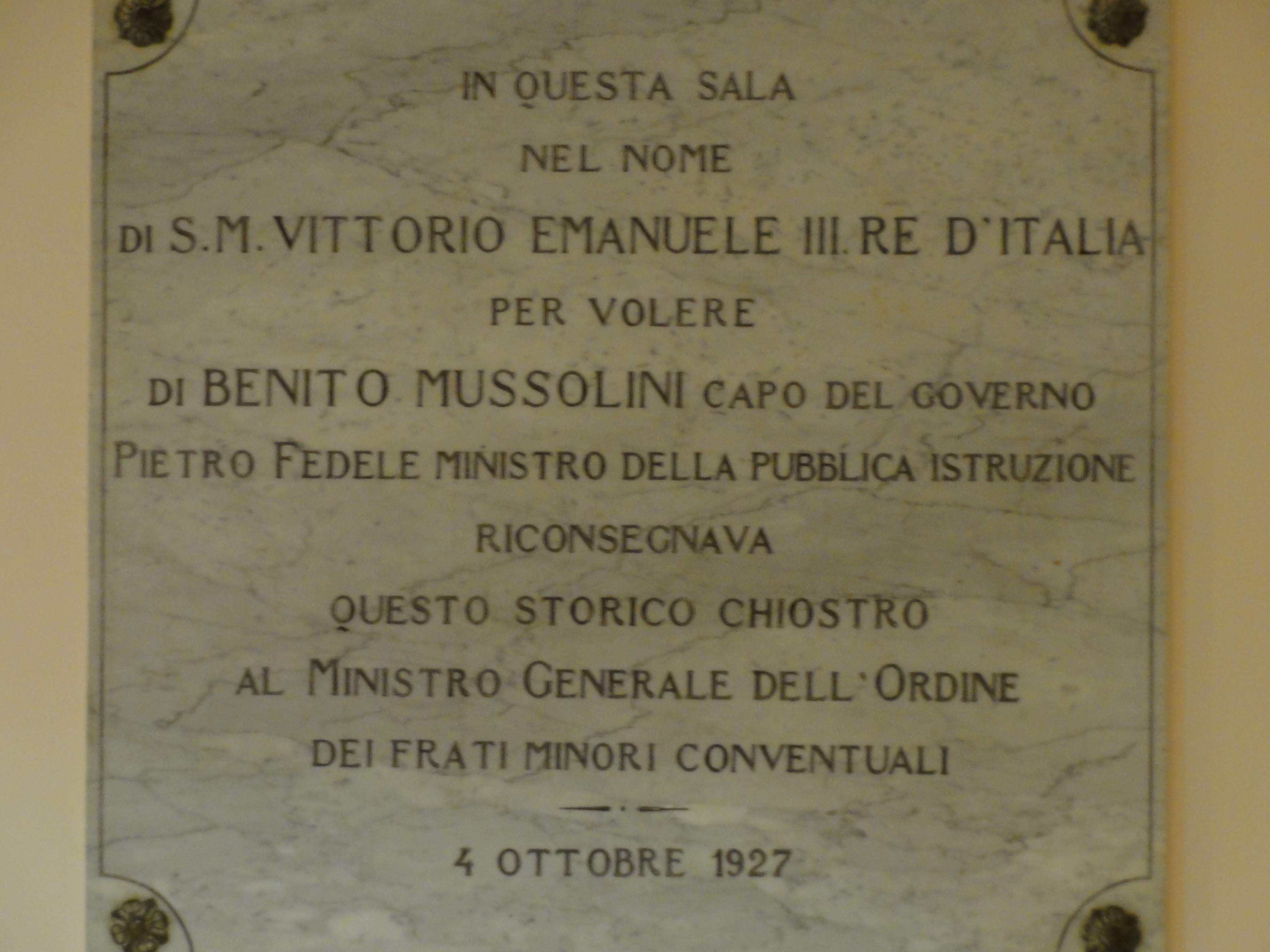
Lapide commemorativa della restituzione del Sacro Convento all'Ordine il 4 ottobre 1927.

Le vicende del Sacro Convento sono ovviamente connesse a quelle della Basilica. Lo prova ad esempio la bolla di Bonifacio IX che il 28 agosto 1393 - dopo aver riparato al Sacro Convento dal luglio al settembre dell'anno precedente e aver personalmente constatato la necessità di urgenti interventi per la manutenzione della chiesa e dello stesso convento - concede privilegi spirituali a quanti daranno elemosine a favore del complesso monumentale e anche per il sostentamento dei frati, ridotti di numero per la mancanza di offerte e oblazioni.
Nel secolo XVII, dal 1639 al 1653, alloggiò presso il convento assisano frate Giuseppe da Copertino, un soggiorno obbligato per ordine dell'allora Sant'Uffizio che indagava sulle sue estasi. In occasione della visita di Eleonora Gonzaga-Nevers, moglie dell'imperatore del Sacro Romano Impero Ferdinando III, nell'aprile 1653 fu per lui allestito un piccolo appartamento (dove sono ancora conservate alcune memorie di allora) attiguo alla sala del Capitolo.
Nell'epoca moderna, dopo il saccheggio delle truppe napoleoniche del 1798, l'evento che maggiormente segnò la vita del convento - e della comunità che in esso viveva - fu la soppressione degli Ordini religiosi seguita all'unità d'Italia, in Umbria anticipata all'11 dicembre 1860 per effetto del cosiddetto Decreto Pepoli.
Il Comune di Assisi istituì in quell'occasione una fabbriceria che, per il servizio alla chiesa, provvedeva al mantenimento di alcuni religiosi alloggiati in una piccola zona del convento sul lato sud-est. Il resto del complesso, dopo quattordici anni di abbandono, nel 1875 divenne sede del Convitto nazionale per gli orfani degli insegnanti elementari.
Solo nel 1927, all'indomani delle celebrazioni per il VII centenario della nascita di san Francesco, grazie all'azione dell'allora Ministro generale Alfonso Orlich, il Sacro Convento fu restituito ai Frati minori conventuali che dovettero però costruire, nella parte alta della stessa città di Assisi, il «costosissimo collegio-convitto Principe di Napoli».

## Configurazione canonica

Elaborazione grafica.

La legislazione dell'Ordine riconosce al Sacro Convento «altissima dignità, essendo affidato alla sua custodia l'insigne santuario nel quale riposa lo stesso Serafico Padre», centro della spiritualità dell'Ordine stesso.
Alla sua gestione l'Ordine provvede tramite la "Custodia generale del Sacro Convento di San Francesco in Assisi", istituita dal Capitolo generale del 1972, la cui particolare missione e organizzazione è definita da uno "Statuto particolare" previsto dalle stesse Costituzioni.
Affidata alla particolare cura del Ministro generale, la Custodia si avvale della fattiva collaborazione di tutte le giurisdizioni dell'Ordine e, "in via ordinaria", è retta dal "Custode generale" - nominato dal governo centrale dell'Ordine stesso - coadiuvato da quattro Assistenti, i quali costituiscono il suo "Definitorio".
Con la promulgazione del motu proprio di papa Benedetto XVI Totius orbis del 9 novembre 2005, anche l'attività pastorale svolta nel Sacro Convento (come quella in Basilica) è stata sottoposta al Vescovo di Assisi-Nocera Umbra-Gualdo Tadino, a norma del diritto.

## Serie dei Custodi del Sacro Convento

### Custodi
Antico l'uso di chiamare "Custode" il superiore religioso del Sacro Convento di Assisi, termine che del resto lo stesso san Francesco "impone" ai superiori dei conventi del suo Ordine. In un documento del 27 maggio 1239 frate Elia da Cortona viene indicato come dominus e appunto custos della chiesa di San Francesco di Assisi.
Di seguito l'elenco dei Custodi della Basilica e Sacro Convento dalla fondazione del 1228 fino all'istituzione della Custodia generale avvenuta nel 1972:
secolo XIII
- 1228    - Elia d'Assisi (o da Cortona) (I), poi ministro generale, 1232-39
- 1236    - Andrea
- 1239    - Elia d'Assisi (o da Cortona)(II)
- 1252-55 - Giacomo da Velletri, poi vescovo di Ferentino[53]
- 1264    - Nicola de Lanareto
- 1270    - Donato da Perugia
- 1280 - Simone Offreducci [o di Offreduccio] da Assisi[54], poi vescovo di Assisi, 1282-95
- 1284    - Nicoluccio
- 1284    - Francesco
- 1288    - Galgano da Gubbio
- 1293    - Bonaventura da Montedoglio
- 1294    - Monaldo

secolo XIV
- 1307-08 - Andrea da Perugia
- 1311    - Andrea da Gubbio (I)
- 1313    - Andrea di Ottaviano
- 1315    - Filippo Baçutii (I)
- 1316    - Andrea di Tarviata
- 1320    - Filippo Baçutii (II)
- 1321    - Pietro
- 1322    - Andrea de Galliano
- 1323    - Andrea di Gubbio (II)
- 1328    - Francesco di Saturno
- 1337    - Crispolto Savinelli [o di Savinello] da Assisi (I)
- 1337-38 - Giovanni Loli [o di Lolo] da Assisi
- 1342    - Angelo detto Mengrella
- 1343-44 - Tommaso Vagnoli [o di Vagnolo]
- 1347    - Michele di Taddeuccio (I)
- 1348    - Tommaso di Vagnolo
- 1352    - Michele di Taddeuccio (II)
- 1353    - Giovanni de Tabaria
- 1353    - Angelo di mº Giovanni
- 1354-55 - Pietro di Ceccarello
- 1355-56 - Michele di Taddeuccio (III)
- 1356    - Iacopo di Bettona (I)
- 1357-58 - Simone Lelli [o di Lello] da Assisi (I)
- 1360    - Iacopo di Bettona (II)
- 1360-61 - Crispolto Savinelli [o  di Savinello] da Assisi (II)
- 1361-62 - Giovanni da Amelia
- 1362-63 - Giovanni di Paterno da Rimini
- 1363    - Matteo da Amelia
- 1367    - Ludovico
- 1367    - Simone Lelli [o di Lello] da Assisi (II)
- 1370    - Michele da Foligno
- 1371    - Matteo Ceracchi da Amelia
- 1374    - Giovanni de Casali Albolo
- 1375    - Pietro Carabone da Terni
- 1376    - Niccolò [o Nicola Ferragatti (Fieragatti) da Bettona][55], poi vescovo di Foligno, 1417-1421
- 1377-78 - Giovanni di Diviziola
- 1380 ante - Bartolomeo da Montevarchi
- 1380-82 - Benedetto di Accursino [o d'Accursio] da Assisi (I)
- 1382-85 - Niccolò Vannini [o di Vannino] da Assisi (I)
- 1386-87 - Luca di Francesco da Assisi
- 1387-88 - Giovanni di Moricone da Todi
- 1389-90 - Benedetto di Accursino [o d'Accursio] da Assisi (II)
- 1390-91 - Enrico da Gubbio
- 1391    - Giovanni da Gualdo
- 1392-93 - Giacomo di Moricone da Todi
- 1393-94 - Filippo di Angelello da Assisi
- 1394-95 - Niccolò Vannini [o di Vannino] da Assisi[56] (II), poi vescovo di Assisi, 1405-11; 1419-29
- 1395    - Angelo da Amelia
- 1396    - Niccolò da Bettona
- 1397-98 - Filippo Baciucci da Assisi (I)
- 1399    - Lorenzo Cappelli da Padova

secolo XV
- 1400-01 - Francesco di ser Tebaldo da Gubbio
- 1401-02 - Francesco di Druda da Assisi
- 1402-03 - Francesco di Puccio di Cinzia da Assisi (I)
- 1403-04 - Benedetto di Accursino [o d'Accursio] da Assisi (III)
- 1404    - Corradino da Nocera
- 1405-06 - Francesco da Amelia
- 1406-07 - Pascuccio di Davino [o Pasquzio Davini] da Assisi[57]
- 1407    - Filippo Baciucci da Assisi
- 1408-09 - Francesco di Puccio di Cinzia da Assisi (II)
- 1409-10 - Sante da S. Martino
- 1411-12 - Bartoluccio da Fano
- 1412-13 - Antonio Ugolini [o di Ugolino] da Costacciaro
- 1413-14 - Filippo Baciucci da Assisi (II)
- 1414-16 - Francesco di Puccio di Cinzia da Assisi (III)
- 1416-17 - Angelo da S. Angelo in Vado
- 1418-21 - Filippuccio di Angelo da Assisi
- 1421-22 - Gregorio di Marianuccio da Assisi
- 1423-24 - Ugolino di Cola da Assisi (I)
- 1424-25 - Nicola di ser Celio da Amelia
- 1426-30 - Andrea di Egidio Magicchii da Assisi
- 1430-31 - Niccolò di Bernardo da Rimini
- 1431    - Paolo da Monteleone
- 1432-33 - Angelo da Rieti
- 1344-34 - Girolamo da Assisi
- 1434    - Ugolino di Cola da Assisi (II)
- 1435    - Niccolò di Cecca
- 1436-37 - Ugolino di Cola da Assisi (III)
- 1438-39 - Girolamo di Pietro da Assisi
- 1440-41 - Luca da Assisi
- 1441    - Andrea (presidente)
- 1441-44 - Giovanni da Pontremoli
- 1444-47 - Urbano di Nicola da Perugia (I)
- 1447-49 - Sante Boncore da Penna S. Giovanni
- 1449    - Francesco Smeraldi da Lucignano
- 1450-53 - Niccolò Guelfi da Prato
- 1453    - Pietro da Foligno
- 1453    - Mariano da Citerna
- 1454-56 - Lorenzo di Niccolò Negri da Assisi (I)
- 1457-58 - Giovanni di Bartolino del Palazzo di Assisi
- 1458-59 - Giovanni da Roma
- 1460    - Urbano di Nicola da Perugia (II)
- 1461    - Girolamo di S. Gregorio di Assisi (commissario)
- 1462-63 - Lorenzo di Niccolò Negri da Assisi (II)
- 1464    - Giorgio da Moncalieri
- 1464    - Giovanni di Cristoforo da Pontremoli
- 1466-67 - Francesco di ser Giacomo da Force[58] (I)
- 1467-68 - Giuliano Maffei [o de Matteis] da Volterra[59], poi vescovo di Bertinoro, 1477-1505; poi arcivescovo di Ragusa, 1505-10
- 1469-71 - Francesco di ser Giacomo da Force (II)
- 1472    - Pasquale da Amelia
- 1472-82 - Francesco di ser Giacomo da Force (III)
- 1483-85 - Giorgio Benigni da Udine
- 1485-86 - Francesco di ser Giacomo da Force (IV)
- 1486-92 - Cristoforo di Francesco Santoni da Assisi
- 1492-95 - Egidio Delfini da Amelia[60] (luogotenente, 1495), poi ministro generale, 1500-06
- 1495-96 - Luca Cappelli da Siena
- 1496-97 - Francesco da Lodi
- 1497-00 - Galasso [o Galassio] Baglioni da Perugia [o di Padova][61]

secolo XVI
- 1501-02 - Benedetto da Arquata
- 1502-03 - Ludovico da Force
- 1503-04 - Giorgio Benigni Salviati da Urbino, [ma Juraj Dragišiċ (Giorgio Benigno Salviati) da Srebrenica][62], poi vescovo di Cagli, 1507-13; poi arcivescovo di Nazareth in Barletta, 1513-20
- 1505-07 - Sante di Salvatore Salvi da Assisi
- 1507-08 - Simeone di Evangelista Folignati da Assisi
- 1509    - Ottaviano Elisei da Assisi (I)
- 1510-12 - Giovanni da Pontremoli
- 1512    - Pietro di Gallarano
- 1512-14 - Giovanni Tassi da Assisi
- 1514-17 - Ottaviano Elisei da Assisi (II)
- 1517-18 - Niccolò di Ludovico di Antonio Santoni da Assisi (I)
- 1519-20 - Galeotto Galeotti da Assisi
- 1520-21 - Gerardo di Rocca Sinibalda
- 1522-25 - Simeone di Evangelista Folignati da Assisi (I)
- 1525-26 - Francesco di Montereale
- 1526-30 - Ottaviano Elisei da Assisi (III)
- 1531-34 - Antonio Risi da Milano
- 1534    - Simeone di Evangelista Folignati da Assisi (II)
- 1535-37 - Giacomo Fera da Piancastagnaio
- 1537-40 - Rufino Bartolucci da Assisi[63]
- 1540-43 - Gabriele Alciano da Milano
- 1543-46 - Niccolò di Ludovico Santoni da Assisi (II)
- 1546-48 - Antonio Plaranico da Crema
- 1548    - Alessandro Vecchio da Assisi (presidente)
- 1548-49 - Niccolò Zuccarini da Montefalco
- 1549-50 - Giovanni Antonio Muratori da Cervia, poi ministro generale, 1559
- 1552-53 - Daniele da Cremona
- 1553-56 - Serafino da Montefalco
- 1556-59 - Rinaldo Galassi da Assisi
- 1559-62 - Giovan Francesco Bartolucci da Assisi
- 1562-65 - Giambattista [o Giovan Battista] Banfi da Saronno
- 1565-67 - Carlo Uberti da Milano
- 1567-68 - Camillo Duranti da Lecce
- 1568-70 - Silvestro Pini detto da Civita Ducale
- 1570-71 - Francesco Balestracci da Piacenza
- 1571-72 - Giuseppe Bonasi [o Bonasia] di Sicilia[64]
- 1573-74 - Ascanio Contresi da Aquila
- 1574-77 - Eutizio Carota da Assisi
- 1577-78 - Paolo Polanzio da Norcia (commissario)
- 1578-79 - Sisto Castaldi da Assisi
- 1579-81 - Camillo Camilli da Nocera
- 1581    - Giulio Columberti da Assisi (deposto)
- 1581-83 - Valerio da Bagnacavallo
- 1584    - Trebazio Mariotti [o Mareotti] da Penna[65] (I)
- 1584-86 - Francesco Bonfigli da Gualdo, poi Ministro generale, 1590-91; poi vescovo di Ascoli Satriano, 1593-93/94
- 1586-87 - Agabito Laurelli da Amelia
- 1587-89 - Bartolomeo Becari da Macerata Feltria
- 1590-91 - Giulio Stacelli da Rocchicciola
- 1592-94 - Alessandro Narco da Mondavio
- 1594-95 - Trebazio Mariotti da Penna (II)
- 1595-96 - Marcantonio Ranaldi da Faenza
- 1597    - Alessandro Ferrini da Firenze
- 1597-00 - Vincenzo Filotri da Mondavio

secolo XVII
- 1600-01 - Clemente Donatuti [o Donatutti] da Fratta (I)
- 1601-02 - Cornelio Rosa da Napoli
- 1602-03 - Giovanni Donato Caputo da Copertino[66] (I)
- 1603-04 - Bartolomeo Perugini da Fermo
- 1604-05 - Antonio da Melfi
- 1605-06 - Cornelio Priatoni da Monza
- 1606-07 - Giovanni Donato Caputo da Copertino (II)
- 1608-11 - Clemente Donatuti [o Donatutti] da Fratta (II)
- 1611-12 - Francesco Ugoni da Brescia
- 1612-13 - Giandomenico Franchi da Assisi
- 1613-14 - Silvestro Bartolucci da Assisi (I)
- 1614-16 - Ambrogio Nanni da Assisi (I)
- 1617    -Silvestro Bartolucci da Assisi (II)
- 1617-18 - Francesco Angelo Cavallari da Castel S. Angelo (I)
- 1618    - Ambrogio Nanni da Assisi (II)
- 1619-20 - Francesco Angelo Cavallari da Castel S. Angelo (II)
- 1620-23 - Giovanni Battista da Cittareale detto da Bettona
- 1623    - Marco Bonacchi da Modena[67]
- 1623-25 - Ambrogio Nanni da Assisi (III)
- 1625-31 - Marco Bartolomeo Tartaglia da Assisi
- 1631-33 - Marcantanio Guerini da Ravenna
- 1633-34 - Francesco Toretti da Amatrice (I)
- 1634-35 - Silvestro Bartolucci da Assisi (III)
- 1635-38 - Gabriele Rusconi da Caravaggio
- 1638-39 - Ludovico da Castel Bolognese
- 1639-40 - Antonio da S. Mauro
- 1640    - Antonio Vernizzi da Bologna (rinuncia)
- 1641-43 - Raffaele Palma da Napoli, poi vescovo di Oria, 1650-74
- 1643-44 - Francesco Toretti da Amatrice (II)
- 1644-45 - Paolo Petrucci da Città Ducale
- 1645-48 - Bonaventura Mastrilli da Palermo
- 1648    - Andrea Scalimoli da Castellana[68], 1648
- 1648-49 - Francesco Saurini [o Sobini] da Montereale (I)
- 1649-51 - Cesare Catarucci da Roccasecca
- 1651-52 - Felice Bini da Assisi
- 1652-54 - Roberto Nuti da Assisi (I)
- 1655    - Francesco Saurini [o Sobini] da Montereale (II)
- 1655-56 - Francesco Grassi da Monte S. Vito
- 1656-58 - Roberto Nuti da Assisi (II)
- 1658-59 - Giulio Severi da Perugia
- 1659-61 - Innocenzo Zanotti da Bologna
- 1661-62 - Francesco Amadei da Bora
- 1662-63 - Benedetto Cocciante da Castel S. Angelo
- 1663-64 - Tommaso Castaldi da Bologna
- 1664-65 - Bartolomeo Mazzoni da Ravenna
- 1665-66 - Francesco Breccia da Bettona[69]
- 1667    - Felice Mattioli da Gualdo
- 1667-68 - Giovanni Battista Moreschini da Montalcino
- 1668-69 - Antonio Zecca da Ofena
- 1670    - Antonio Breccia da Bettona
- 1671-73 - Romualdo Berardelli da Norcia
- 1673-74 - Bonaventura Garbo da Castelbuono
- 1674-75 - Francesco Cappelli da Firenze
- 1676-77 - Felice Martinelli da Perugia (I)
- 1677-78 - Ottavio Lelli
- 1678-80 - Carlo Baciocchi da Cortona (I)
- 1680-82 - Carlo Francesco Rosa da Leonessa
- 1682-83 - Felice Martinelli da Perugia (II)
- 1683-84 - Francesco Bava da Fossano (I)
- 1685    - Giovanni Battista Zecca da Copertino
- 1685-86 - Francesco Bava da Fossano (II)
- 1686-88 - Francesco M. Angeli da Assisi (I)
- 1688-90 - Ludovico Scoto da Catania
- 1690-92 - Francesco M. Angeli da Assisi (II)
- 1692-94 - Sante de Rossi da Trevi
- 1694-96 - Francesco M. Tareni [o Tarroni] da Bagnacavallo [ma Lugo][70]
- 1696-98 - Giuseppe Antonio Paghi da Foiano
- 1698-99 - Carlo Baciocchi da Cortona (II)

secolo XVIII
- 1700-02 - Felice Antonio Guarnieri da Montereale
- 1702-04 - Antonio Pellizzari da Legnago
- 1704-05 - Giovanni Antonio Savi
- 1705-07 - Bernardino Angelo Carucci da Castel S. Angelo, poi ministero generale, 1707-13
- 1707    - Vittorio Maggioli da Monte S. Vito
- 1708-09 - Felice Antonio Rampacci da Citerna
- 1710-12 - Giovanni Torre da Pirano[71]
- 1712-13 - Angelo Sidori da Spello
- 1713-15 - Daniele Montarini da Aosta
- 1715-17 - Angelo (ma Antonio) Dati
- 1717-19 - Pompeo Lauri da Napoli
- 1719-21 - Antonio Carlini da Prato
- 1721-23 - Antonio Menechelli da Assisi (I)
- 1723-25 - Francesco Mastrangeli da Zagarolo
- 1725-27 - Paolo Bernardino Persici da Vetralla
- 1727-29 - Carlo Marini da Malta
- 1729-31 - Giuseppe Antonio Marcheselli da Castel Maggiore
- 1731-33 - Antonio Menechelli da Assisi (II)
- 1733-34 - Giovanni Battista [o Giambattista] Preti da Copertino
- 1734-36 - Daniele Felice Donati da Bergamo
- 1736-38 - [Felice] Antonio Pulozzi
- 1738-40 - Giovan Francesco Fanciulli da Deruta
- 1740-41 - Francesco Antonio Zampetti da Sarnano
- 1741-43 - Giuseppe Antonio Bicci da Perugia
- 1743-44 - Carlo Antonio Bertolazzi da Bologna
- 1744-46 - Giuseppe Curioni da Genova
- 1746-48 - Gaspare Giuntoli da Assisi
- 1748-50 - Giovanni Battista Costanzi da Biella
- 1750-52 - Ludovico Lipsin [o Lipsio] da Liegi
- 1752-53 - Giovanni Battista Costanzi da Biella
- 1753-55 - Antonio Tomeucci da Piperno
- 1755-57 - Genesio Antonio Liverani
- 1757-59 - Giuseppe Antonio Petrina da Torino (I)
- 1759-61 - Francesco Canziani da Piglio
- 1761-62 - Giuseppe Antonio Petrina da Torino (II)
- 1762-64 - Giampaolo [o Giovanni Paolo] Iacopini da Volterra (I)
- 1764-65 - Francesco M. Bonelli da S. Marino[72]
- 1765-66 - Giuseppe Paolucci da Città di Castello detto da Gubbio
- 1767-69 - Giovanni Antonio Evangelisti da Macerata (I)
- 1769-71 - Giampaolo [o Giovanni Paolo] Iacopini da Volterra (II)
- 1773-75 - Giovanni Antonio Evangelisti da Macerata (II)
- 1775-77 - Bonaventura Giovanninetti da Locarno
- 1777-78 - Lodovico Greco da Ortona a Mare
- 1778-79 - Fernando Brusoni da Narni
- 1779-82 - Ignazio Sarmeda da Udine
- 1782-83 - Bonaventura Marchetti da Monterotondo
- 1784-86 - Francesco Antonio Contarini da Bagnacavallo
- 1786-87 - Giuseppe Medici da Cartoceto detto da Gubbio, poi ministro generale, 1789-95
- 1787-89 - Francesco Antonio Giuliani da Venafro (I)
- 1789-91 - Luigi Paolucci da Piglio
- 1791-92 - Francesco Bernabei da Costacciaro (I)
- 1792-93 - Giovanni Antonio Evangelisti da Macerata (III)
- 1794-96 - Francesco Antonio Giuliani da Venafro (II)
- 1796-00 - Giuseppe Antonio Nelli da Cannara

secolo XIX
- 1800-02 - Bonaventura Marchetti da Monterotondo
- 1802    - Francesco Bernabei da Costacciaro (presidente) (II)
- 1802-03 - Nicolò [o Nicola o Niccolò] Papini [Tartagni] da Siena[73], poi ministro generale, 1803-09
- 1803-04 - Giovanni Antonio Evangelisti da Macerata (IV)
- 1804-06 - Angelantonio Frontini da Fano
- 1806-08 - Angelo Gamberini da Ravenna
- 1808-09 - Gabriele Carucci da Spello
- 1809-10 - Francesco Cennini da Firenze
- 1814    - Giuseppe Mola
- 1814-16 - Nicola Fiorani da S. Marino
- 1816-17 - Vincenzo Luisotti da Montefalco
- 1818-23 - Bonaventura Zabberoni da Bologna [ma Ravenna], poi vicario apostolico della Moldavia e vescovo titolare di Elenopoli di Bitinia, 1825-1826[74]
- 1823-24 - Giuseppe Albergati da Parma
- 1824-26 - Bernardino Berardi da Foligno (I)
- 1826    - Antonio M. Amone da Napoli (rinuncia)
- 1826-27 - Angelo M. Ferrari da Guardiagrele (I)
- 1827-28 - Giuseppe Addimandi da Napoli[75]
- 1828-31 - Felice M. Serra
- 1830-31 - Antonio M. Amone da Napoli (interino)
- 1832-34 - Angelo Pasquali da Loreto
- 1834-36 - Angelo M. Ferrari da Guardiagrele (II)
- 1836-38 - Pietro Giuffrida da Catania[76]
- 1838     - Bernardino Berardi da Foligno (II)
- 1838-39 - Francesco Lucchesi
- 1839    - Antonio Carta (presidente, visitatore e commissario)
- 1839-40 - Vincenzo Tombolini da Fermo (I)
- 1840    - Pietro Gervasoni da Spoleto (I)
- 1840-42 - Gaetano Tonini (presidente) (I)
- 1843    - Pietro Gervasoni da Spoleto (II) (per soli due mesi)
- 1843-45 - Vincenzo Tombolini da Fermo (II)
- 1845    - Gaetano Tonini (presidente) (II)
- 1845-52 - Angelo Mordini da Castelfidardo detto da Pesaro
- 1852-55 - Emidio Favi da Senigallia
- 1856-58 - Domenico Bartozzetti da Ancona
- 1858-60 - Antonio Salto da Licata
- 1861-68 - Giovanni Serafini da Montegranaro
- 1879-80 - Angelo Petrini marchigiano
- 1881    - Alberto Antolini da Assisi
- 1882    - Giovanni Serafini da Montegranaro
- 1882-84 - Luigi Antonio Mordini da Castelfidardo
- 1884    - Giuseppe Fratini da Spello
- 1884-95 - Alfonso M. Piccioni da Ancona
- 1896-97 - Antonio Guglielmini da Padova
- 1898-06 - Francesco Dall’Olio di Valdobbiadene

secolo XX
- 1907-10 - Giuseppe Iachetti da Monteleone di Spoleto (I)
- 1911-14 - Bonaventura Marinangeli da Assisi
- 1914-26 - Alessandro Antonelli da Orsogna
- 1927-29 - Giuseppe Abate[77] da Casteltermini
- 1929-33 - Antonio Risso da Genova
- 1933-37 - Giuseppe Iachetti da Monteleone di Spoleto (II)
- 1937-45 - Bonaventura Mansi da Londra, poi vicario generale facente funzioni di ministro generale, 1953-54
- 1945-49 - Giovanni Bovi da Assisi
- 1949-54 - Carmelo Santoro da Monteverde
- 1954-60 - Lorenzo Bernardini da Monsampiero
- 1961-67 - Benedetto Giunchi da Cesena
- 1967-72 - Lino Brentari da Smarano

### Custodi generali
Con l'istituzione nel 1972 della "Custodia generale del Sacro Convento" - giurisdizione dell'Ordine assimilata ad una Provincia - il Custode del Sacro Convento assume il titolo di "Custode generale" con la qualifica canonica di Ordinario. A norma della legislazione dello stesso Ordine il Custode generale è nominato dal Ministro generale col suo Definitorio per un quadriennio (fino al 1996 per un triennio) per un massimo di due mandati consecutivi (fino al 2019 tre).
secolo XX
- 1972-75 - Lino Brentari da Smarano
- 1975-81 - Bernardino Farnetani da Siena (I-II)
- 1981-90 - Vincenzo Coli da Montignoso (I-III)
- 1990-01 - Giulio Berrettoni da Massa Fermana (I-III)

secolo XXI
- 2001-09 - Vincenzo Coli da Montignoso (IV-VI)
- 2009-13 - Giuseppe Piemontese da Monte Sant'Angelo, poi vescovo di Terni-Narni-Amelia
- 2013-20 - Mauro Gambetti da Imola (I-II), poi arcivescovo, vescovo titolare di Tisiduo e quindi cardinale diacono del Santissimo Nome di Maria al Foro Traiano
- 2020-in carica - Marco Moroni da Cassano Magnago

## Attività
Presso il Sacro Convento hanno sede le seguenti attività direttamente gestite dalla Custodia generale:
- Archivio musicale della Basilica e Sacro Convento;
- Archivio storico della Basilica e Sacro Convento;
- Biblioteca del Sacro Convento che ospita il Fondo antico della Biblioteca comunale di Assisi e la Biblioteca della Società Internazionale di Studi Francescani (SISF);
- Cappella Musica della Basilica di San Francesco;
- Casa Editrice Francescana Assisi (CEFA);
- Museo del Tesoro in cui è confluita la "Collezione Perkins";
- Rivista San Francesco patrono d'Italia;

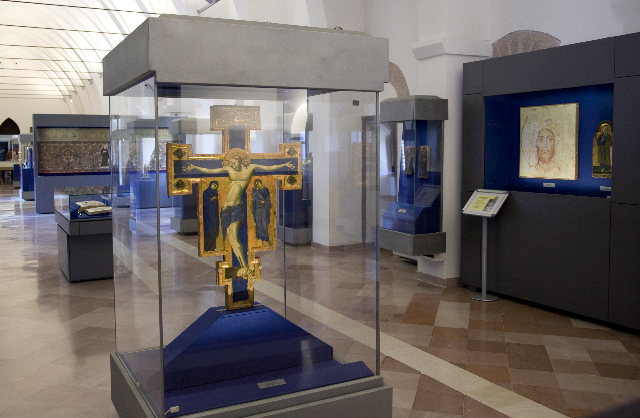
Interno della Sala Gotica del Museo con in primo piano il Crocifisso Blu.

Fin dalla loro fondazione il Sacro Convento ospita l'Istituto teologico di Assisi (ITA), di cui la Custodia è ente promotore, e l'Istituto superiore di scienze religiose di Assisi (ISSRA).

## Il Sacro Convento nell'arte, nella letteratura, nel cinema

### Pittura
La città di Assisi, con il fronte sud del complesso santuariale della Basilica e del Sacro Convento, è raffigurata nel "gonfalone della peste", tempera su tela opera di Nicolò di Liberatore, detto l'Alunno (1470 ca), già nella cappella di San Ludovico della basilica inferiore di San Francesco, ora presso il Priesterhaus di Kevelaer (Germania).

### Cinema
All'interno del Sacro Convento furono girate alcune scene dei seguenti film:
- Fratello sole, sorella luna del 1972, diretto da Franco Zeffirelli
- Assisi Underground del 1985, diretto da Alexander Ramat

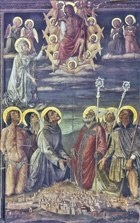
Nicolò di Liberatore detto l'Alunno, Cristo giudice tra angeli, con la Madonna e santi (Gonfalone della peste).
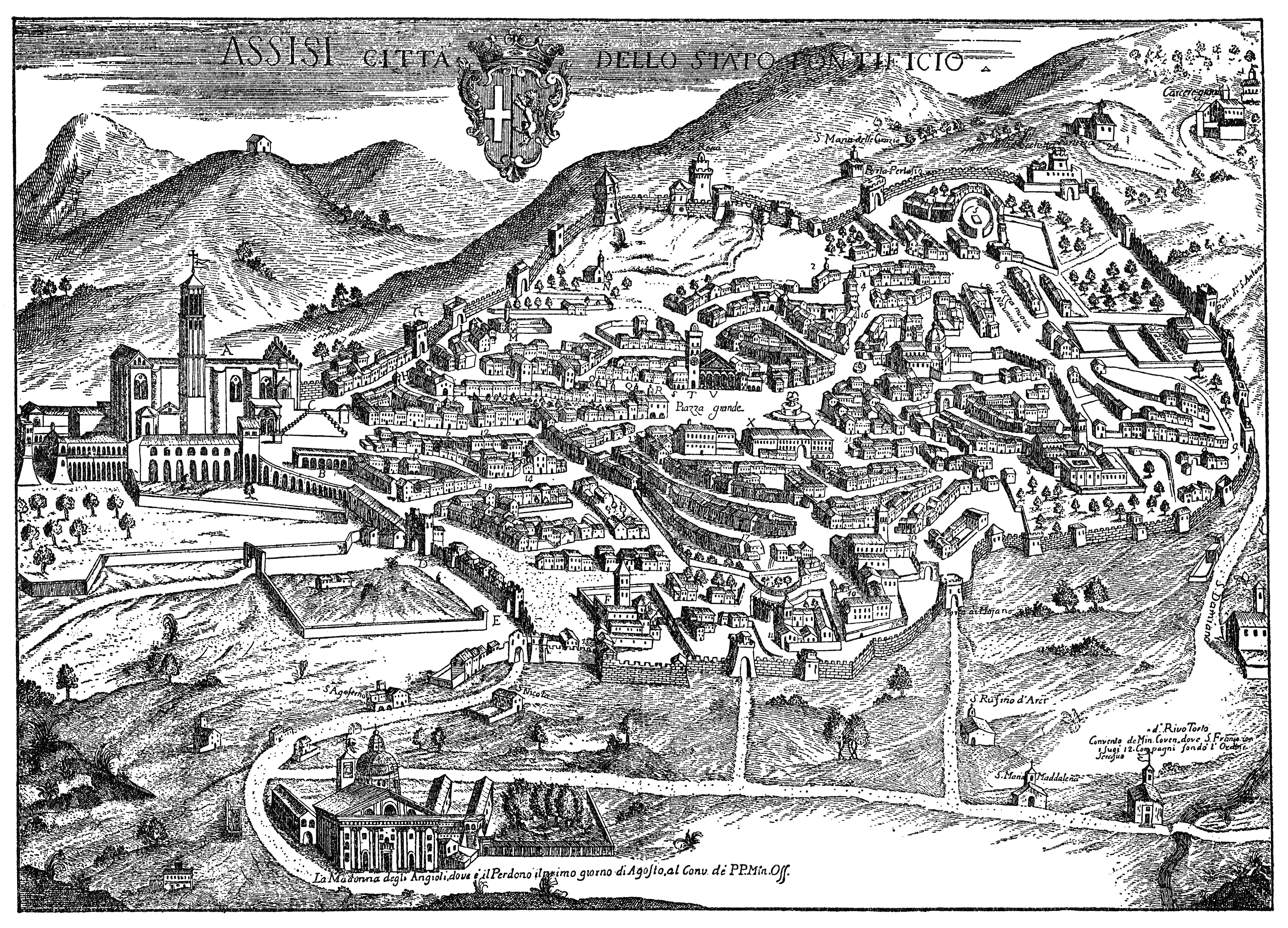
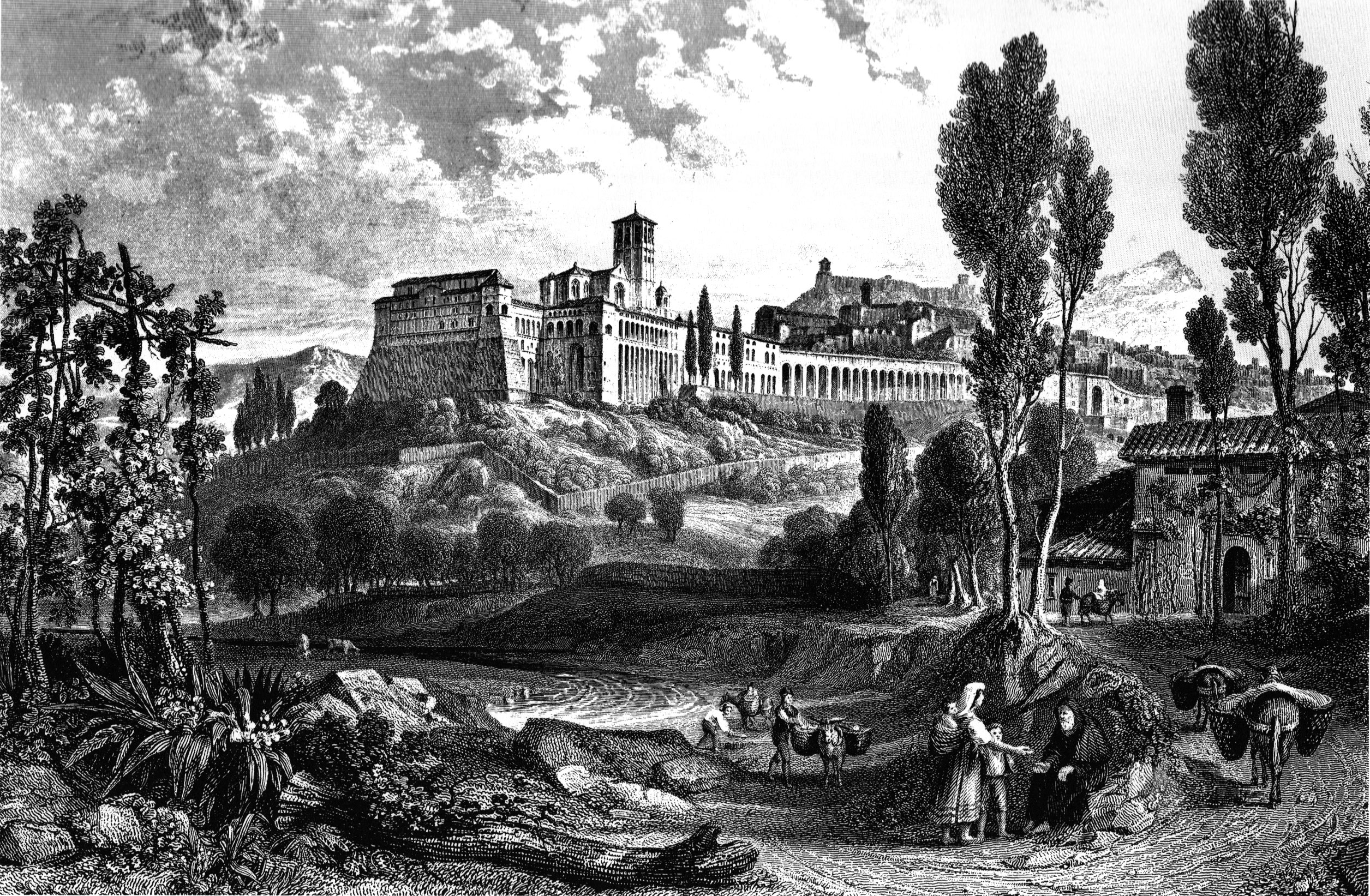

## Altri luoghi annessi al Sacro Convento

### Il chiostro dei morti
Sorge a nord-est del complesso santuariale, sul livello della chiesa inferiore, a ridosso delle mura "urbiche" che delimitano la piazza superiore. A ovest si trova il cosiddetto "giardino dei novizi" (o "orto papale") per la contiguità del palazzo innocenziano destinato prima a residenza pontifizia e poi a noviziato.
La tomba più antica reca la data 1295 a cui seguono, sul lato sud, altre che vanno dal 1300 al 1330. Il primo riferimento archivistico è comunque del 1319 e si riferisce ad una sepoltura «in cimiterio ecclesie beati Francisci». 
Una nota di spesa del 1378 fa riferimento al tetto del cimitero, elemento che fa pensare al fatto che fosse circondato da un portico. Dopo la costruzione della cappella di Santa Caterina, l'accesso fu ricavato dalla cappella attigua di Sant'Antonio abate. 
Si deve all'iniziativa del Ministro generale Francesco Sansone il rifacimento, nell'ultimo decennio del secolo XV, del quadriportico a doppio ordine di logge, per opera dei maestri lombardi Pietro e Ambrogio.
Delle decorazioni pittoriche presenti nel chiostro, rimane, staccata e restaurata, una Pietà con i santi Francesco e Filippo Neri del Sermei, dipinta tra il quarto e il quinto decennio del seicento.
Nel cortile interno del chiostro è collocata una statua di San Francesco, del secondo decennio del XX secolo, opera di frate Luigi Sapia.

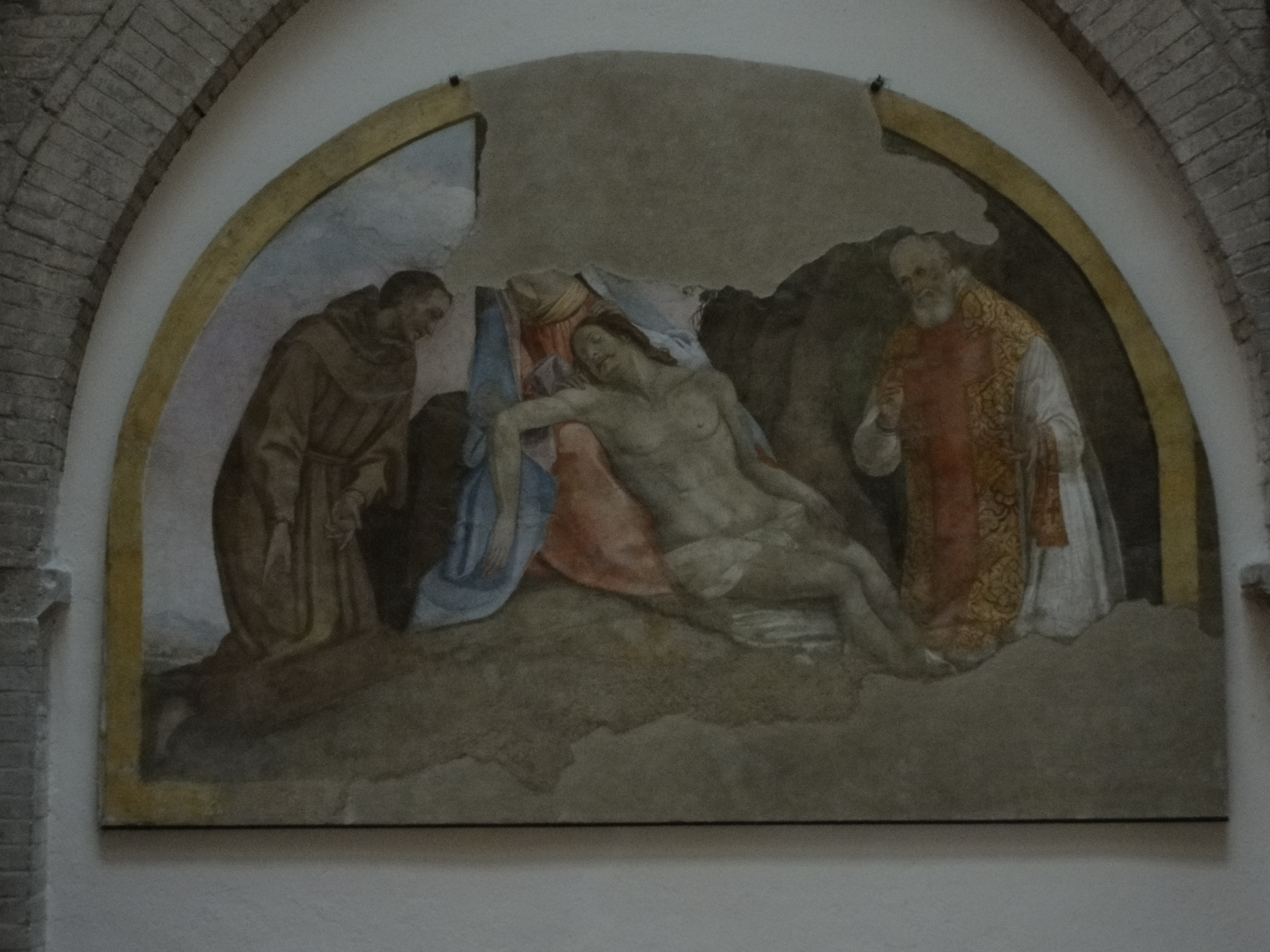
Assisi, Sacro Convento, Pietà con i santi Francesco e Filippo Neri (tra il quarto e il quinto decennio del XVII secolo), frammento di affresco di Cesare Sermei, già nel chiostro dei morti.

### L'oratorio di San Bernardino
In un documento notarile del maggio 1459 si trova un riferimento alla «cappella S. Bernardini noviter construenda». Edificato dal Terz'Ordine nella piazza antistante la basilica fu demolito nel 1647 in occasione dei lavori di sistemazione di quello spazio. Ne rimane la facciata, proprio di fronte all'ingresso della basilica inferiore e, all'interno, nell'ambiente oggi adibito ad "ufficio informazioni", una decorazione ad affresco con l'Immacolata tra i santi Bernardino e Francesco. Nella sacrestia inferiore invece è conservato una parte dell'affresco che Tiberio d'Assisi, tra il 1504 e il 1511, realizzò per lo stesso oratorio. Raffigura la Madonna col Bambino e sant'Anna e ai lati, sulla sinistra i santi Bernardino e Sebastiano e, sulla destra (mutila), un altro santo, con barba, di cui rimane solo il busto).

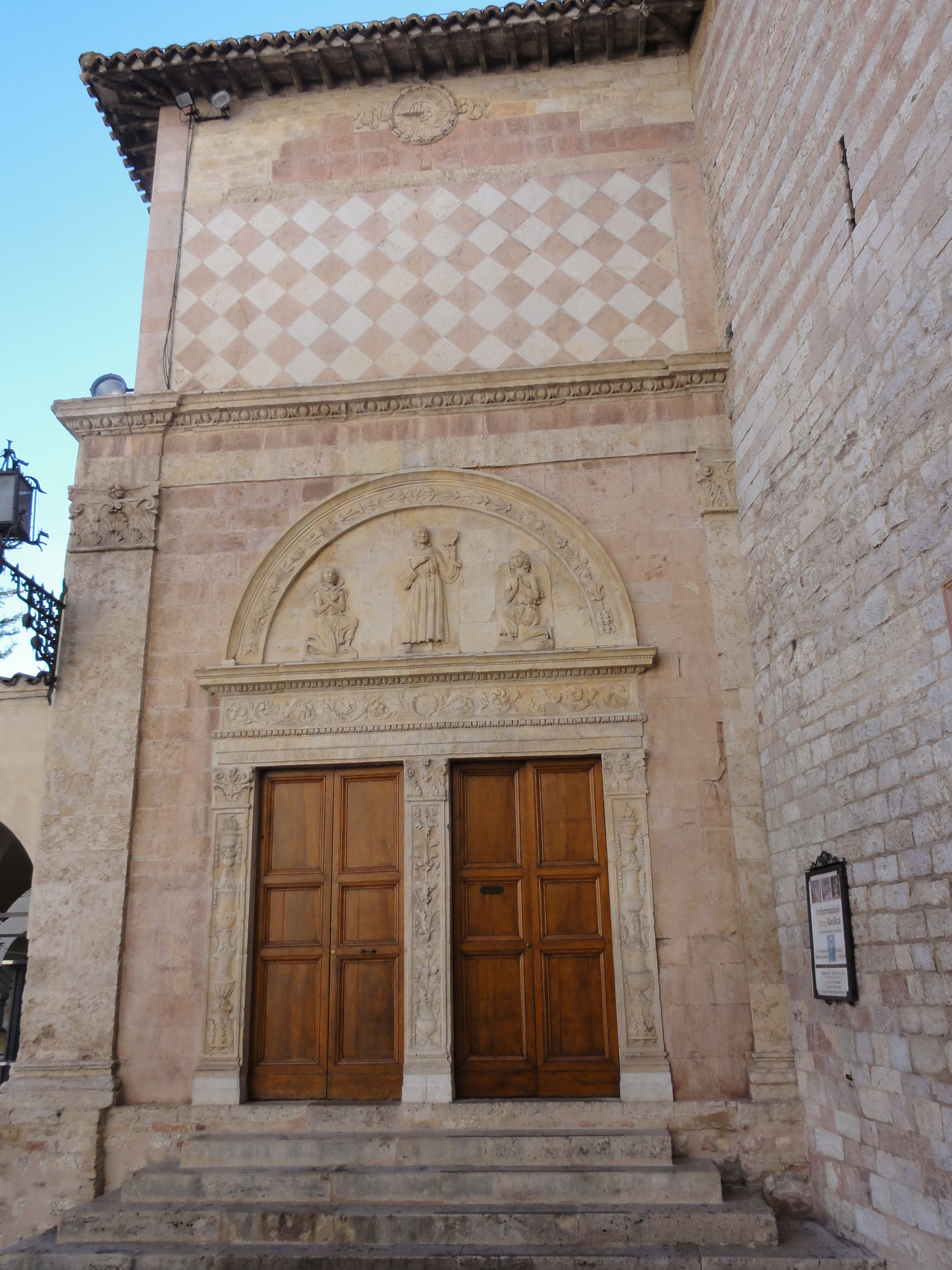
Assisi, Sacro Convento, oratorio di San Bernardino (seconda metà del XV secolo), facciata.
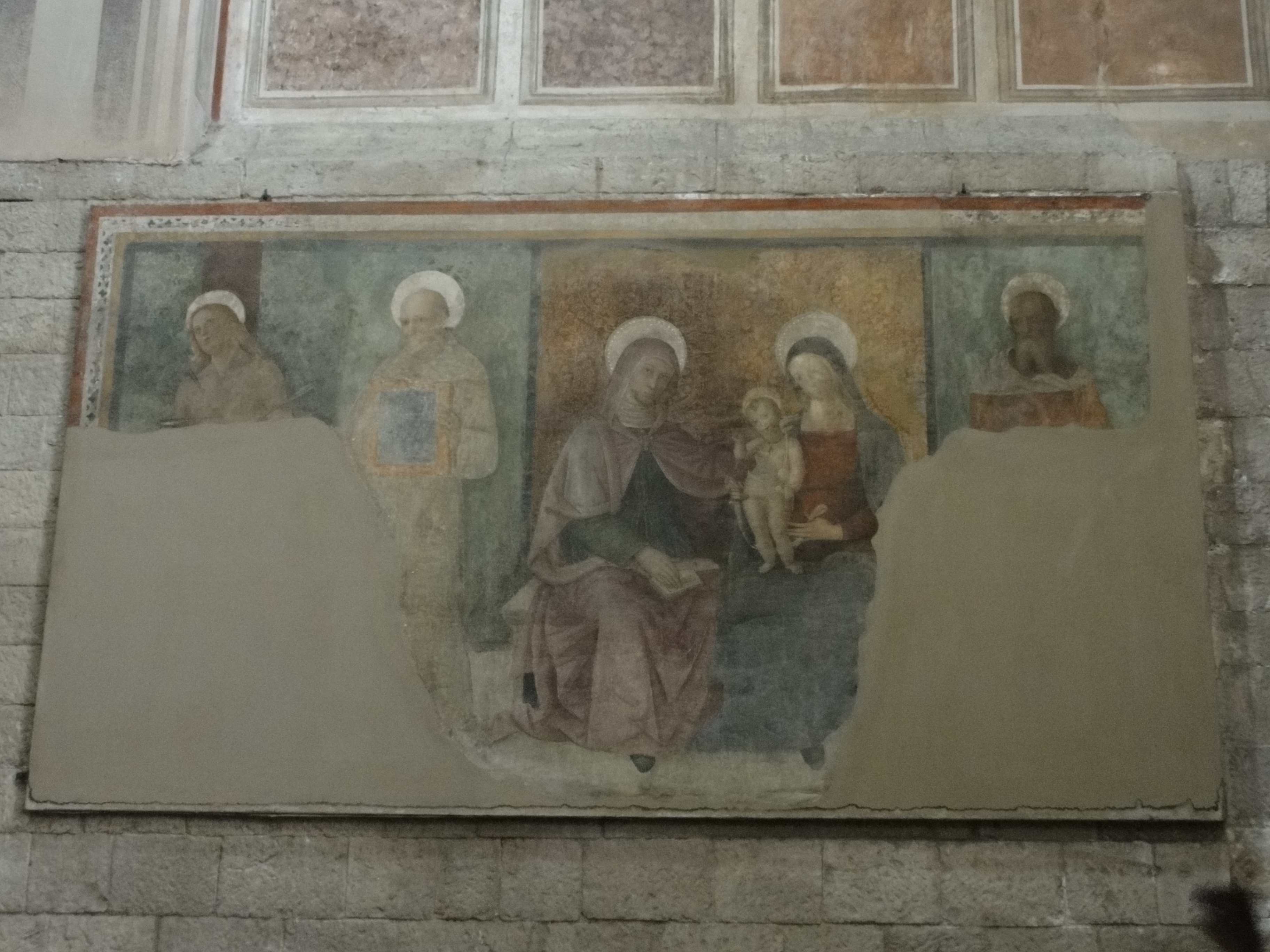
Assisi, Sacro Convento, basilica inferiore di San Francesco, sacrestia, Madonna con Bambino e sant'Anna e i santi Bernardino e Sebastiano e altri (circa 1504-1511), frammento di affresco di Tiberio d'Assisi, già nell'oratorio di San Bernardino.
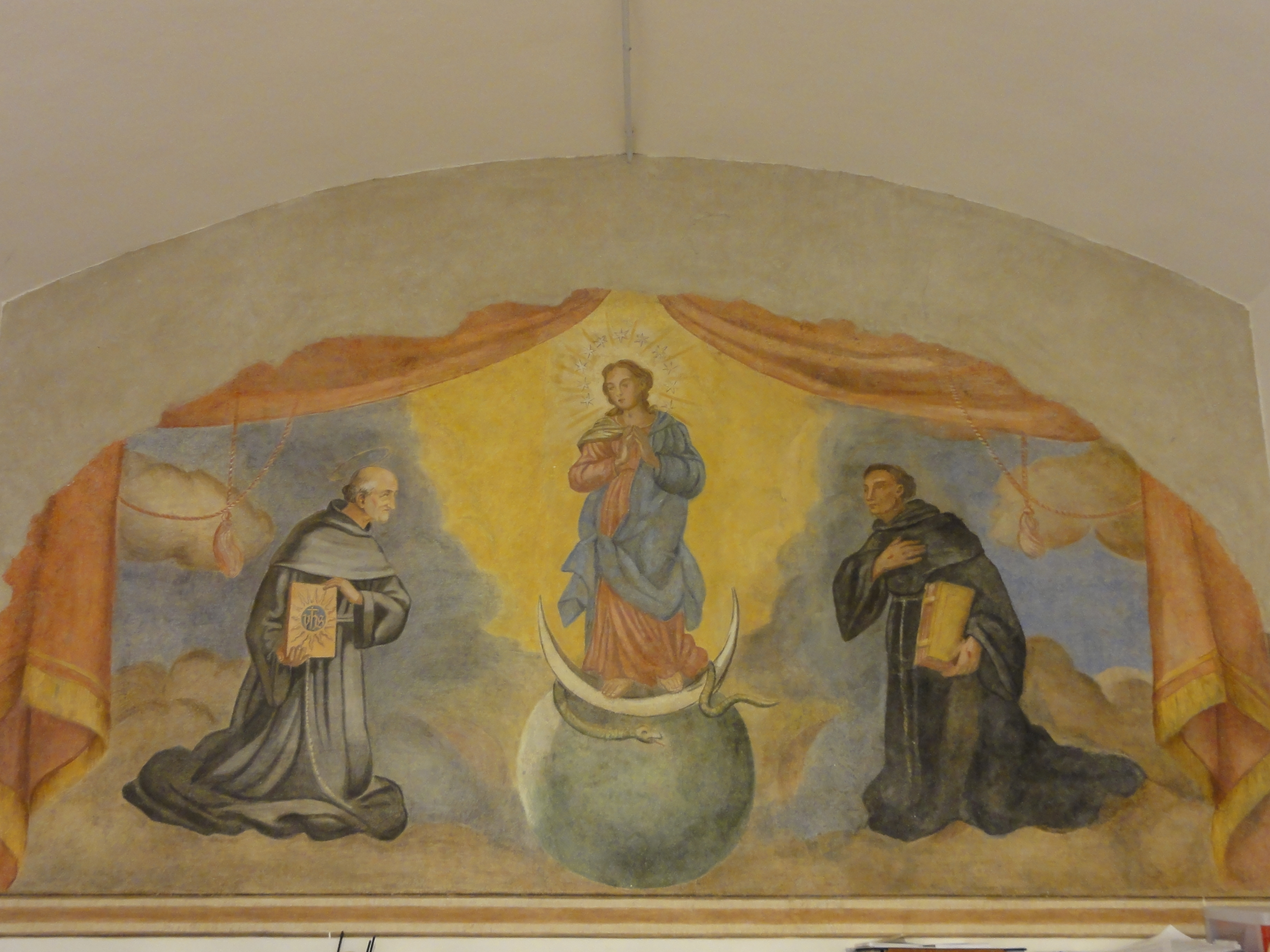
Assisi, Sacro Convento, Immacolata con i santi Bernardino e Francesco, affresco della cappella di San Bernardino.

### La Sala Norsa
L'edificio prospiciente alla basilica, fu restaurato per iniziativa del frate minore conventuale Emilio Norsa (1873-1919) che vi fondò la Scuola Davidico-Serafica con lo scopo di istruire i fanciulli cantori del santuario e di tenervi incontri liturgico-biblico-musicali per la gente. Ospita ora la redazione della rivista San Francesco patrono d'Italia e la sala stampa del Sacro Convento.

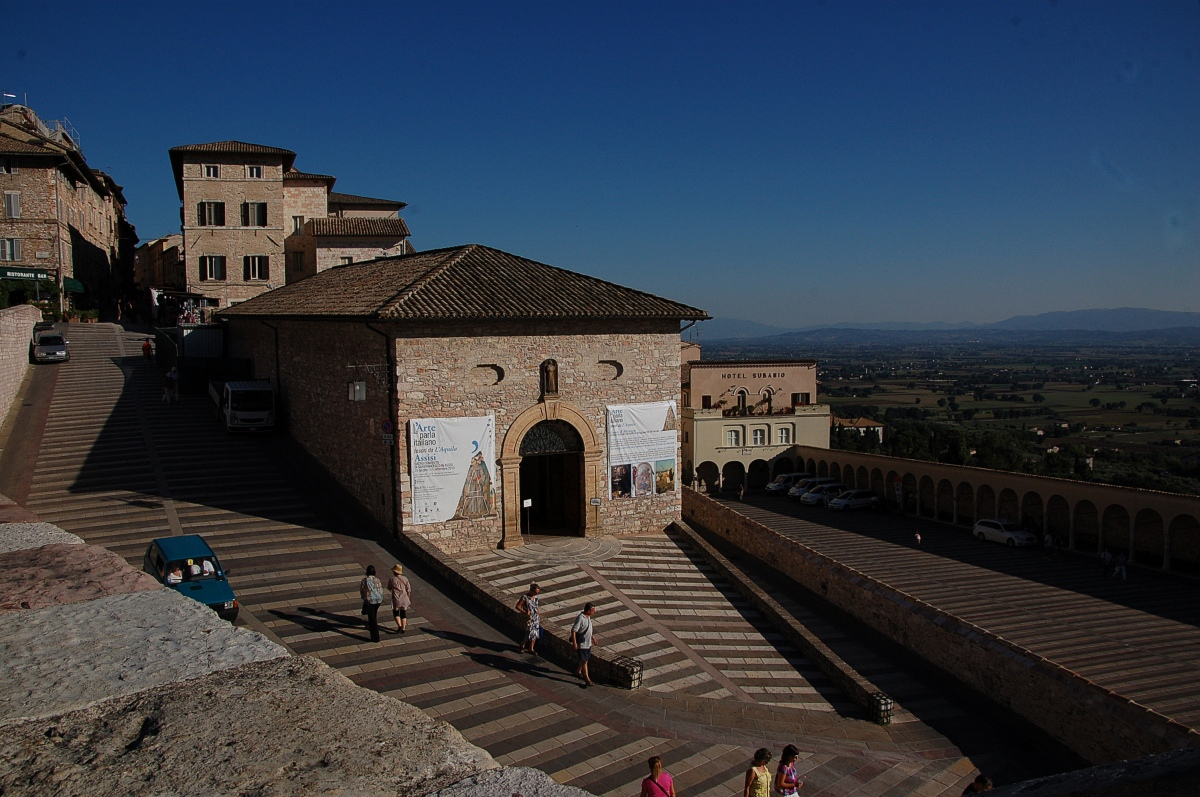
Assisi, "Sala Norsa" in largo Gregorio IX, fondatore della basilica di San Francesco.

### La selva e gli orti
Il Sacro Convento è circondato a sud-ovest da orto e oliveto e a nord dall'antica selva. Il lato sud è delimitato dalle mura medievali che costeggiano la cosiddetta "piaggia di San Francesco" che da Porta San Francesco scende fino ad innestarsi nella Strada regionale 147 (Viale Giovanna di Savoia, regina dei Bulgari), prima di Ponte San Vittorino. A nord-est il limite è segnato da un muro di cinta lungo il torrente Tescio.
Aderendo ad un'iniziativa del Fondo Ambiente Italiano (FAI), la Custodia del Sacro Convento ha consentito (con una convenzione siglata il 28 gennaio 2011) all'apertura del tratto di sentiero che dal lato nord della Piazza superiore di San Francesco scende appunto attraverso la selva fino a quello che è stato chiamato "Bosco di San Francesco" da cui è poi possibile raggiungere l'antica chiesa di Santa Croce (secolo XIII), in riva al torrente Tescio. Il percorso è stato inaugurato l'11 settembre 2011.

## Dipendenze del Sacro Convento
Con la fondazione della basilica e la costruzione dell'annesso convento fu normale che il governo della comunità si trasferisse presso la tomba del Fondatore. Dal Sacro Convento dipendeva anche la comunità della Porziuncola che però, con il sorgere del movimento dell'osservanza, cominciò a reclamare una propria autonomia, anche di tipo amministrativo. Con la bolla Licet ex debito del 3 dicembre 1445, papa Eugenio IV confermò in perpetuum agli osservanti cismontani il governo del luogo e il conseguente uso delle offerte lì percepite. Nel 1517, vista l'impossibilità di conciliare le diverse anime dell'Ordine francescano, papa Leone X con la bolla Ite vos separava definitivamente conventuali e osservanti, riconoscendo a questi ultimi il primato giuridico e d'onore.

### Oratorio di San Francesco Piccolino
Da sempre affidato alla comunità del Sacro Convento è l'oratorio detto San Francesco piccolino, ricavato nel fondaco della casa di Pietro di Bernardone, a pochi passi dalla piazza del Comune e dalla chiesa nuova, costruita nel 1615 sopra la casa paterna del santo. La piccola chiesa, voluta da Piccardo, nipote di Francesco, presenta all'interno un arco ogivale datato 1281 e conserva tracce di affreschi dei secoli XIII-XV.

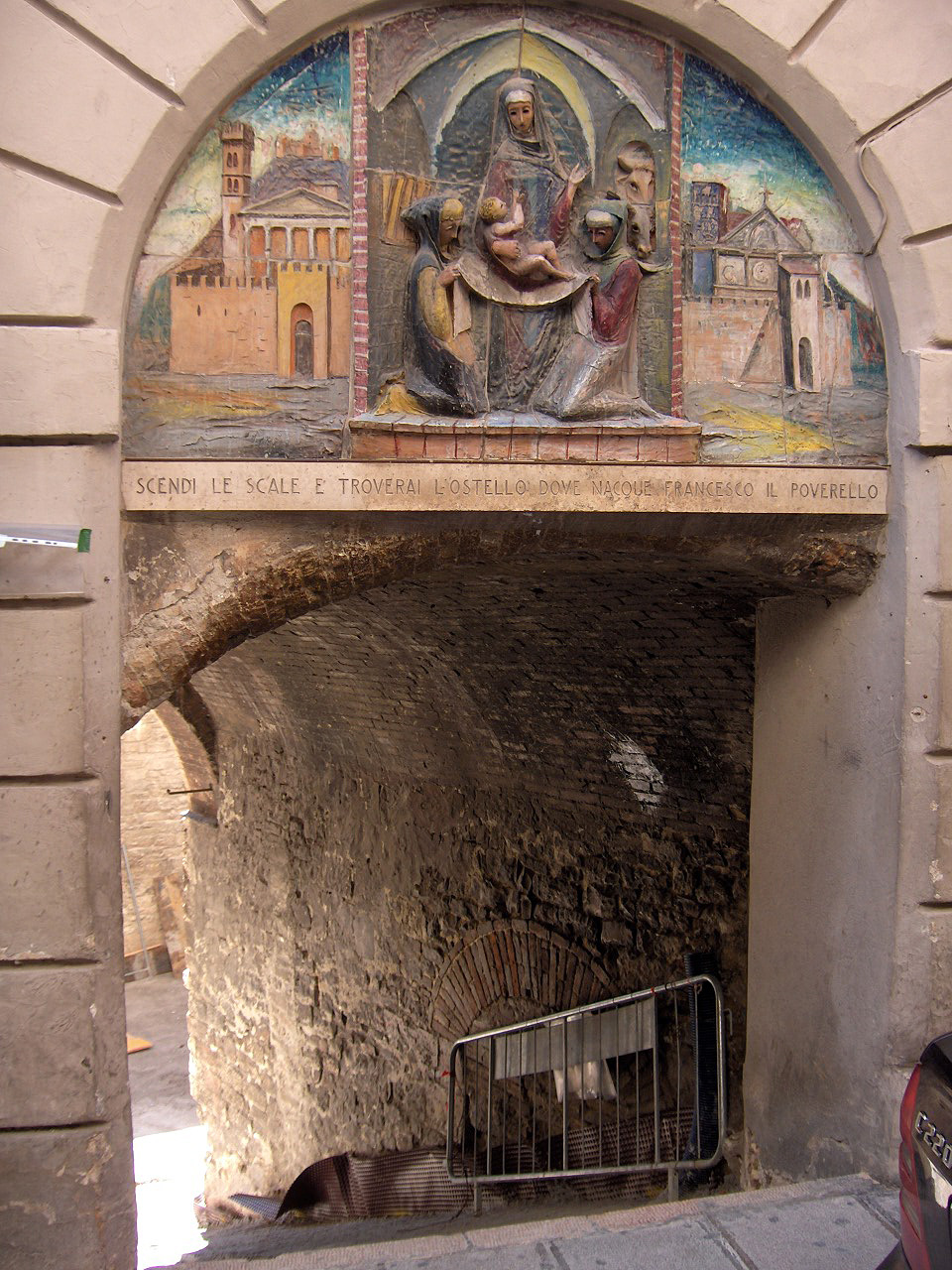
La scala che da corso Mazzini conduce alla piazzetta su cui si affaccia l'oratorio di San Francesco piccolino, con la ceramica in cui è illustrata la nascita di Francesco
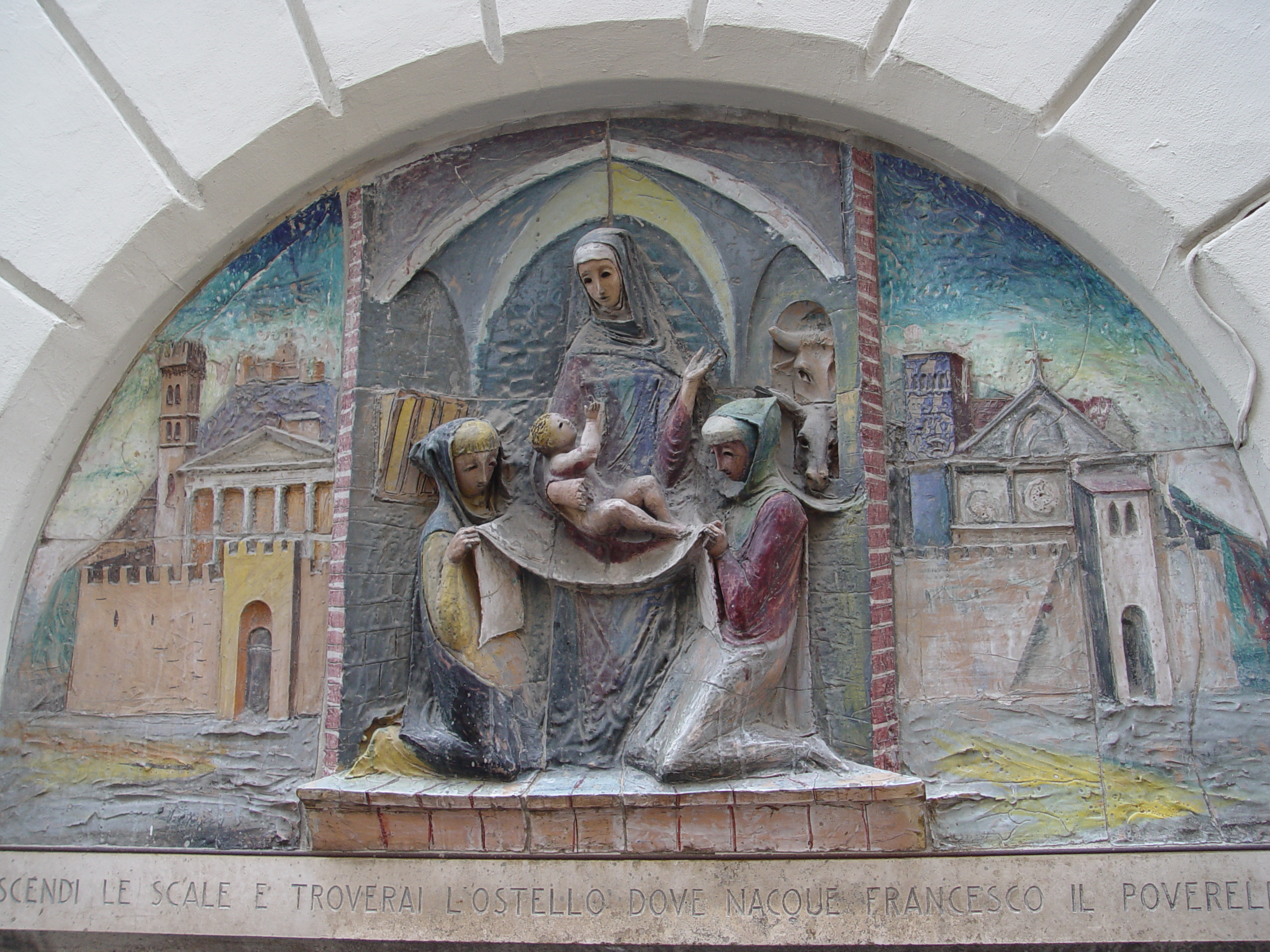
Bassorilievo in ceramica all'inizio della scala che scende all'oratorio di San Francesco piccolino.
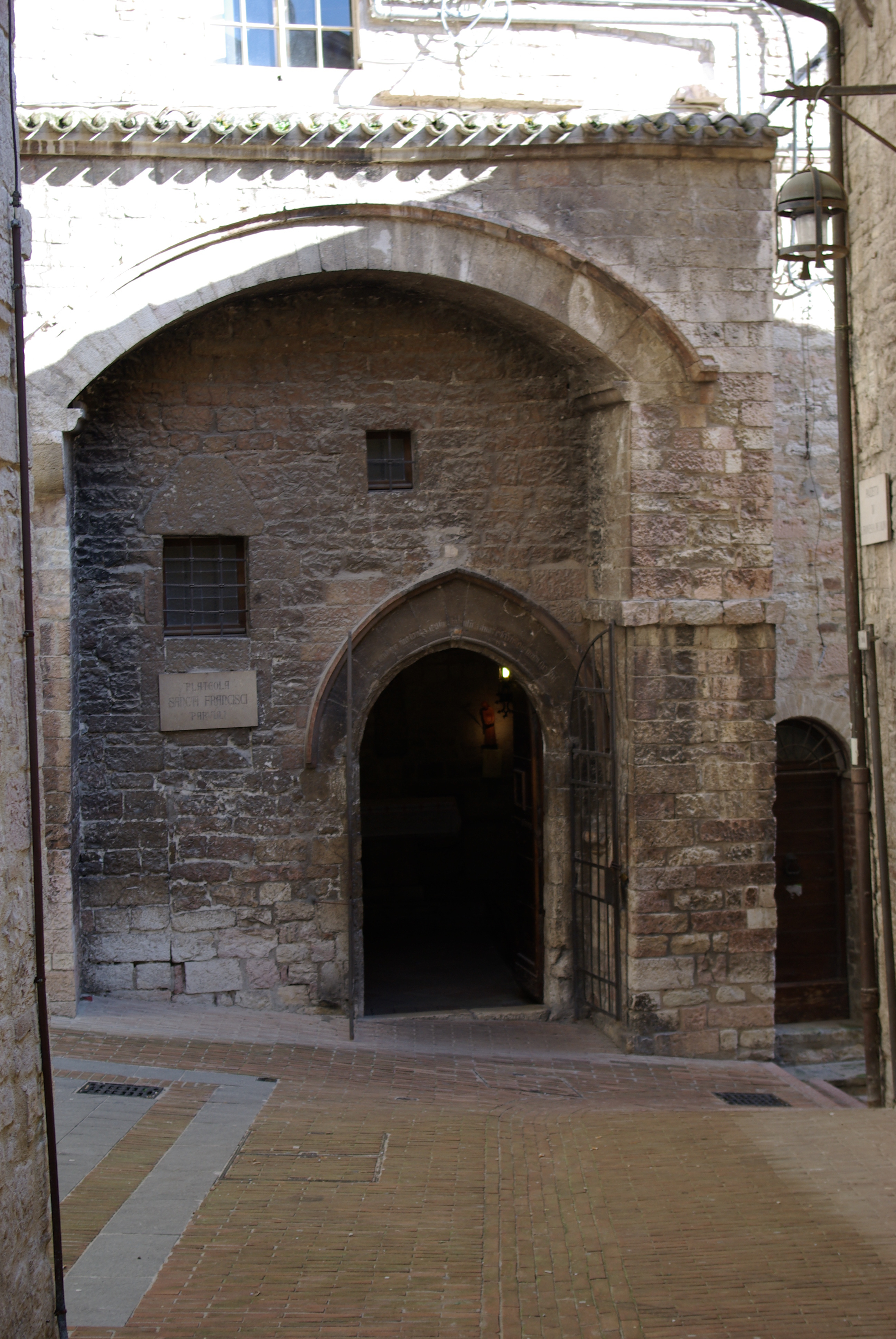
Esterno dell'oratorio di San Francesco piccolino.
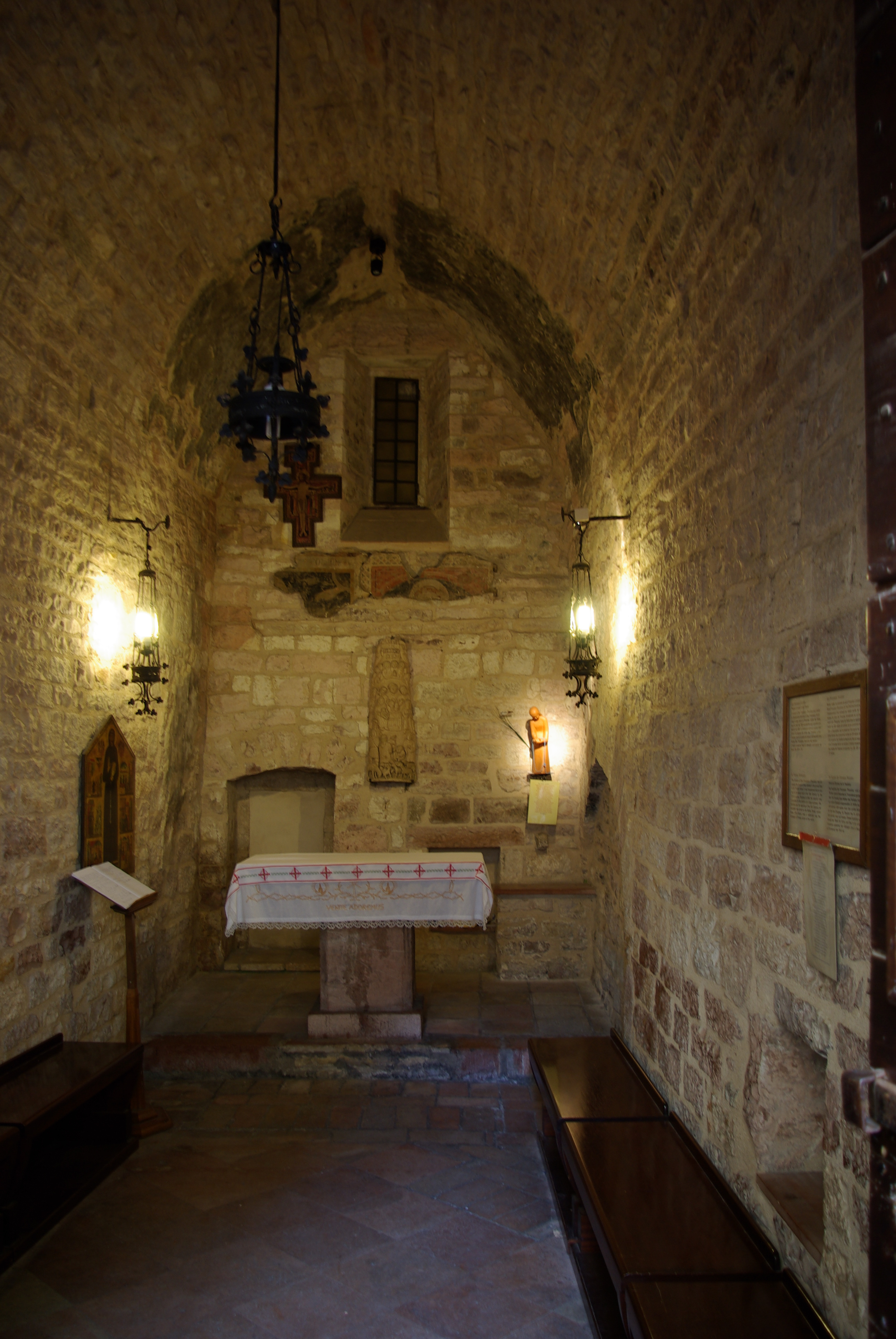
Interno dell'oratorio di San Francesco piccolino.

### Santuario del Sacro Tugurio di Rivotorto
Dipende dal Sacro Convento anche il santuario del Sacro Tugurio di Rivotorto, presso Assisi, edificato a memoria del luogo dove l'Ordine francescano mosse «i primi passi». L'antico rifugio, ormai abbandonato, fu trasformato in chiesa nel 1445 per iniziativa di frate Francesco Saccarda che ottenne l'autorizzazione del Vescovo di Assisi. Nel secolo XVI furono avviati i lavori per la costruzione di una chiesa più grande, sorte che ebbe nel secolo successivo anche l'attiguo convento. La chiesa (e parte del convento) fu comunque ricostruita, in stile neogotico, tra il 1860 e il 1880, dopo che il violento terremoto del 12 febbraio 1854 l'aveva rasa al suolo.

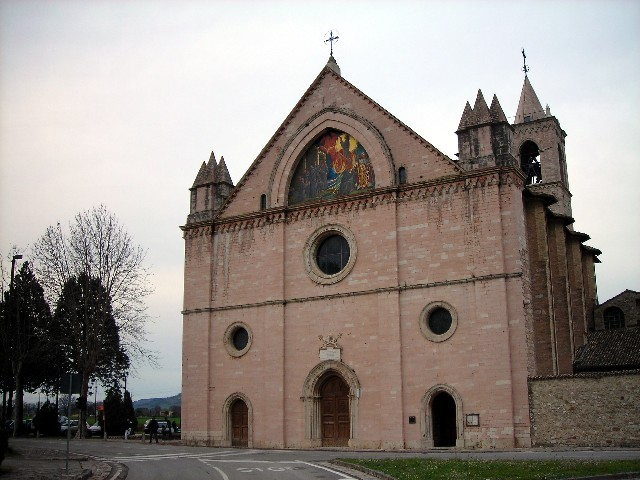
La facciata del santuario di Rivotorto.
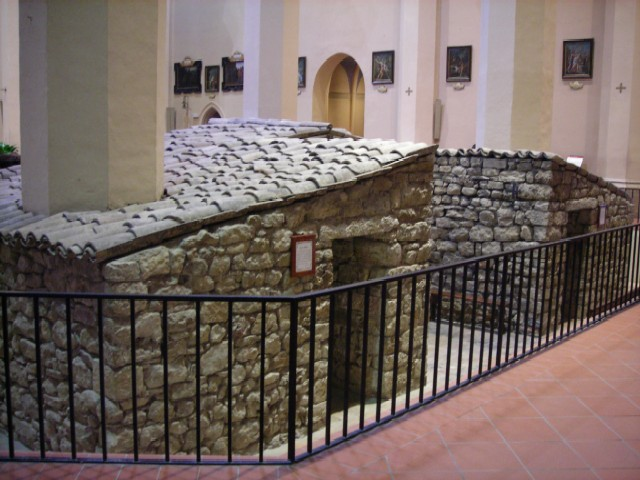
Il tugurio di Rivotorto.

### Chiesa e convento di Santa Maria in Arce
Ancora al Sacro Convento è legato il convento e chiesa di Santa Maria in Arce (secolo XIII) poco fuori dall'abitato di Rocca Sant'Angelo, nel comune di Assisi, «che fu uno dei primi insediamenti degli Osservanti e conserva preziosi documenti d'arte pittorica umbra, soprattutto quattrocentesca».

### Fonti
- Bullarium Franciscanum Romanorum Pontificum Constitutiones, epistolas, ac diplomata continens tribus Ordinibus Minorum, Clarissarum et Poenitentium [...], voll. I-VII (I: ab Honorio III ad Innocentium IIII; II: referens ea, quae Alexandri et Urbani IIII sunt; III: a Clemente IIII ad Honorium IIII; IV: referens ea, quae Nicolai IIII, Caelestini V et Bonifaci VIII sunt; V: Benedicti XI, Clementis V, Ioannis XXII monumenta; VI: Benedicti XII, Clementis VI, Innocentii VI, Urbani V, Gregorii XI documenta; VII: Romanorum pontificum vel eorum, qui durante schhismate occidentali in sua obedentia pro romanis pontificibus habebantur, scilicet Urbani VI, Bonifatii IX, Innocentii VII, Gregorii XII, Clementis VII, Benedicti XIII, Alexandri V, Ioannis XXIII, Martini V documenta), Roma, Typis Sacrae Congr. de Propaganda Fide [poi Typis Vaticanis], 1759-1804.
- Bullarium Franciscanum [...] Nova series, voll. I-IV/1-2 (I (1434-1455): [da Eugenio IV a Nicolò V]; II (1455-1471): [Callisto III, Pio II e Paolo II]; III (1471-1484): [Sisto IV]; IV-1 (1484-1489): [Innocenzo VIII]; IV-2 (1489-1492): [Innocenzo VIII]), Quaracchi [poi Grottaferrata], Collegii S. Bonaventurae, 1929-1990.
- Codice di Diritto Canonico, parte III, sezione I, titolo II, capitolo V, canoni 673-683., su vatican.va. URL consultato il 14 dicembre 2011.
- Costituzioni dell'Ordine dei Frati Minori Conventuali, promulgate il 4 ottobre 1984 (PDF) [collegamento interrotto], su francescani.net. URL consultato il 13 dicembre 2011.
- Fonti francescane, Padova, Editrici francescane, 2004.
- Le carte duecentesche del Sacro Convento di Assisi (Istrumenti, 1168-1300), a cura di Attilio Bartoli Langeli, con la collaborazione di Maria Immacolata Bossa e Lucia Fiumi, Padova, Centro Studi Antoniani, 1997.
- Lettera apostolica "motu proprio" Totius orbis di Sua Santità Benedetto XVI, contenente nuove disposizioni circa le basiliche di San Francesco e di Santa Maria degli Angeli in Assisi, 9 novembre 2005, su vatican.va. URL consultato il 13 dicembre 2011., in: Acta Apostolicae Sedis, 2005, 97, pp. 1017-1019.
- Statuti della Custodia generale del Sacro Convento di San Francesco in Assisi, promulgati il 12 giugno 2011.
- Statuto speciale della Custodia generale del Sacro Convento di San Francesco in Assisi, in Commentarium Ordinis Fratrum Minorum Conventualium, n. 108, promulgato il 28 gennaio 2011,  pp. 27-30.
- Bonaventura da Bagnoregio, Leggenda maggiore (Vita di san Francesco d'Assisi), traduzione di Simpliciano Olgiati, note di Feliciano Olgiati.: FF, pp. 1020-1329.
- Salimbene de Adam da Parma, Cronaca, traduzione di Berardo Rossi, Bologna, Radio Tau, 1987.
- Tommaso da Celano, Vita prima di san Francesco d'Assisi, traduzione e note di Abele Calufetti e Feliciano Olgiati.: FF, pp. 315-571.

### Studi
- Luciano Bertazzo, Recensione a Il Sacro Convento di Assisi, di C. Pietramellara et al., in Il Santo, vol. 30, 1990,  pp. 128-136.
- C. Cenci, Documentazione di storia assisana, 1300-1530, voll. I-III, Grottaferrata, 1974-1975.
- Adriano Cicoci e Giovanni Zavarella (a cura di), Assisi alla scoperta del sito UNESCO. Assisi, la Basilica di San Francesco e altri luoghi francescani, Assisi, Comune di Assisi, 2011.
- Pasquale Magro, La Basilica sepolcrale di San Francesco in Assisi, Assisi, Casa editrice francescana, 1991.
- Silvestro Nessi, La Basilica di S. Francesco in Assisi e la sua documentazione storica, 2ª ed., Assisi, Casa editrice francescana, 1994.
- Ludovico da Pietralunga, Descrizione della Basilica di S. Francesco e di altri santuari di Assisi. In appendice Chiesa superiore di Anonimo secentesco, introduzione, note al testo e commento critico di Pietro Scarpellini, Treviso, Canova, 1982.
- C. Pietramellara et al., Il Sacro Convento di Assisi, Roma-Bari, Laterza, 1988, ISBN 88-420-3298-0.
- Giovanna Sapori, Per una storia della decorazione della basilica fra Quattrocento e Settecento, in Giorgio Bonsanti (a cura di), La basilica di San Francesco, vol. 2/1, Modena, Franco Cosimo Panini, 2002.